# Turismo en México

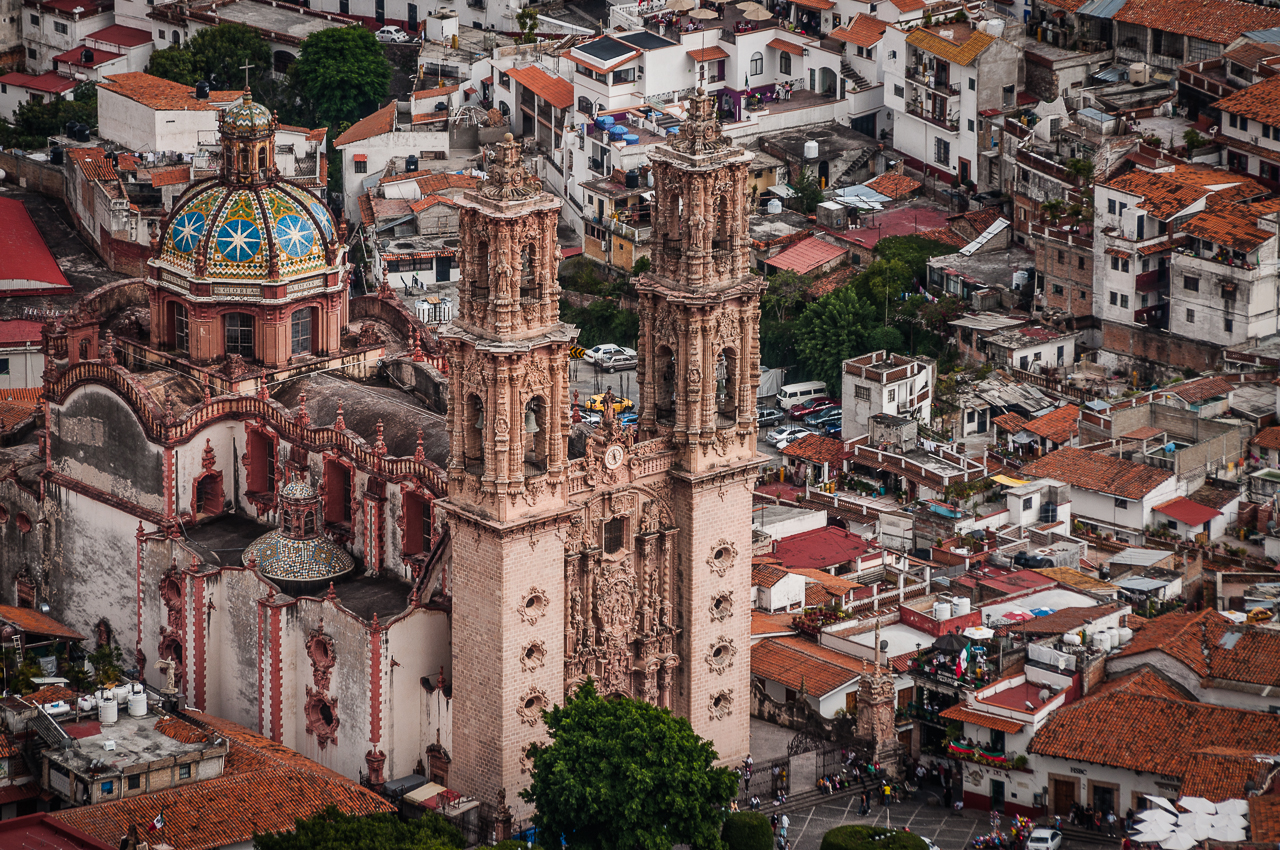
El Templo de Santa Prisca, en el pueblo mágico de Taxco de Alarcón.

El turismo en México es una de las actividades económicas más importantes del país y es una de las mayores en el mundo. Posicionado en tercer lugar a nivel mundial en términos de llegadas de turistas internacionales, con 25,1 millones de visitantes en 2020, sólo por debajo de Francia con 25,2 millones de turistas, debido a la caída del turismo mundial provocada por la pandemia de covid-19, representando una caída del 44,3% con respecto a 2019.  es el primer destino turístico para extranjeros dentro de América Latina. Los ingresos provenientes de los turistas extranjeros, alcanzaron más de 22,5 mil millones USD en 2018. México capturó el 17,25% del mercado turístico de América, en términos de llegadas de turistas extranjeros, colocándose en el segundo lugar en el continente, detrás de los Estados Unidos. En 2005, el turismo contribuyó con el 5,7% de los ingresos nacionales provenientes de la exportación de bienes y servicios, que a su vez representó el 14,2% de los empleos directos e indirectos de la economía mexicana. El turismo contribuye con el 8,7% del PIB nacional; el 45% de esta actividad está orientada a la zona costera.
Las atracciones turísticas de México son: las ruinas antiguas de la cultura mesoamericana, las ciudades coloniales y los complejos turísticos de la playa. El clima templado del país junto con su herencia histórica cultural —la fusión de la cultura europea (particularmente la española) con la cultura mesoamericana— también hacen de México un atractivo destino turístico a nivel mundial. La gran mayoría de los turistas extranjeros que visitan México provienen de los Estados Unidos y Canadá. El siguiente grupo en importancia lo son los visitantes de Europa y América Latina. Un número reducido de turistas también proviene de los países de Asia.
En la clasificación del Índice de Competitividad en Viajes y Turismo (TTCI por sus siglas en inglés) de 2019, que mide factores que hacen atractivo realizar inversiones o desarrollar negocios en el sector de viajes y turismo de un país específico, México alcanzó el lugar 19 a nivel mundial, siendo el primero clasificado entre países de América Latina y el tercero en el continente americano.

## Historia
La historia del actual México se inicia cerca de los 3,000 años con una sucesión de pueblos autóctonos que desarrollaron culturas propias en el sur y el centro del país. Sucesivamente, a lo largo de 30 siglos, el dominio de los amplios territorios de México correspondió a los olmecas, los mayas, los toltecas, los zapotecas y los mexicas, entre muchos otros pueblos. Los viajes en el México prehispánico tenían la misma naturaleza que en otros sitios del mundo: comercio, peregrinaciones o guerras. En la Península de Yucatán existía una red de caminos que unían las ciudades y las pequeñas poblaciones, estos caminos se llamaban sacbé  (sak beo'ob en maya); estas vialidades estaban equipadas para zonas de campamentos y en los pueblos se construían casas de hospedaje y abastecimiento de viandas.
En la época virreinal de 1521, el navegante Fernando de Magallanes al servicio de España llegó al archipiélago filipino y tomó posesión jurídica de las islas, bajo el trono español. Aunque se sabía que los indígenas eran sumamente dóciles, y que además se quería arrebatar el poder que tenía Portugal en las Indias Orientales, Hernán Cortés envió tres barcos rumbo a Asia, que zarparon de Zihuatanejo en 1527. En el camino dos de ellos naufragaron y el tercero llegó, pero no regresó por no haber encontrado la corriente del retorno. Después, en 1541, López de Villalobos fue enviado por el virrey Antonio de Mendoza para encabezar una expedición hacia las Indias Orientales en busca de nuevas rutas comerciales. Su expedición partió de Puerto de Navidad en 1542 a bordo de cuatro carabelas.
Existieron cuatro troncales del Camino Real, que unían la Ciudad de México con Acapulco, Veracruz, Audiencia (Guatemala) y Santa Fe: «Conformaban una cuádruple ruta repleta de caminantes, carretas y recuas de mulas».
El Camino Real de Tierra Adentro siguió una ruta marcada por el terreno: «La actividad volcánica y un clima inclemente labraron una tierra rica en depósitos de plata, cobre, oro, ópalos, turquesas y sal. Los desplazamientos de las placas tectónicas abrieron en el centro de Nuevo México una grieta de más de kilómetro y medio de profundidad, la segunda más larga del mundo. Las aguas del deshielo que fluían hacia el valle formaron el río Bravo y éste fue llenando con sedimentos la profunda brecha».
Las principales atracciones turísticas de México son las ruinas antiguas de las culturas mesoamericanas, las ciudades coloniales y los complejos turísticos de playa. El clima templado del país, junto con su herencia histórica cultural; - la fusión de la cultura europea (particularmente la española) con la cultura mesoamericana -; también hacen de México un atractivo destino turístico a nivel mundial. A lo largo y ancho de todo el territorio nacional hay bellos paisajes, una cultura muy diversa y personas muy amables. Por último, los turistas pueden disfrutar de un cálido paseo en el Tren Chepe por los terrenos más escarpados de México, abrazando el borde de montañas y cruzando profundas cañadas y barrancas en sus puentes. Las estaciones turísticas por las que el tren pasa, partiendo de Chihuahua, son: Cuauhtémoc, Creel, Divisadero, Posada Barrancas, Bauichivo, Temoris, El Fuerte, Los Mochis.

## Características del sector

### Derechos del turista en México

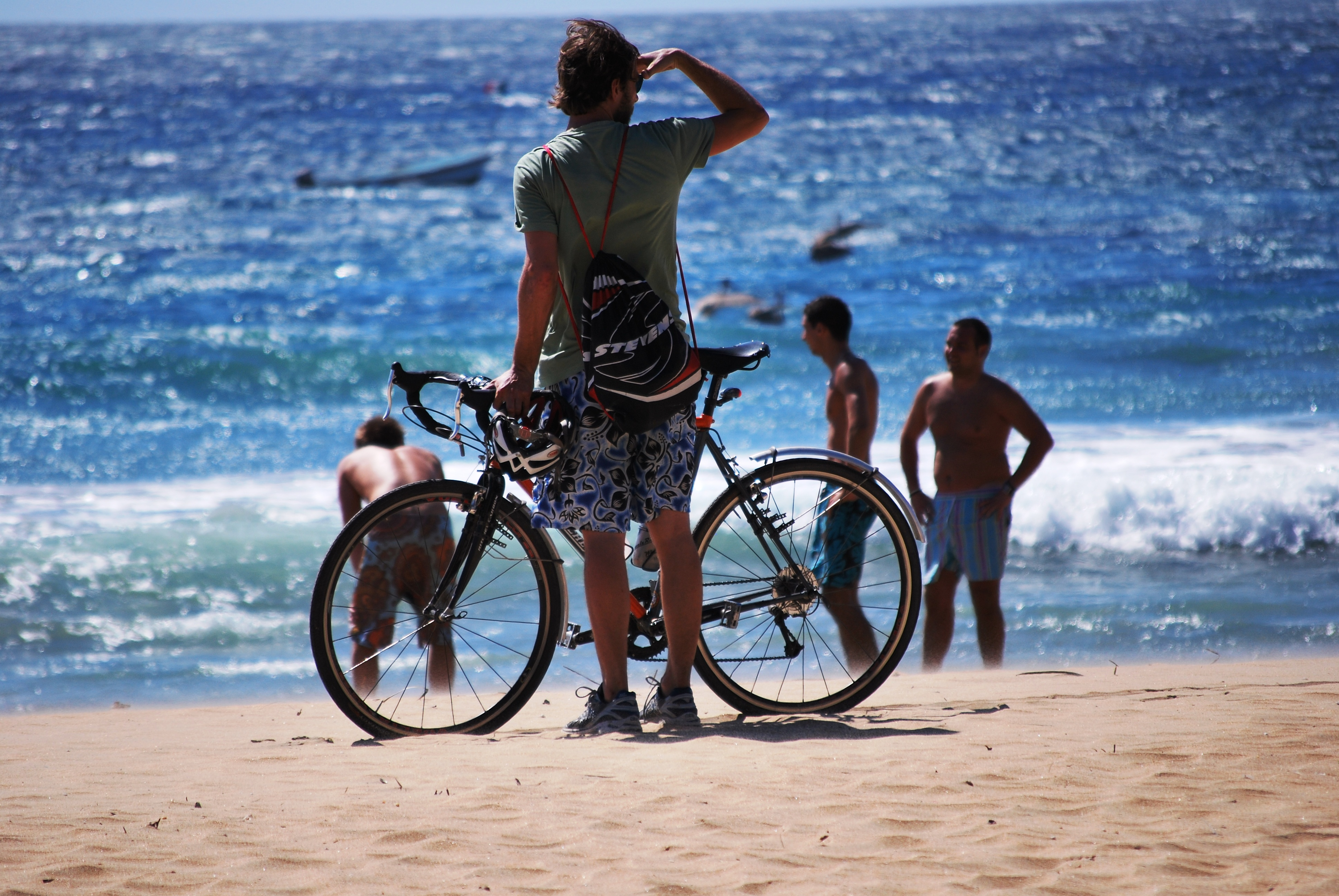
Turistas nacionales y extranjeros en las playas oaxaqueñas.

El turista, nacional o extranjero que visita a México tiene los siguientes derechos, en cada estado de la República mexicana existe un número telefónico conectado directamente a una dependencia gubernamental que tiene la misión de ofrecer auxilio, orientación y defensa de los turistas ante cualquier instancia gubernamental, para conocer el que específicamente le corresponde a cada estado.
De acuerdo con la Ley general de turismo en México, Art. 61 Los turistas, con independencia de los derechos que les asisten como consumidores, tendrán en los términos previstos en esta Ley, los siguientes derechos:
1. Recibir información útil, precisa, veraz y detallada, con carácter previo, sobre todas y cada una de las condiciones de prestación de los servicios turísticos;
2. Obtener los bienes y servicios turísticos en las condiciones contratadas;
3. Obtener los documentos que acrediten los términos de su contratación, y en cualquier caso, las correspondientes facturas o comprobantes fiscales legalmente emitidas;
4. Recibir del prestador de servicios turísticos, los bienes y servicios de calidad, acordes con la naturaleza y cantidad de la categoría que ostente el establecimiento elegido;
5. Recibir los servicios sin ser discriminados en los términos del artículo 59 de esta Ley;
6. Disfrutar el libre acceso y goce de todo el patrimonio turístico, así como su permanencia en las instalaciones de dichos servicios, sin más limitaciones que las derivadas de los reglamentos específicos de cada actividad, y
7. Contar con las condiciones de higiene y seguridad de sus personas y bienes en las instalaciones y servicios turísticos, en los términos establecidos en la legislación correspondiente.

### Las entidades públicas mexicanas para el turismo
- Secretaría de Turismo
- Fondo Nacional de Fomento al Turismo
- Consejo de Promoción Turística de México
- Agencias de viajes
- Guías turísticos

## Visitantes

### Turismo internacional
| Año  | Posición | Posición | Turistas internacionales | Turistas internacionales | Ingresos | Ingresos      |
| Año  | Mundo    | América  | Millones                 | Cambio %                 | Millones | Cambio %      |
| ---- | -------- | -------- | ------------------------ | ------------------------ | -------- | ------------- |
| 2010 | —        | 2        | 23 290                   | —                        | $11 992  | —             |
| 2011 | —        | 2        | 23 403                   | Crecimiento              | $11 869  | Decrecimiento |
| 2012 | —        | 2        | 23 403                   | Sin cambios              | $12 739  | Crecimiento   |
| 2013 | 15       | 2        | 24 151                   | Crecimiento              | $13 949  | Crecimiento   |
| 2014 | 10       | 2        | 29 346                   | Crecimiento              | $16 208  | Crecimiento   |
| 2015 | 9        | 2        | 32 093                   | Crecimiento              | $17 734  | Crecimiento   |
| 2016 | 8        | 2        | 35 079                   | Crecimiento              | $19 650  | Crecimiento   |
| 2017 | 6        | 2        | 39 298                   | Crecimiento              | $21 336  | Crecimiento   |
| 2018 | 7        | 2        | 41 447                   | Crecimiento              | $22 510  | Crecimiento   |
| 2019 | 7        | 2        | 45 024                   | Crecimiento              | $24 573  | Crecimiento   |
| 2020 | 3        | 1        | 24 284                   | Decrecimiento            | $10 996  | Decrecimiento |
| 2021 | 2        | 1        | 31 860                   | Crecimiento              | $19 765  | Crecimiento   |
| 2022 | 6        | 2        | 38 327                   | Crecimiento              | $28 016  | Crecimiento   |
| 2023 | 6        | 2        | 41 949                   | Crecimiento              | $30 694  | Crecimiento   |

### Entradas aéreas de turistas extranjeros
Durante varios años Estados Unidos ha representado el principal mercado de origen de los visitantes extranjeros que arriban a los principales destinos turísticos de México y es el segundo país más visitado por los turistas mexicanos, después de los propios destinos de México.
| Pos. | País           | 2023       | 2024       | Cambio        |
| ---- | -------------- | ---------- | ---------- | ------------- |
| 1    | Estados Unidos | 13 524 394 | 14 147 998 | Crecimiento   |
| 2    | Canadá         | 2 468 067  | 2 642 462  | Crecimiento   |
| 3    | Colombia       | 735 175    | 613 188    | Decrecimiento |
| 4    | Reino Unido    | 496 744    | 467 928    | Decrecimiento |
| 5    | España         | 366 509    | 371 374    | Crecimiento   |
| 6    | Argentina      | 326 339    | 360 420    | Crecimiento   |
| 7    | Francia        | 314 691    | 306 036    | Decrecimiento |
| 8    | Alemania       | 271 049    | 262 076    | Decrecimiento |
| 9    | Brasil         | 213 120    | 216 905    | Crecimiento   |
| 10   | China          | 161 316    | 213 124    | Crecimiento   |
|      | Otros          | 2 977 875  | 2 697 872  | Decrecimiento |
|      | Total          | 21 855 279 | 22 299 383 | Crecimiento   |

| Pos. | Aeropuerto       | 2023       | 2024       | Cambio        |
| ---- | ---------------- | ---------- | ---------- | ------------- |
| 1    | Cancún           | 10 041 700 | 9 723 864  | Decrecimiento |
| 2    | Ciudad de México | 4 279 991  | 4 244 029  | Decrecimiento |
| 3    | Los Cabos        | 2 306 779  | 2 269 365  | Decrecimiento |
| 4    | Puerto Vallarta  | 1 827 130  | 1 852 108  | Crecimiento   |
| 5    | Guadalajara      | 1 334 067  | 1 470 858  | Crecimiento   |
| 6    | Monterrey        | 354 570    | 403 755    | Crecimiento   |
| 7    | Tulum            | -          | 314 623    | Crecimiento   |
| 8    | Bajío            | 222 625    | 264 407    | Crecimiento   |
| 9    | Cozumel          | 234 814    | 230 517    | Decrecimiento |
| 10   | Querétaro        | 132 450    | 201 356    | Crecimiento   |
|      | Otros            | 1 121 153  | 1 324 501  | Crecimiento   |
|      | Total            | 21 855 279 | 22 299 383 | Crecimiento   |

## Principales destinos
Las costas de México albergan muchos tramos de playas que son frecuentados por los bañistas y otros visitantes. En la península de Yucatán, uno de los destinos en la playa más popular es la ciudad turística de Cancún, especialmente entre los estudiantes universitarios durante las vacaciones de primavera. Cerca de la costa de la isla es la playa de Isla Mujeres y al este está la Isla Holbox. Al sur de Cancún es la franja costera llamada Riviera Maya, que incluye la playa de la ciudad de Playa del Carmen y los parques ecológicos de Xcaret y Xel-Há. Un día de viaje al sur de Cancún es el puerto histórico de Tulum. Además de sus playas, la ciudad de Tulum es notable por su acantilado y ruinas mayas.
En la costa del Pacífico destaca el destino turístico de Acapulco. Antaño era el destino de ricos y famosos, pero en la actualidad sus playas están cada vez más abarrotadas y sus costas están repletas de hoteles y de departamentos para vender y alquilar. En Acapulco se dan cita clavadistas de renombre: son buzos entrenados que saltan verticalmente desde un lateral de los acantilados hacia las olas.
A lo largo de la costa, al sur de Acapulco son las playas de surf de Puerto Escondido, el buceo, la playa del puerto de Puerto Ángel y de las playas naturistas de Zipolite. Al norte de Acapulco es la ciudad turística de Ixtapa y el vecino pueblo de pescadores de Zihuatanejo. Más al norte, son las playas de surf salvaje y agreste de la costa de Michoacán.
A lo largo de la costa del Pacífico central y norte, las más populares son las playas de la ciudad de Mazatlán y la ciudad turística de Puerto Vallarta. Menos frecuentado es la cala resguardada de la Bahía de Navidad, las playas de BITAS Kino, y las arenas negro de Cuyutlán. De San Carlos, sede de la Playa Los Algodones (Cotton Beach), es un empate de invierno, especialmente para los jubilados.
En el extremo sur de la península de Baja California es la ciudad turística de Cabo San Lucas, una ciudad conocida por sus playas y la pesca marlin. Más al norte a lo largo del Mar de Cortés es la Bahía de La Concepción, otra playa de la ciudad conocida por su pesca deportiva. Más cerca de la frontera con Estados Unidos es el sorteo de fin de semana de San Felipe, Baja California.

### Playas
- Riviera Maya
- Cancún
- Los Cabos
- Puerto Vallarta
- Acapulco
- Nuevo Vallarta
- Mazatlán
- Veracruz
- Ixtapa
- Huatulco
- Cozumel
- Manzanillo
- La Paz
- Isla Mujeres
- Isla Holbox
- Puerto Escondido
- Los Mochis
- Rosarito
- San Francisco de Campeche
- Loreto
- Tonalá - Puerto Arista
- Puerto Peñasco
- Tampico - Ciudad Madero

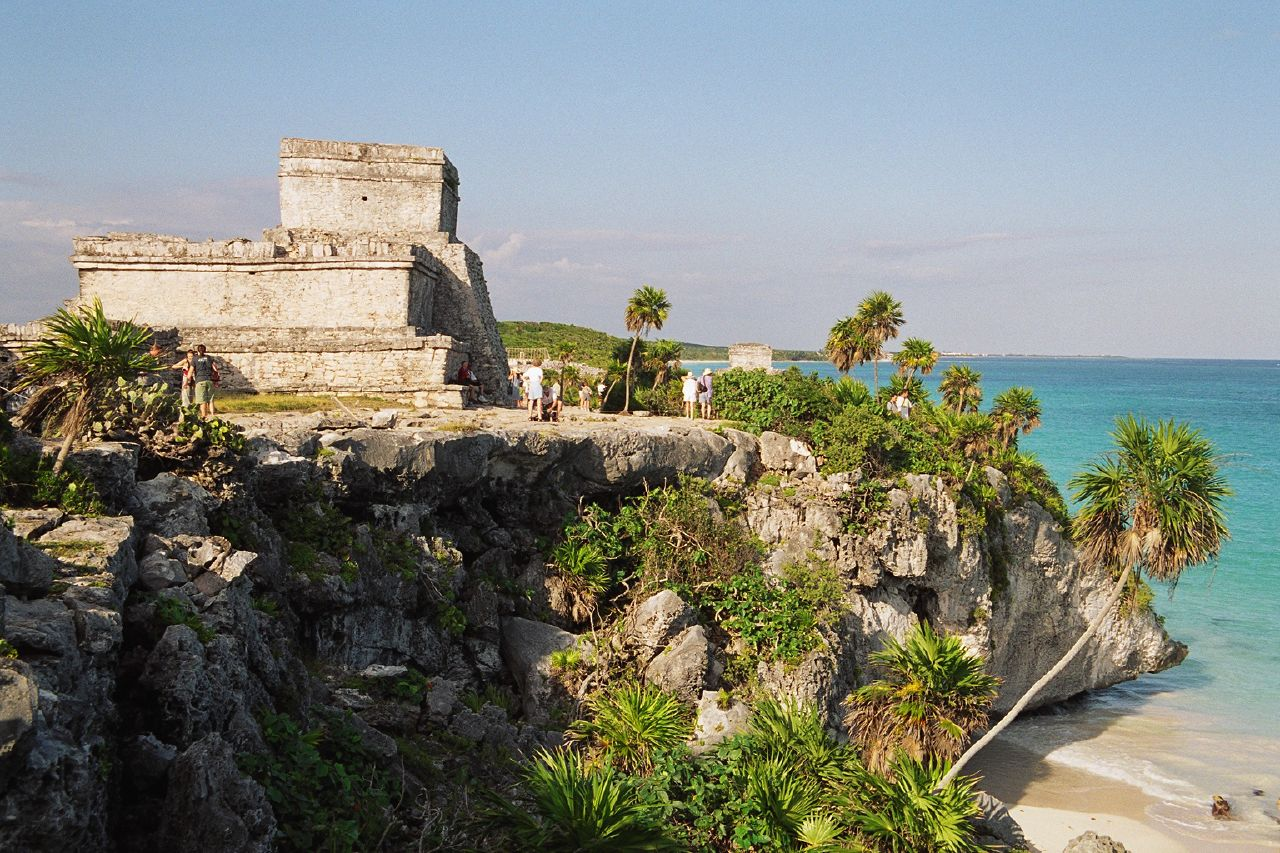
Riviera Maya.
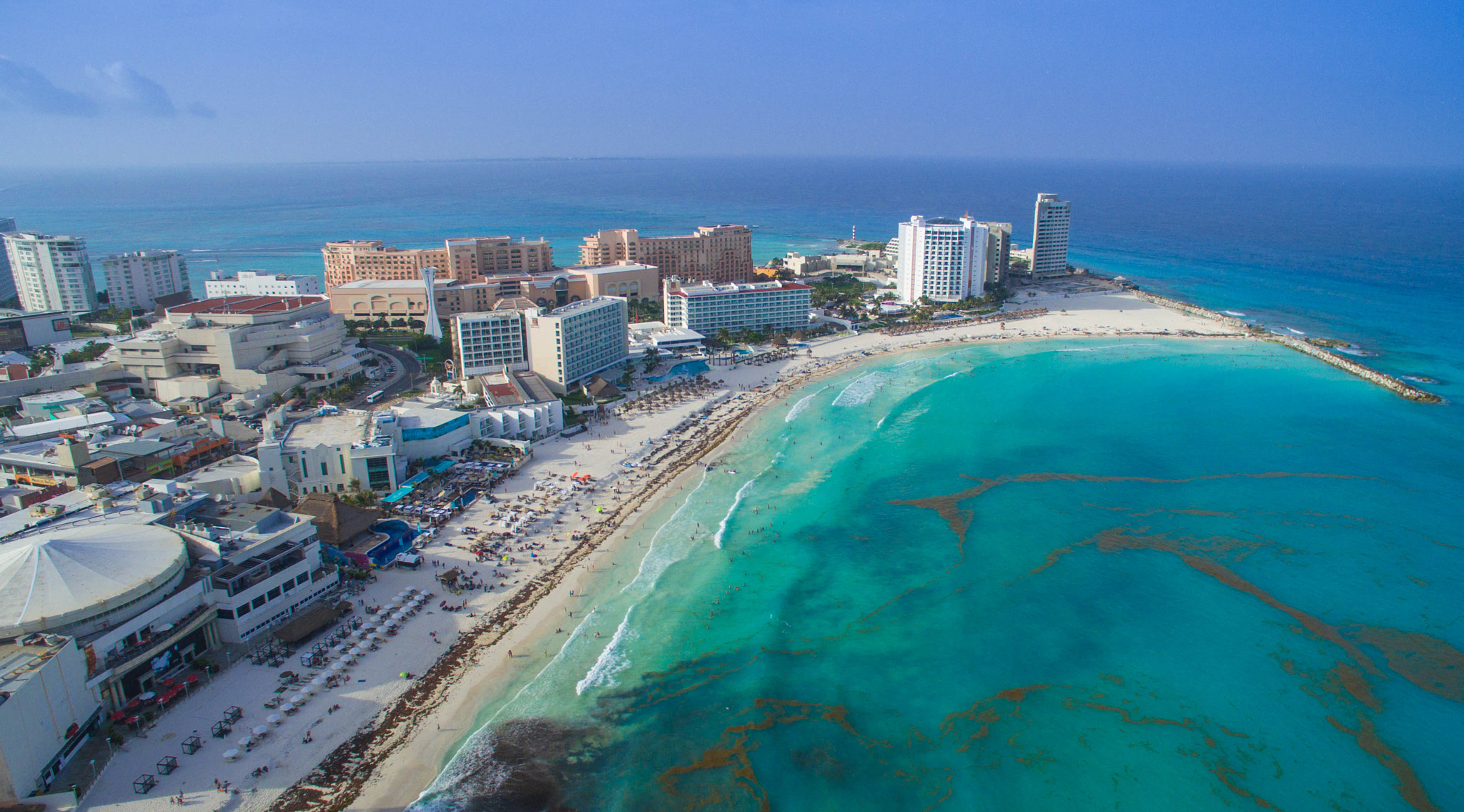
Cancún.
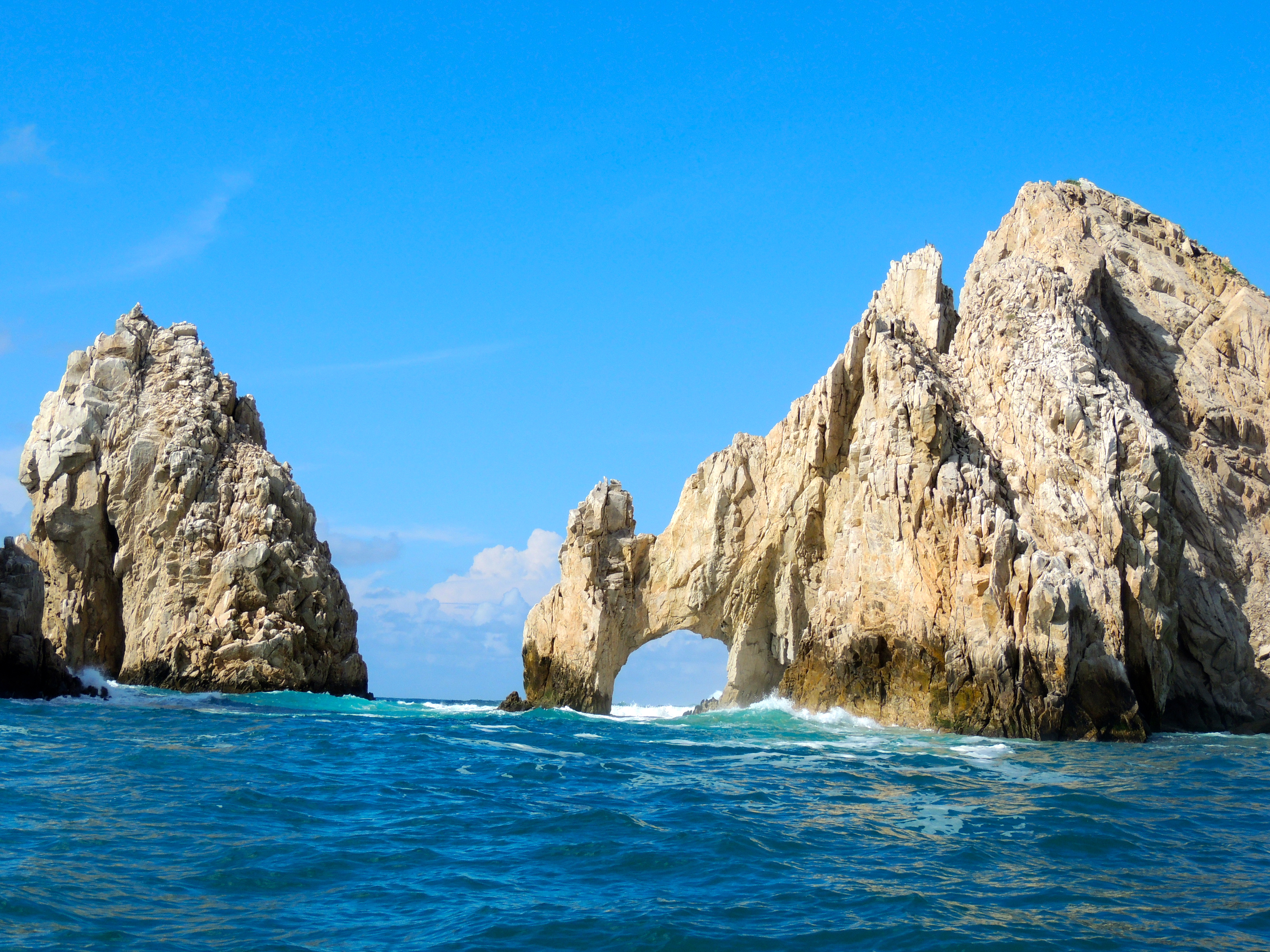
Los Cabos.
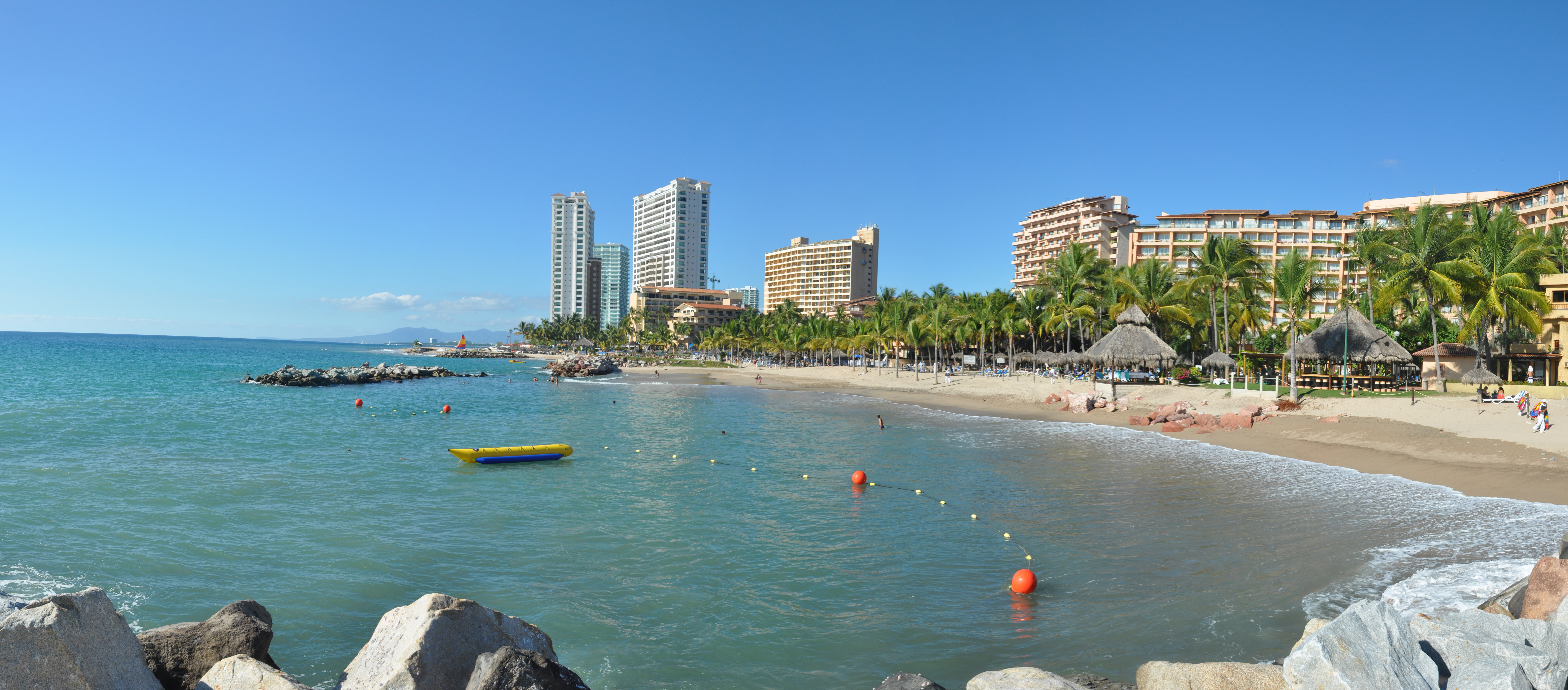
Puerto Vallarta.
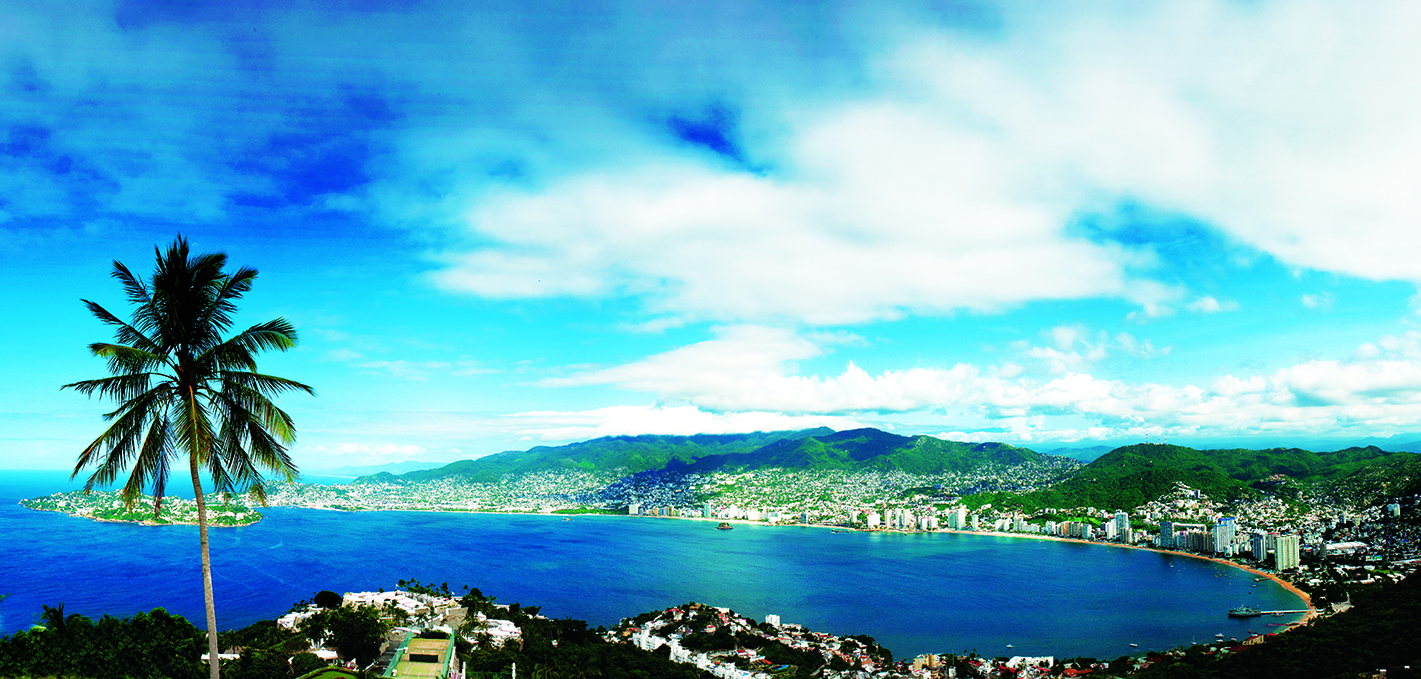
Acapulco.
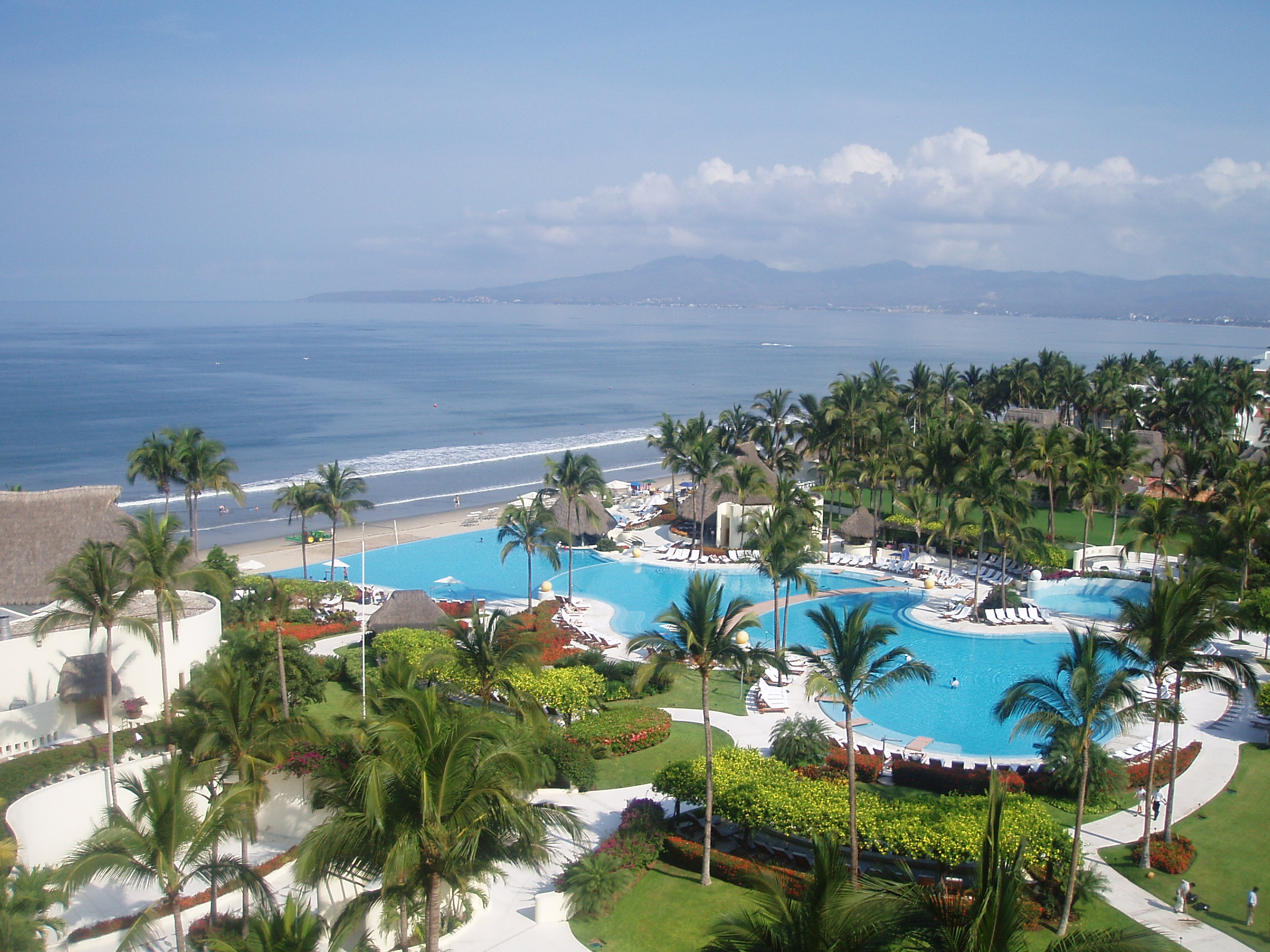
Nuevo Vallarta.
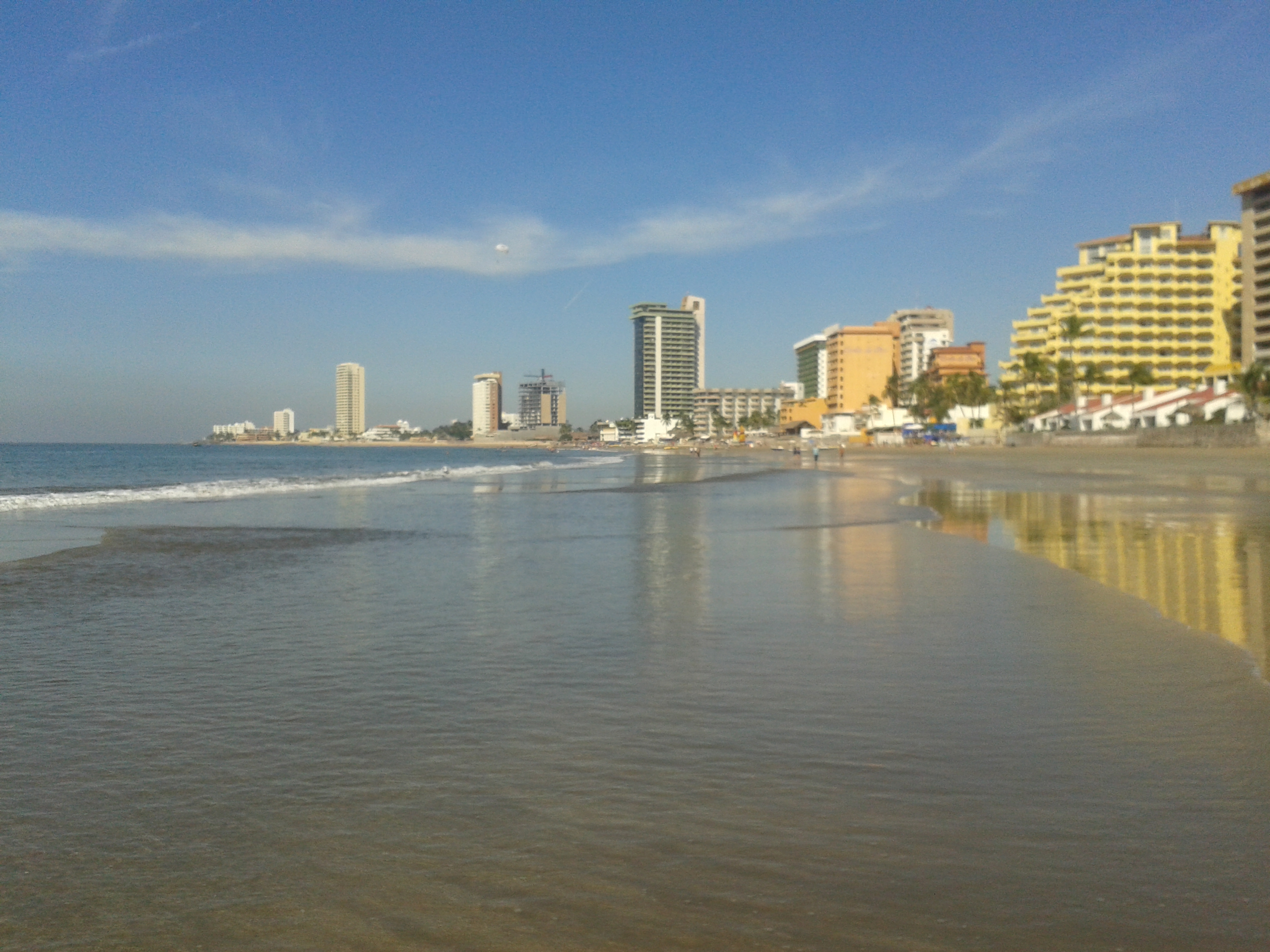
Mazatlán.
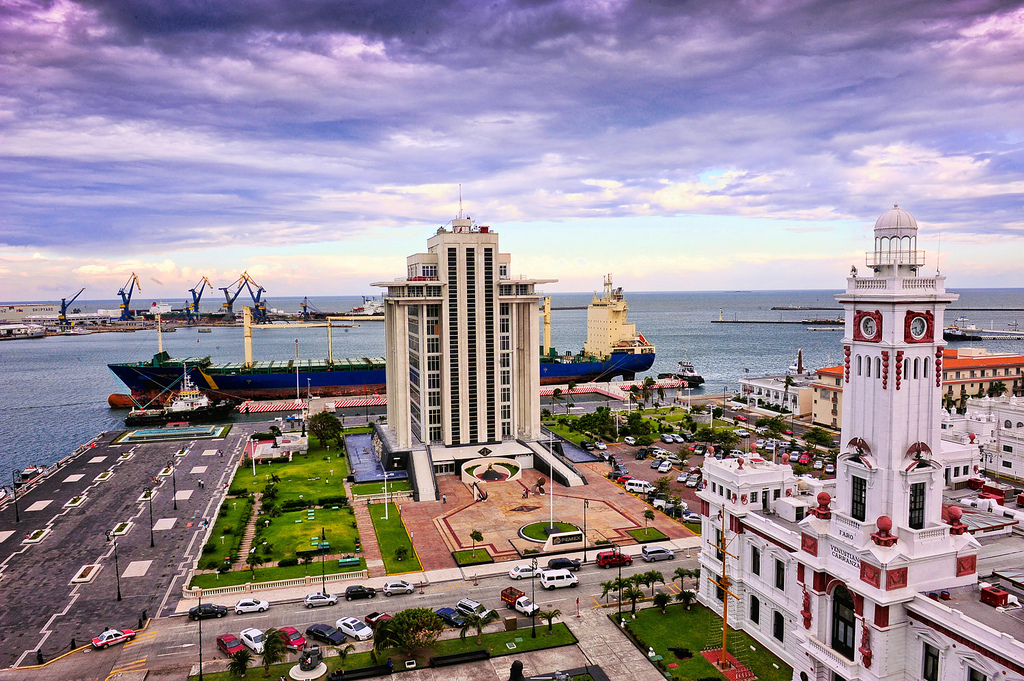
Veracruz.
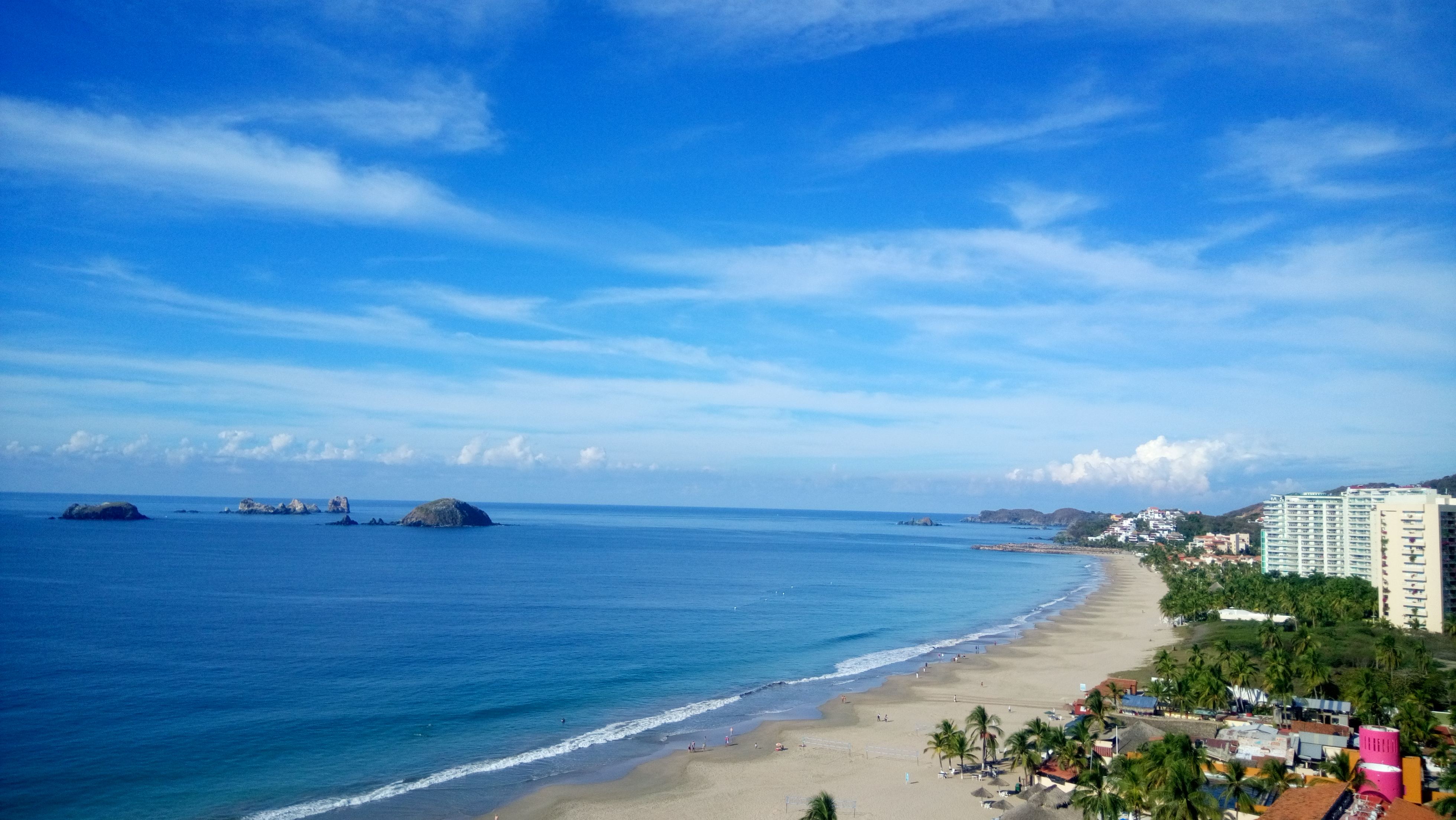
Ixtapa - Zihuatanejo.
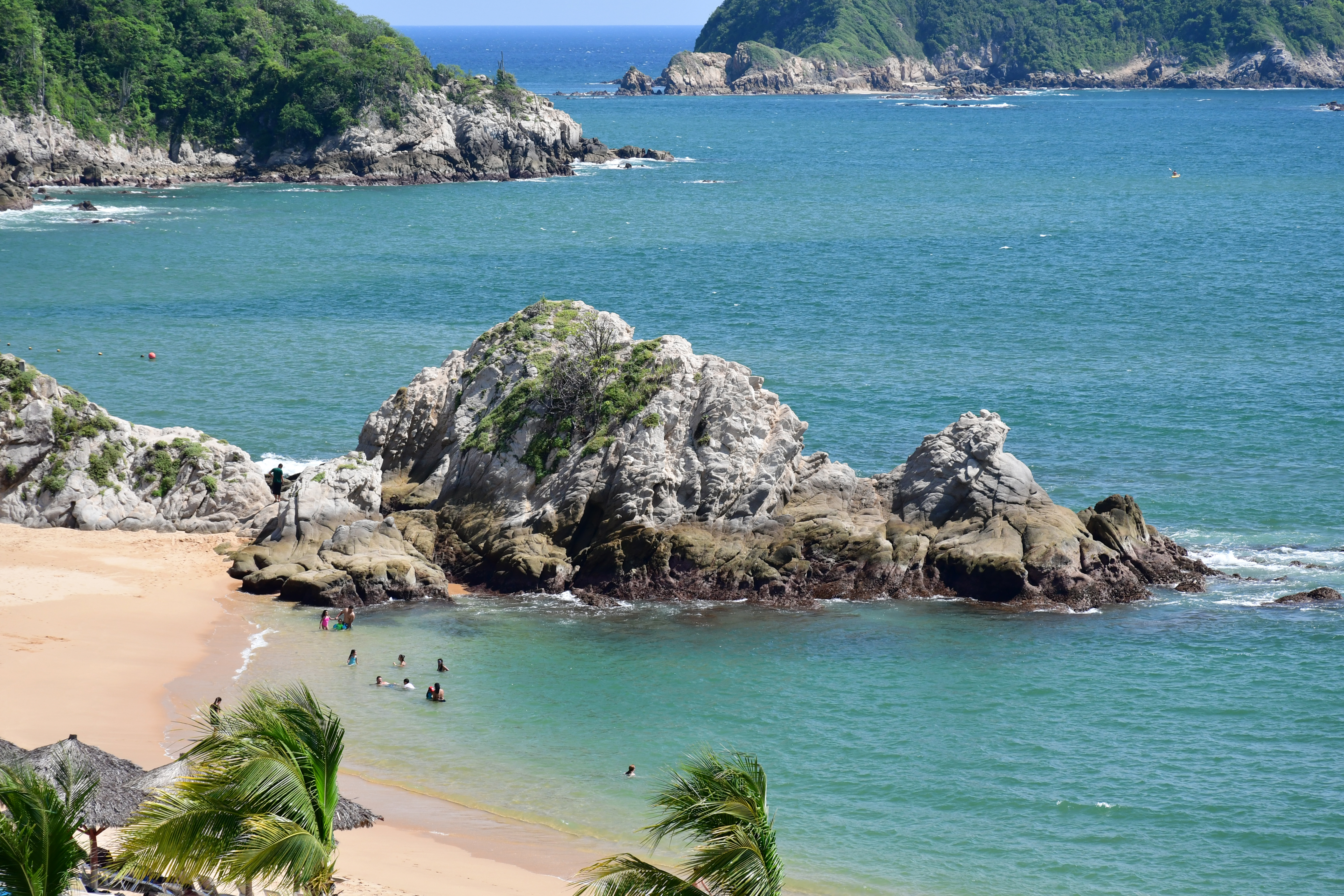
Santa María Huatulco.
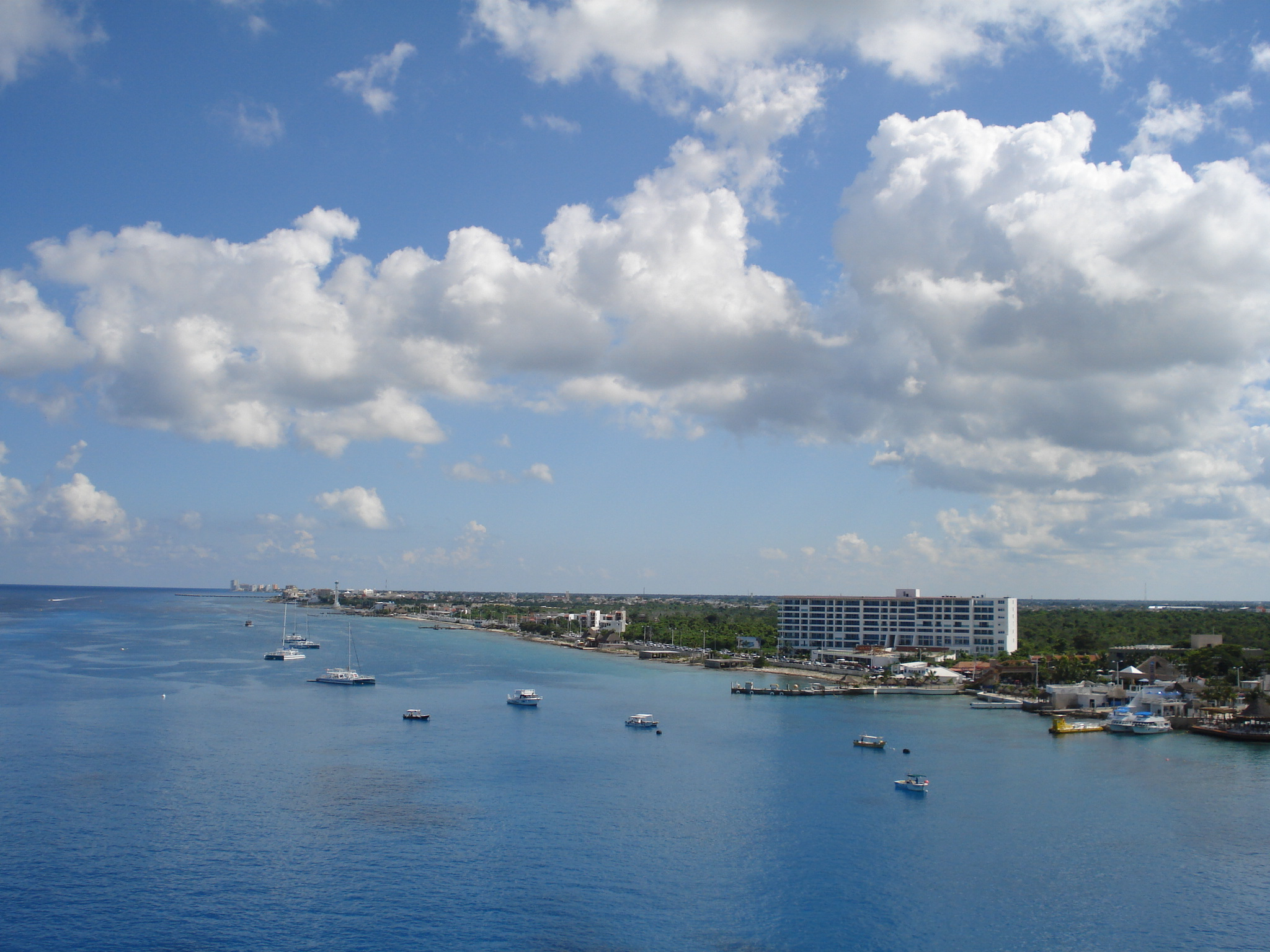
Cozumel.
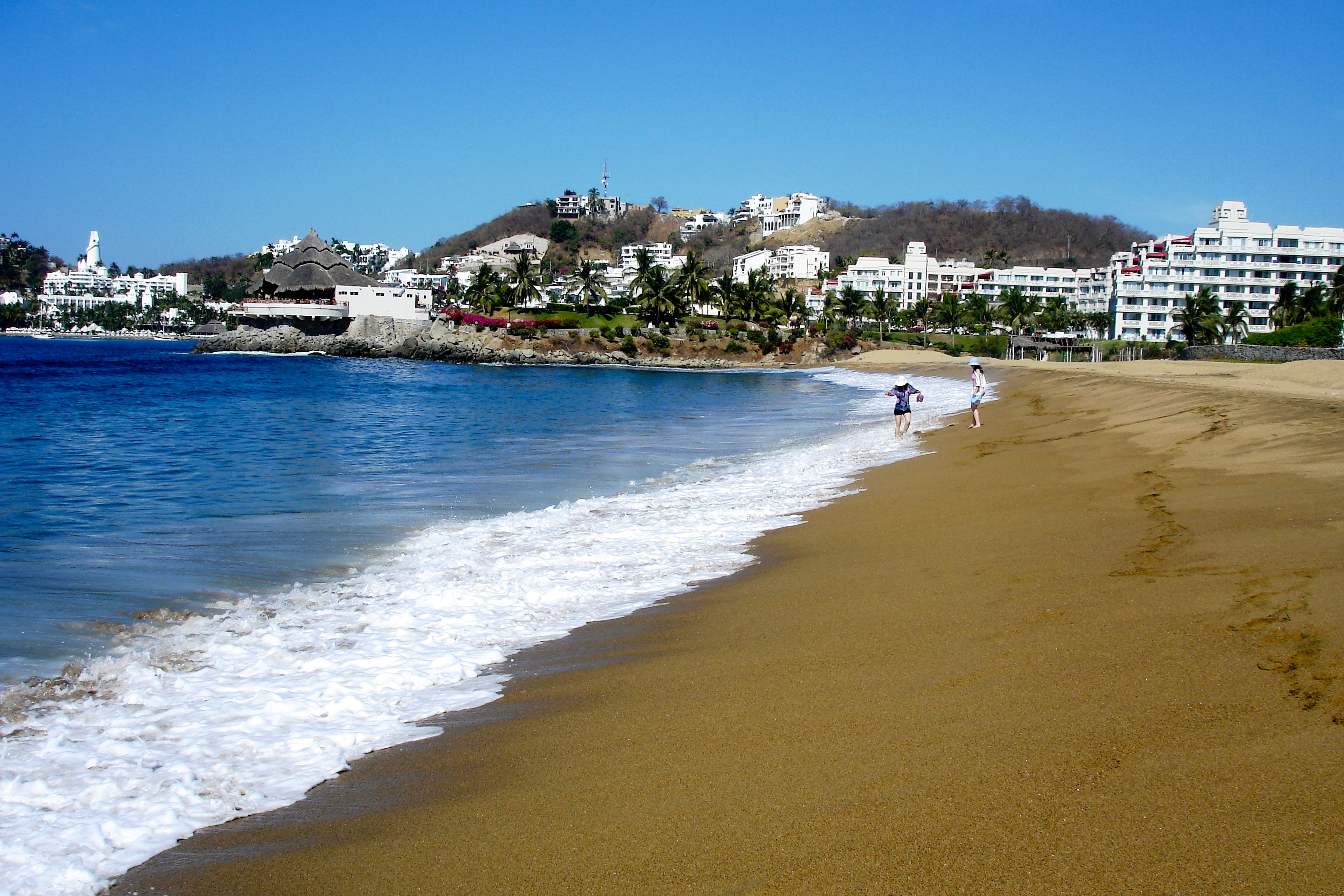
Manzanillo.
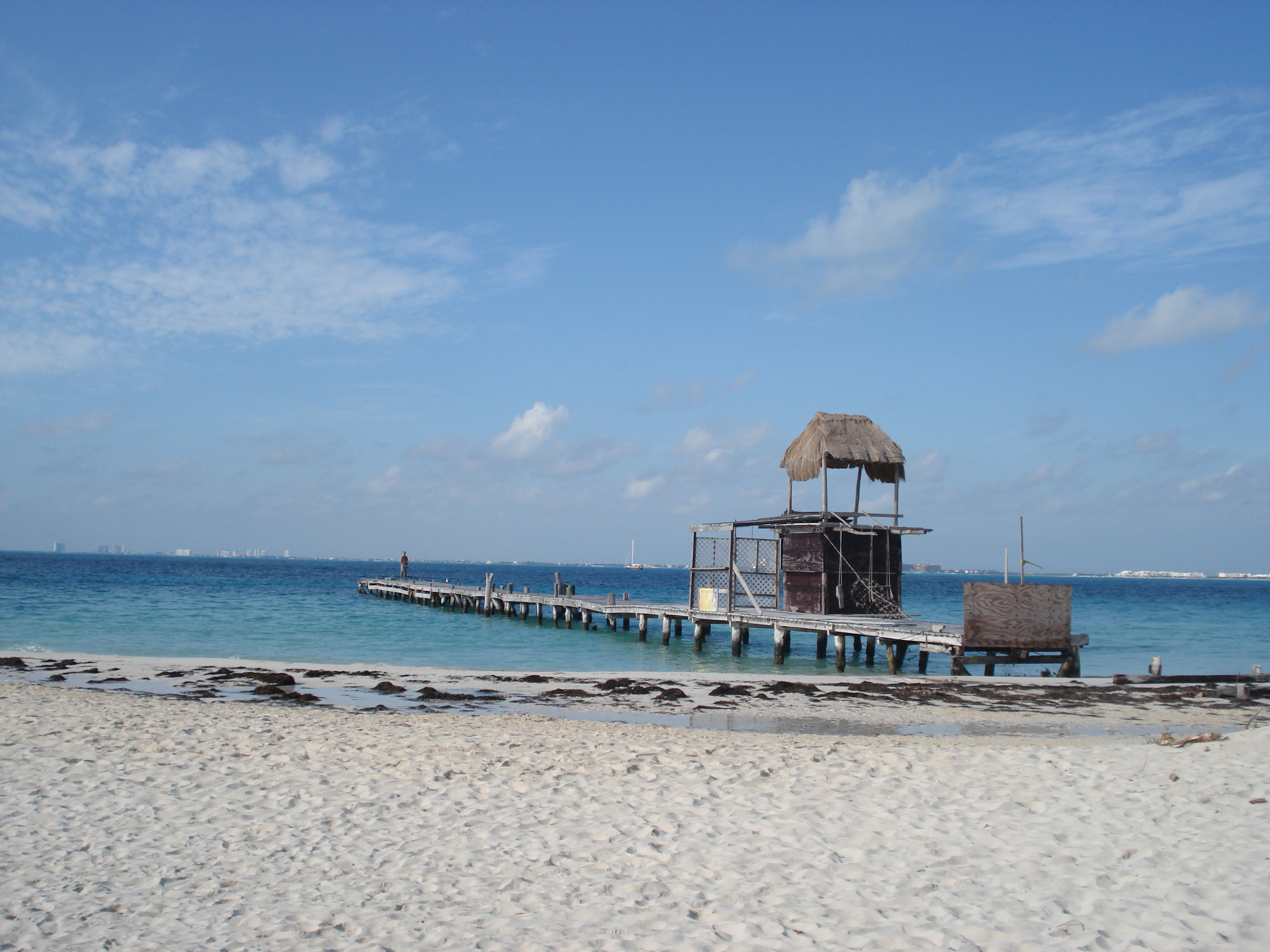
Isla Mujeres.
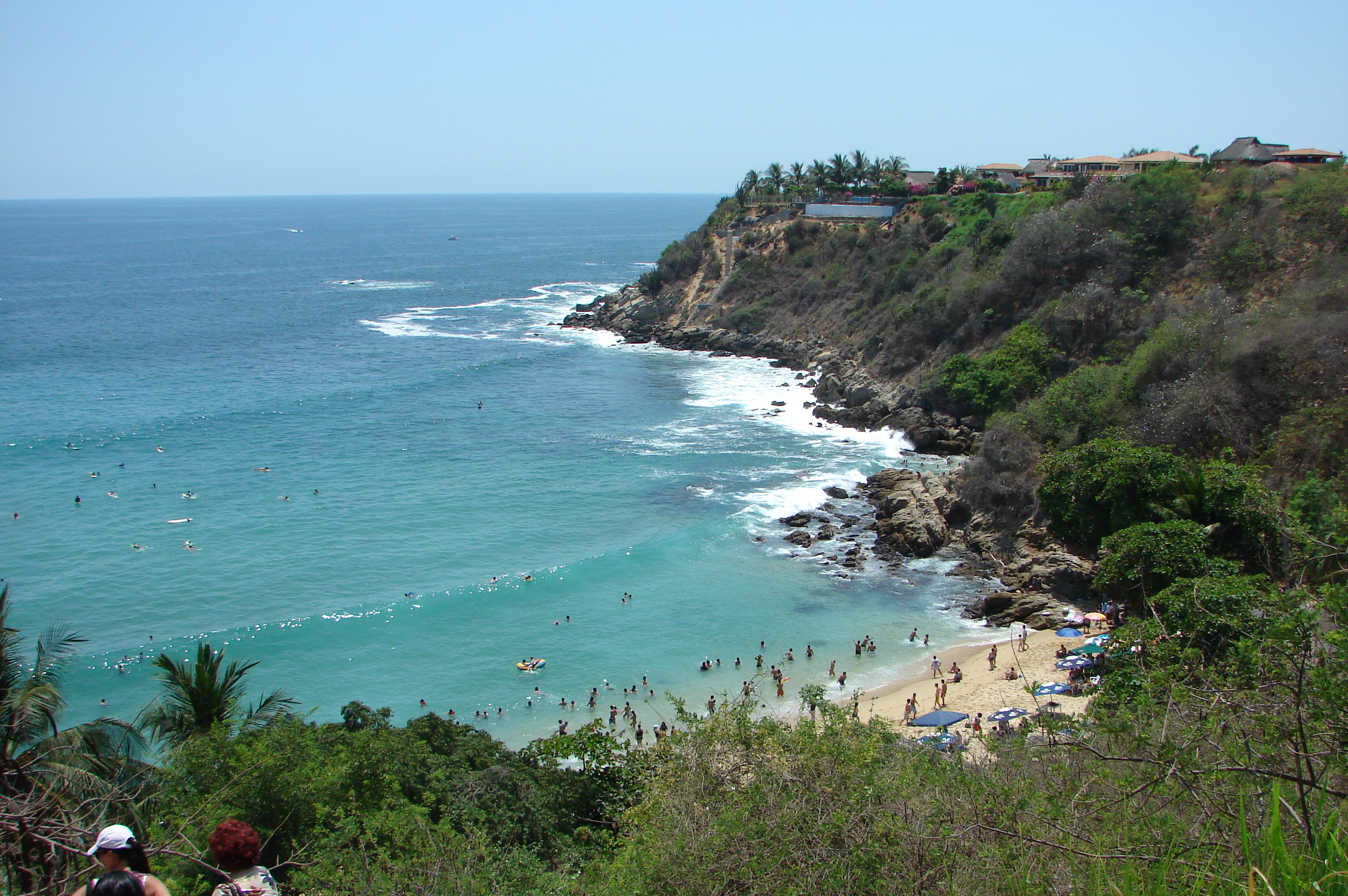
Puerto Escondido.
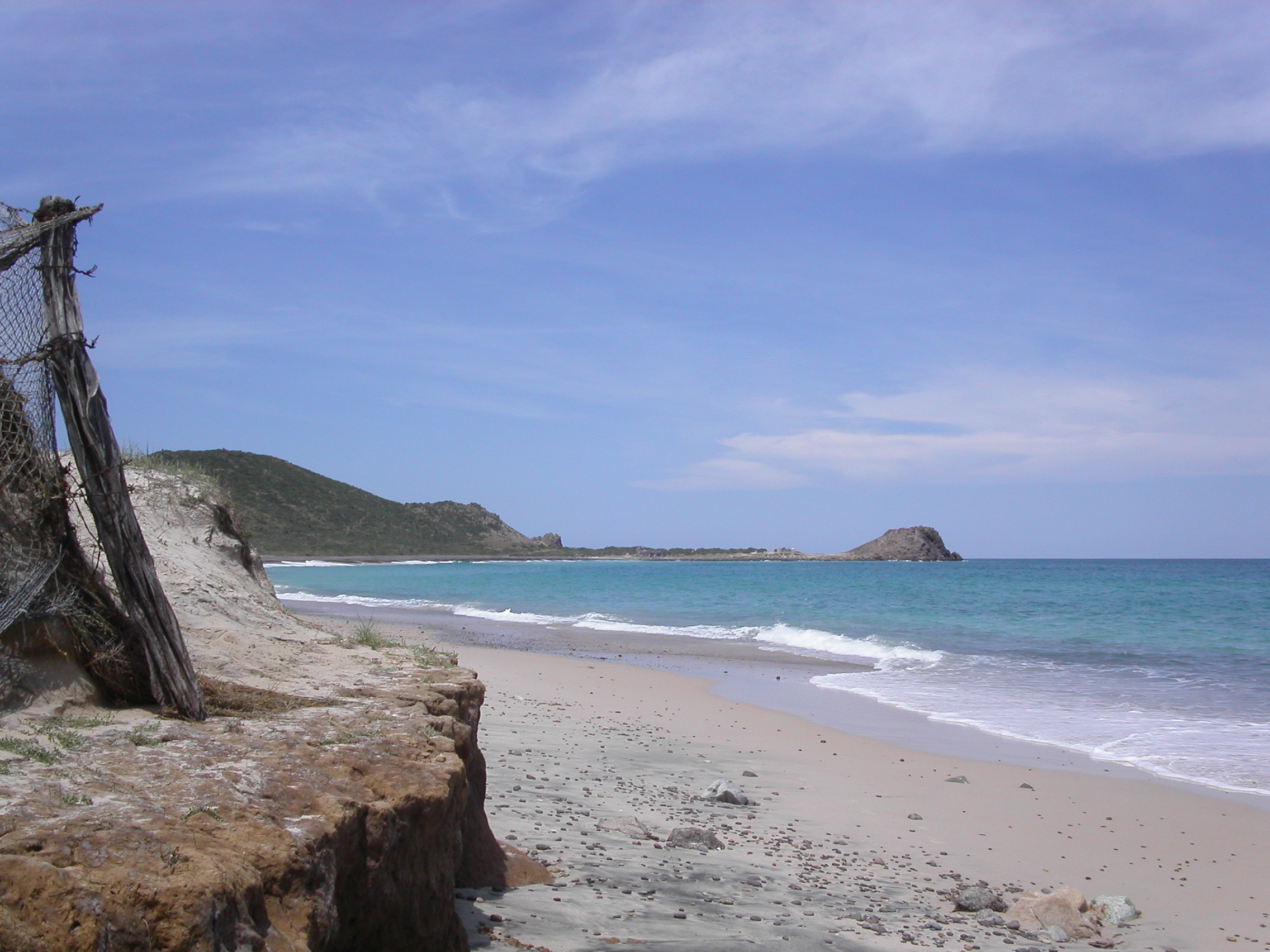
Los Mochis.
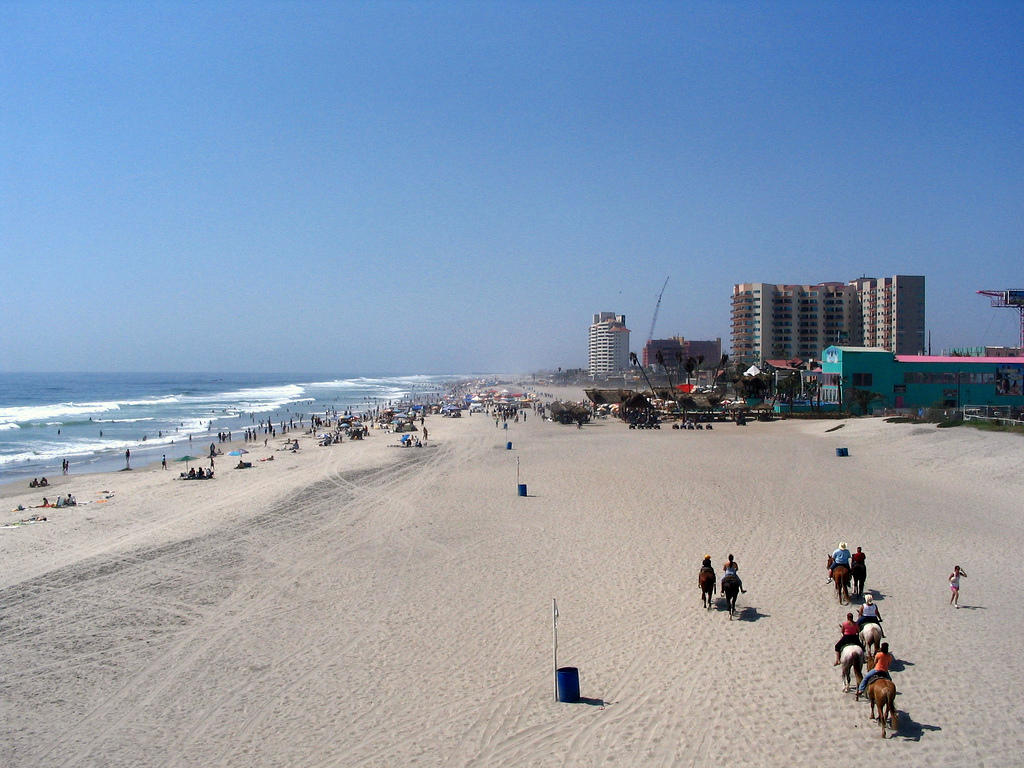
Rosarito.
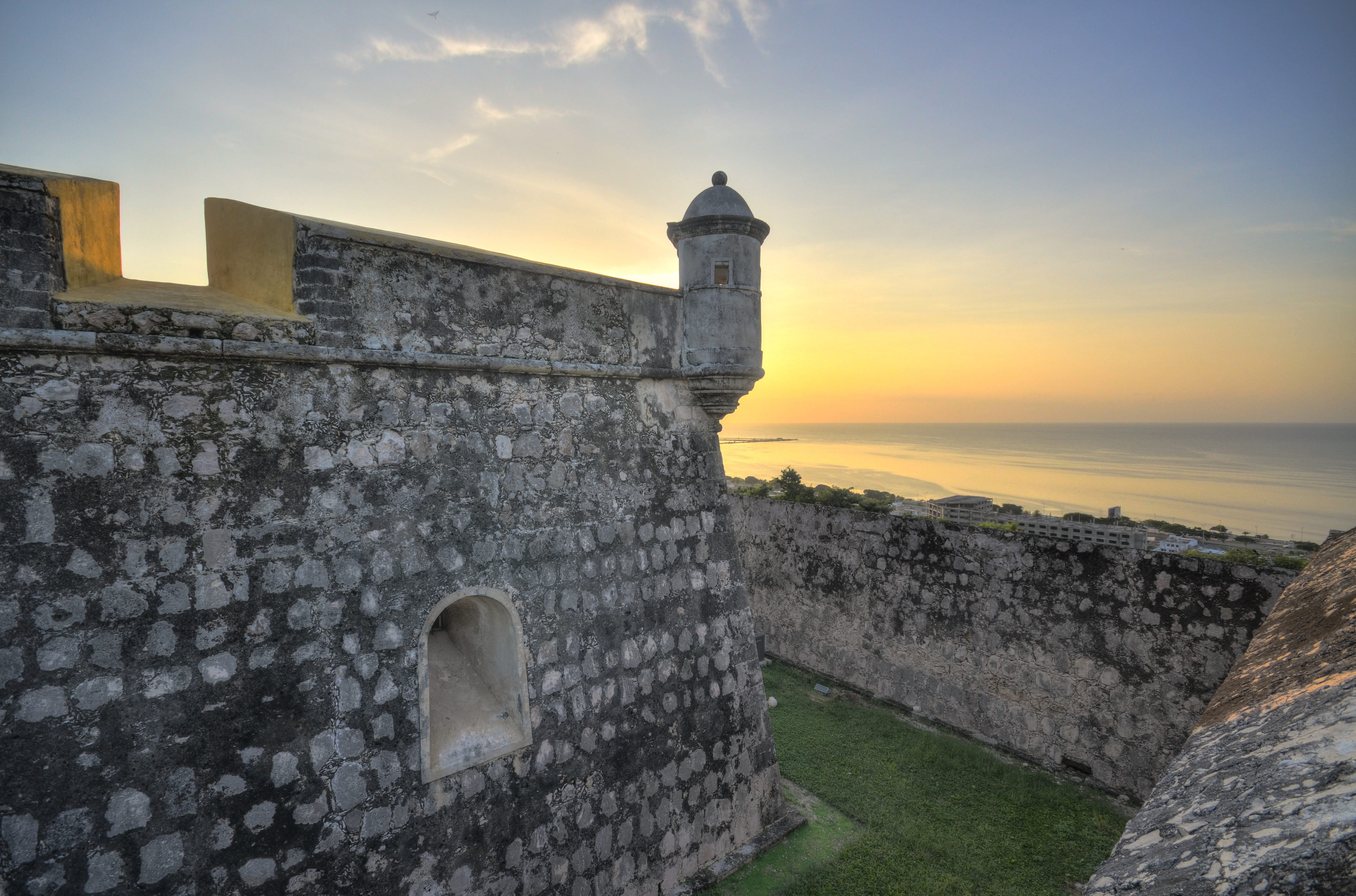
San Francisco de Campeche.
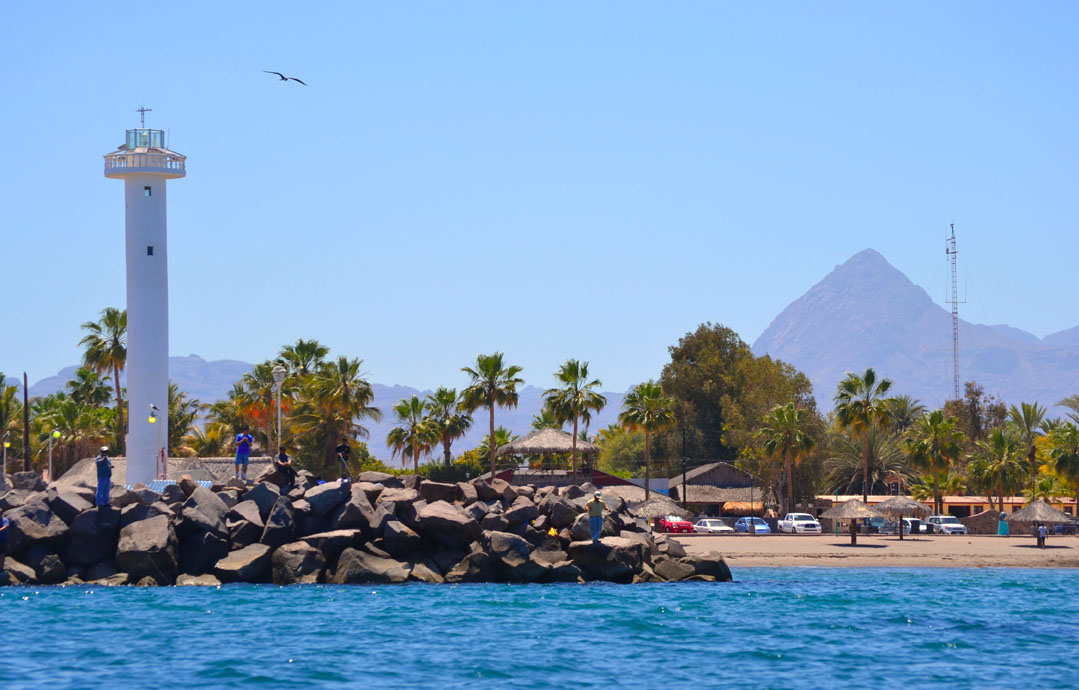
Loreto.
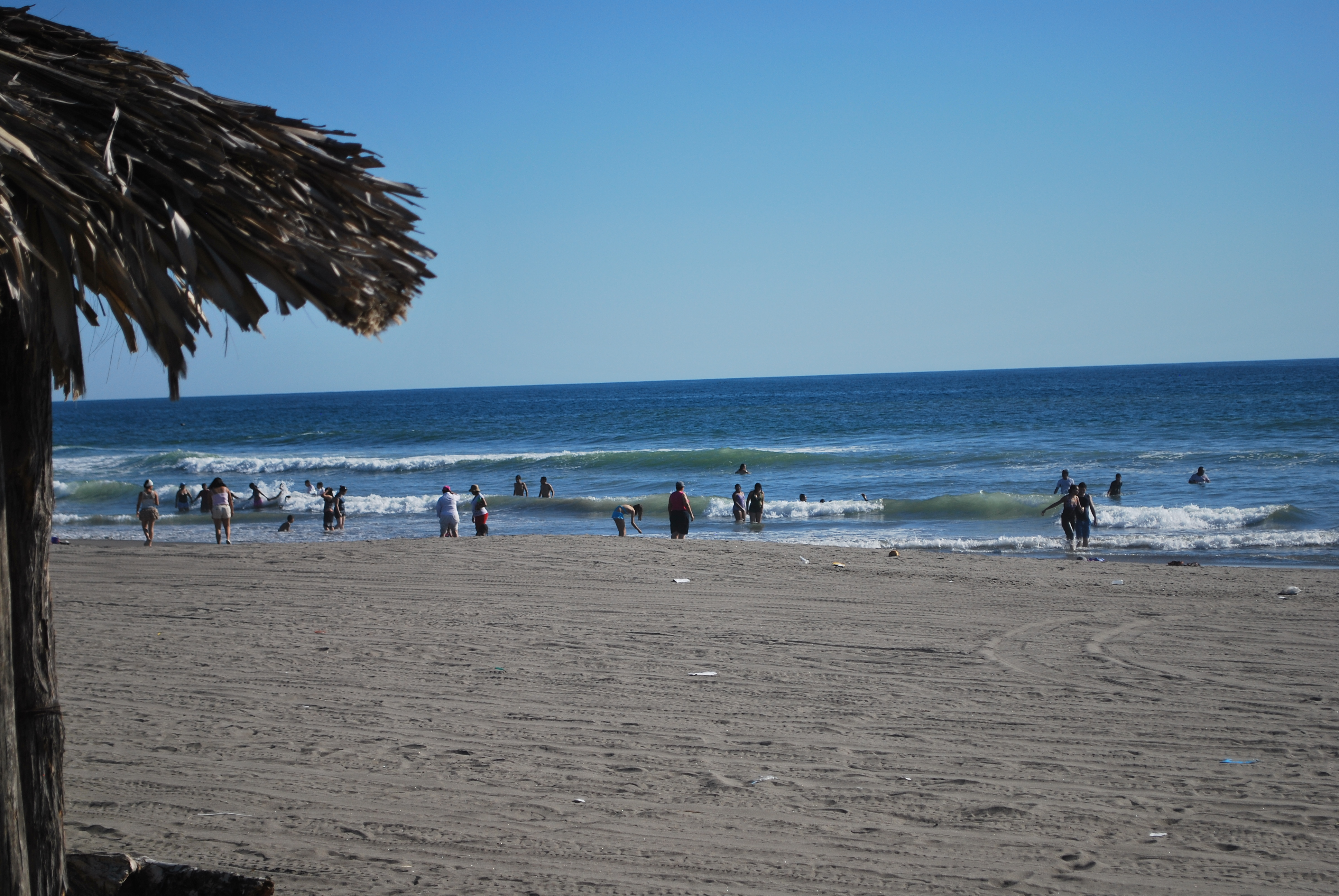
Tonalá - Puerto Arista.
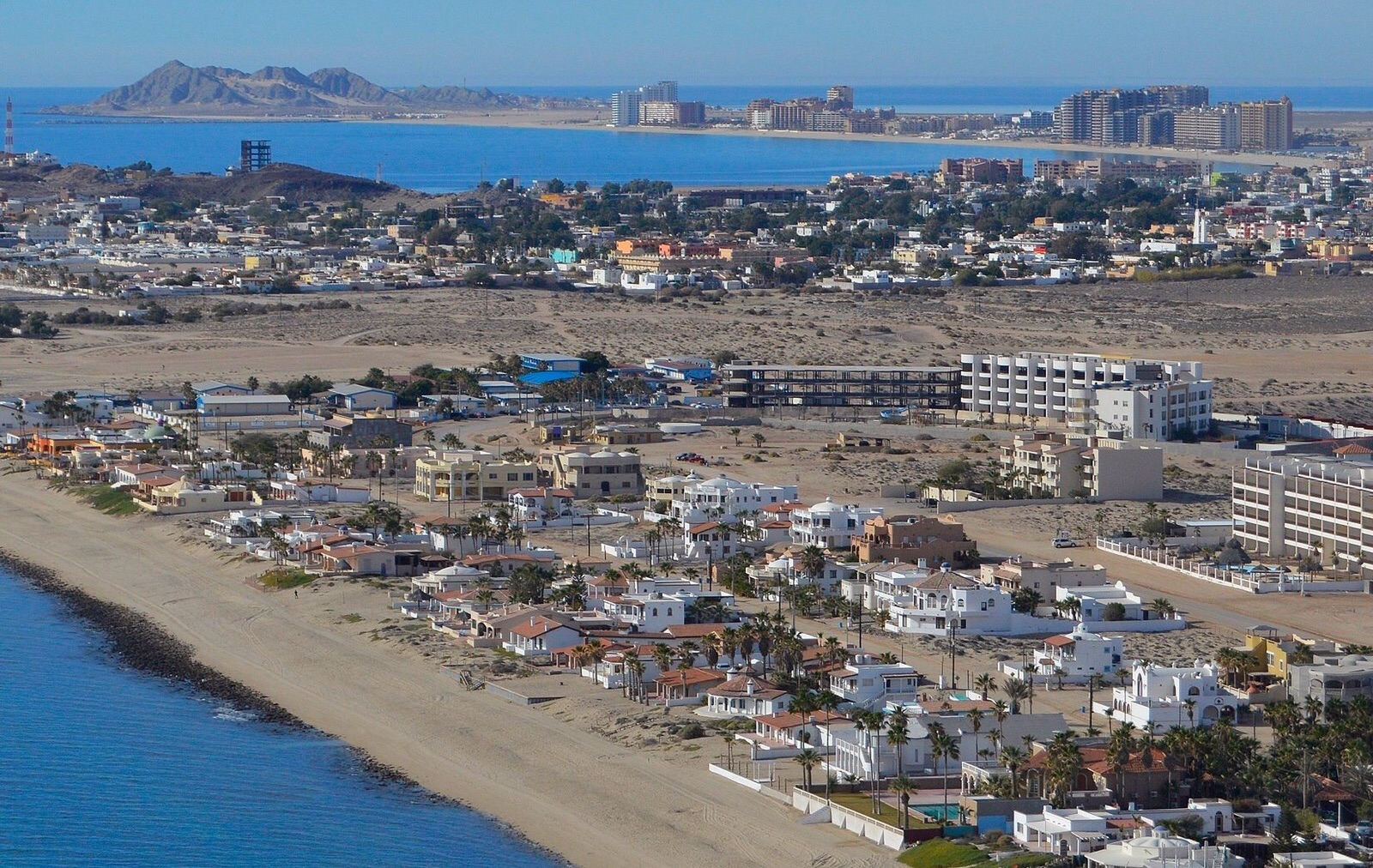
Puerto Peñasco
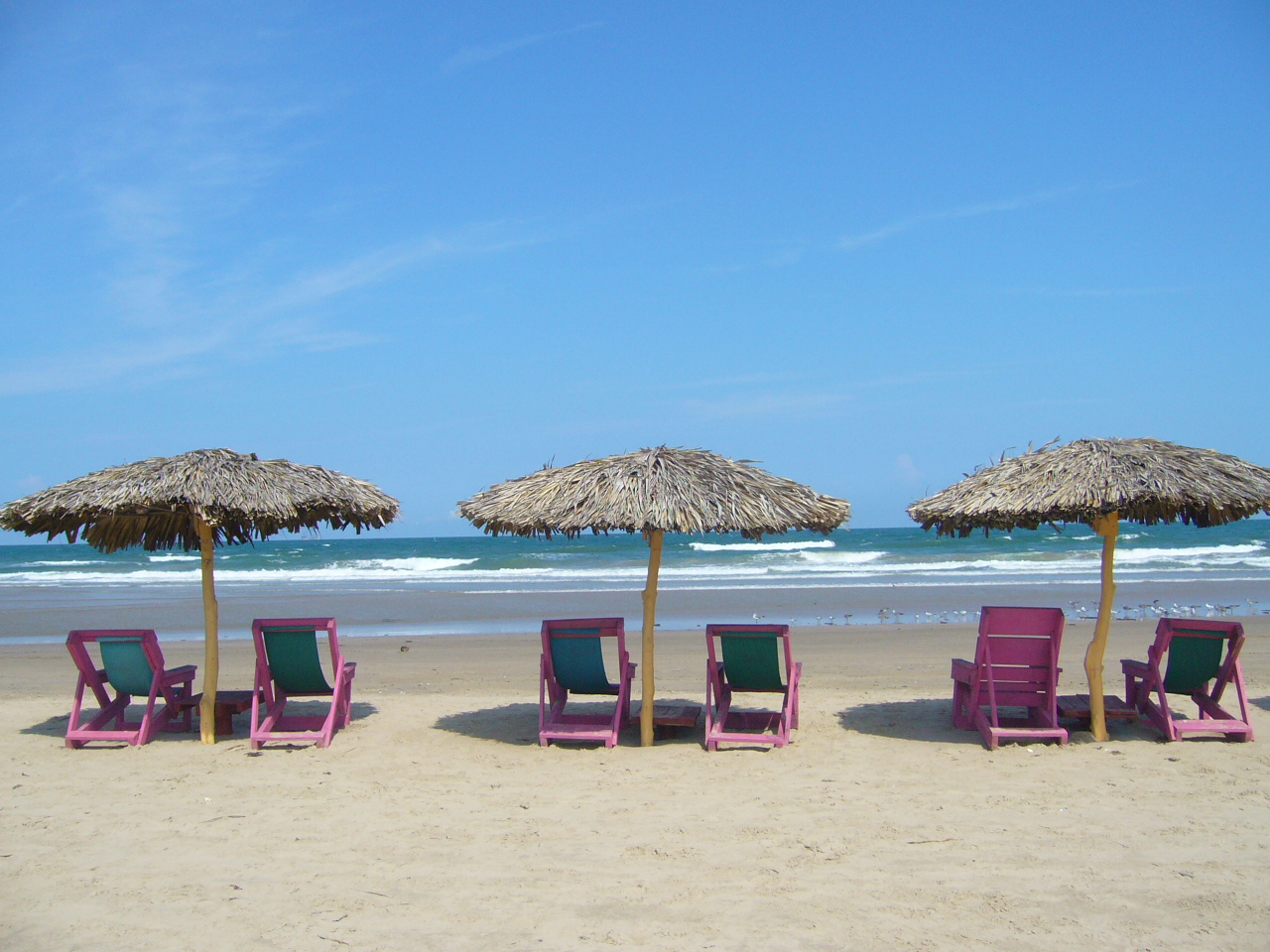
Tampico - Ciudad Madero.

### Ciudades del interior
- Ciudad de México
- Guadalajara
- Monterrey
- Puebla
- Morelia
- Guanajuato
- Querétaro
- Mérida
- San Luis Potosí
- Ciudad Juárez
- León
- Tijuana
- Aguascalientes
- Oaxaca
- Villahermosa
- Chihuahua
- Zacatecas
- Toluca
- Tuxtla Gutiérrez
- Hermosillo
- Mexicali
- Culiacán
- Torreón
- Saltillo
- Durango
- Pachuca
- Celaya

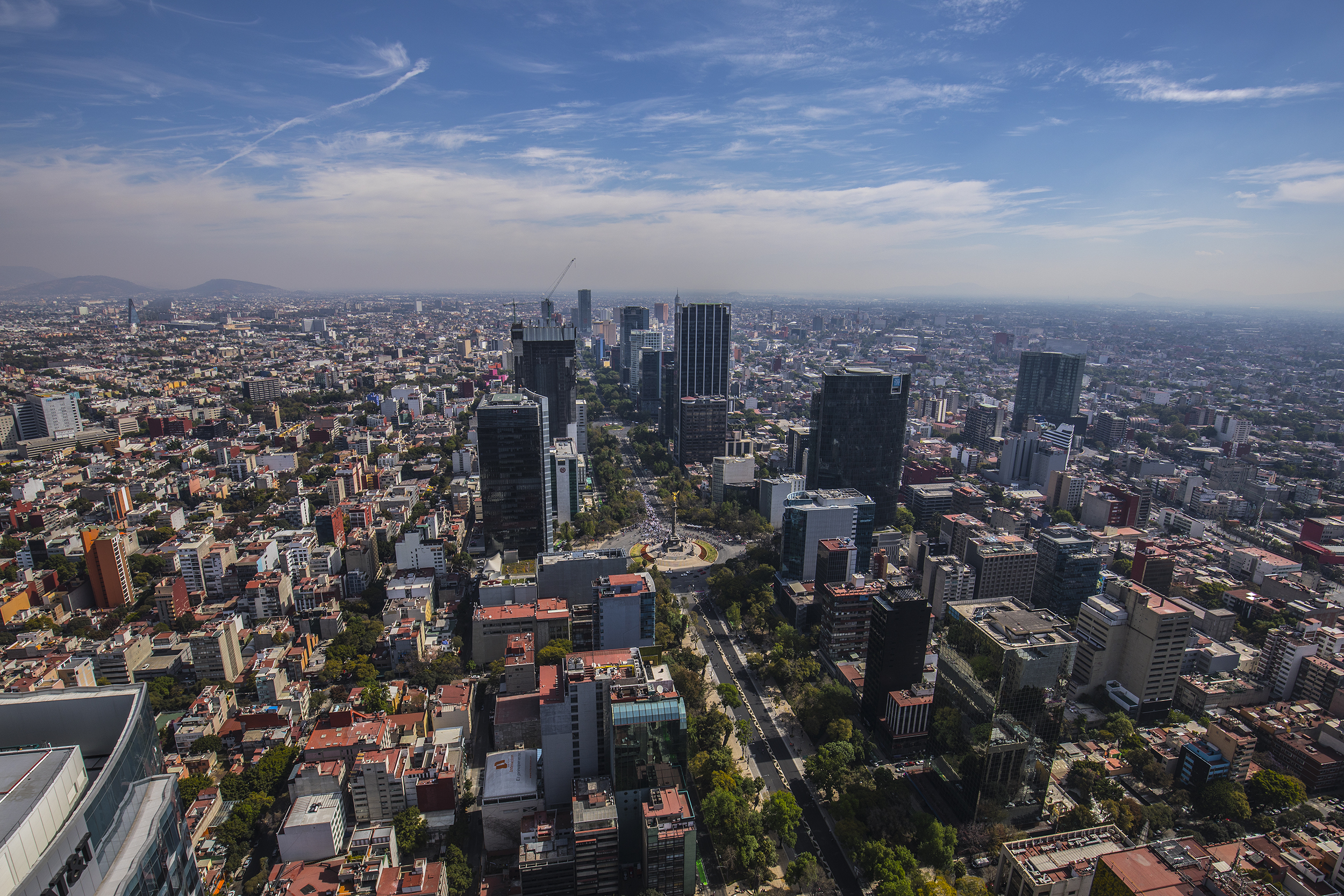
Ciudad de México.
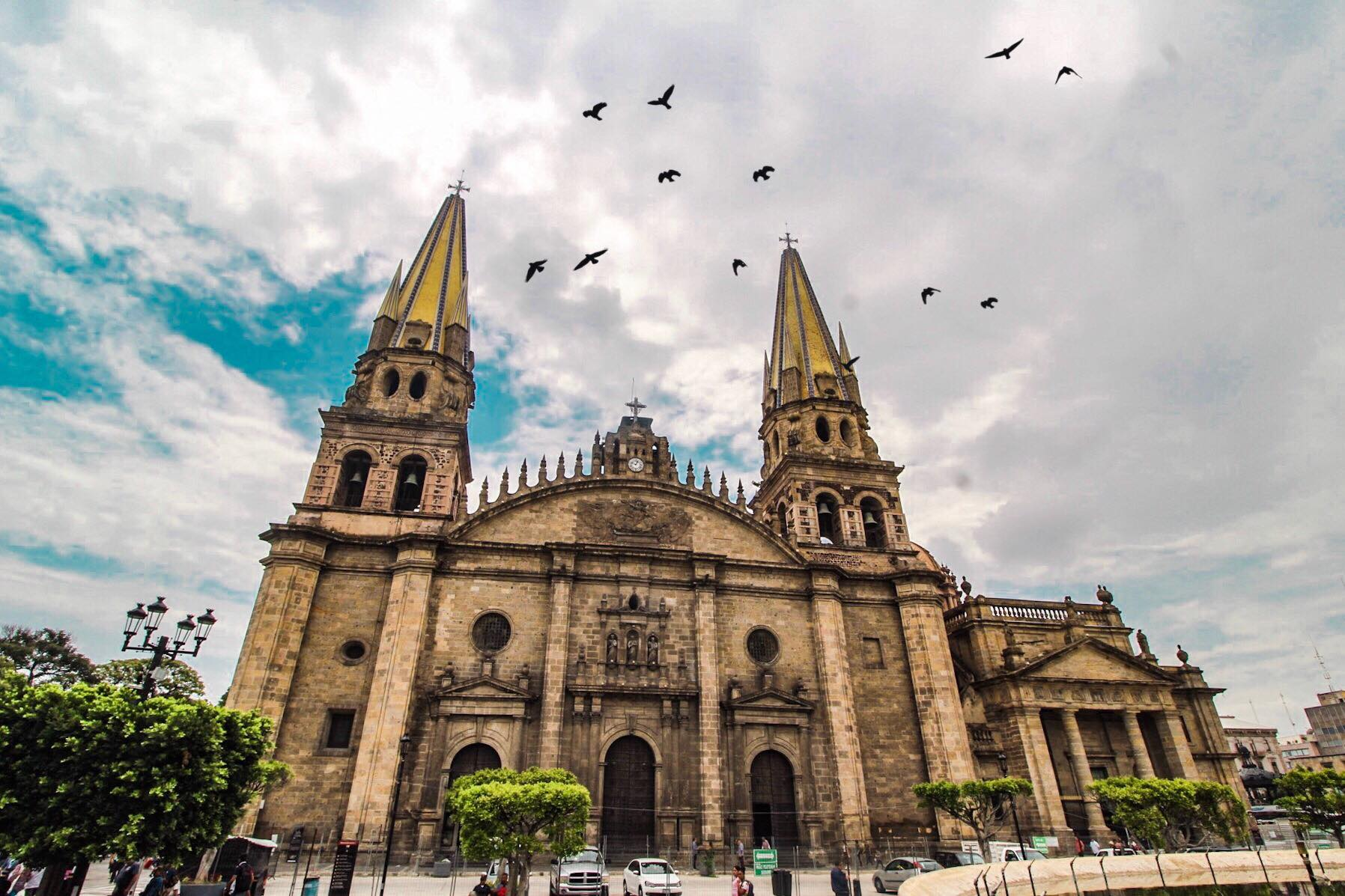
Guadalajara.
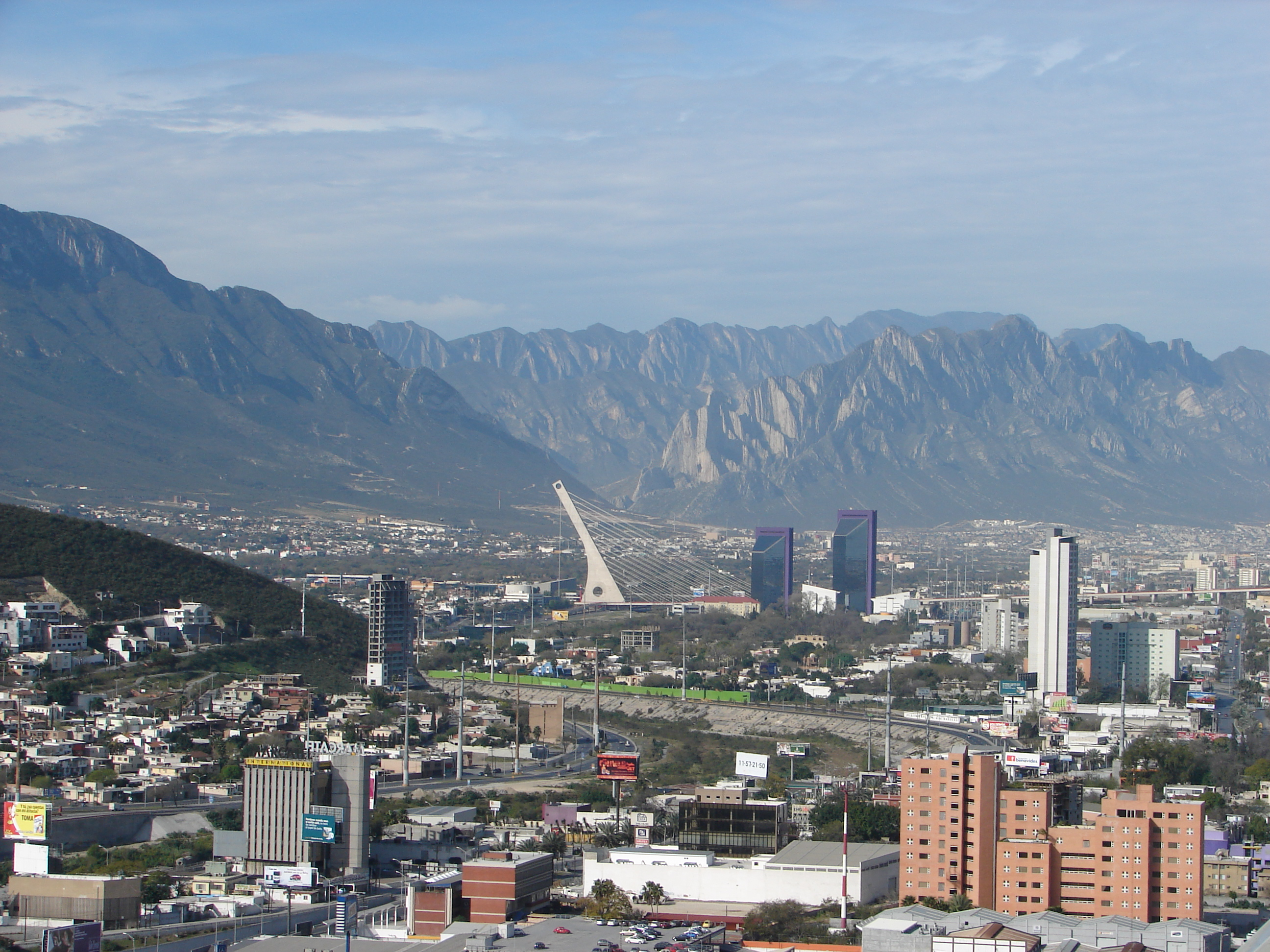
Monterrey.
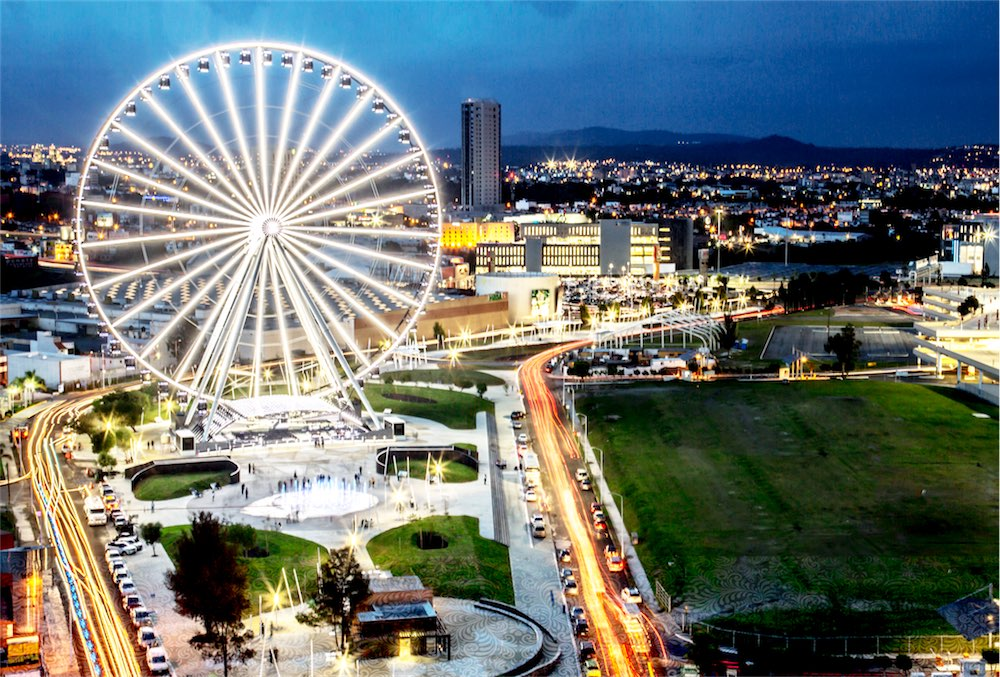
Puebla de Zaragoza.
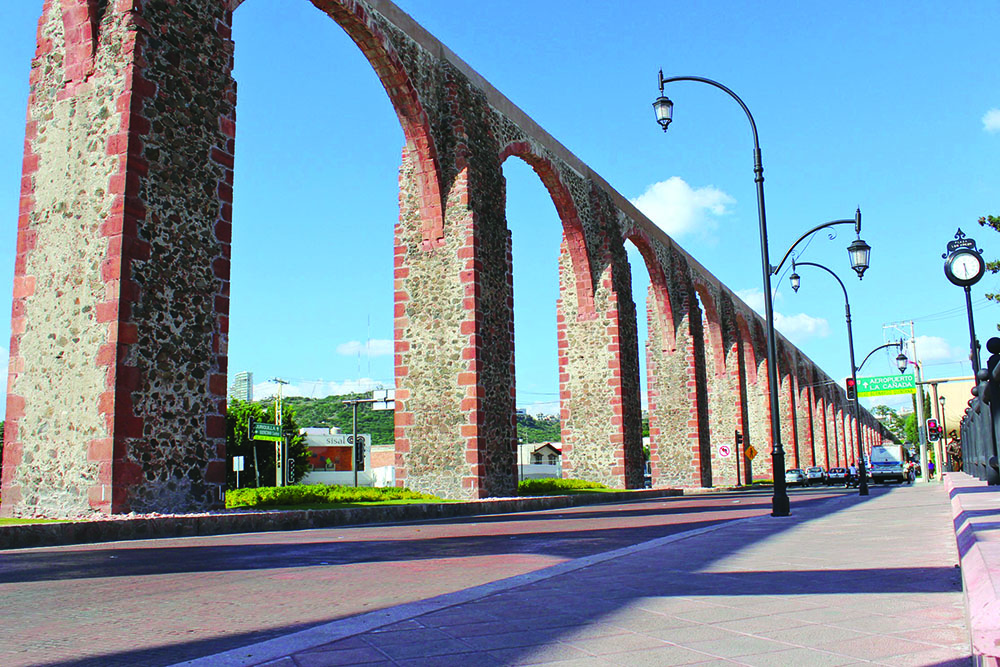
Santiago de Querétaro.
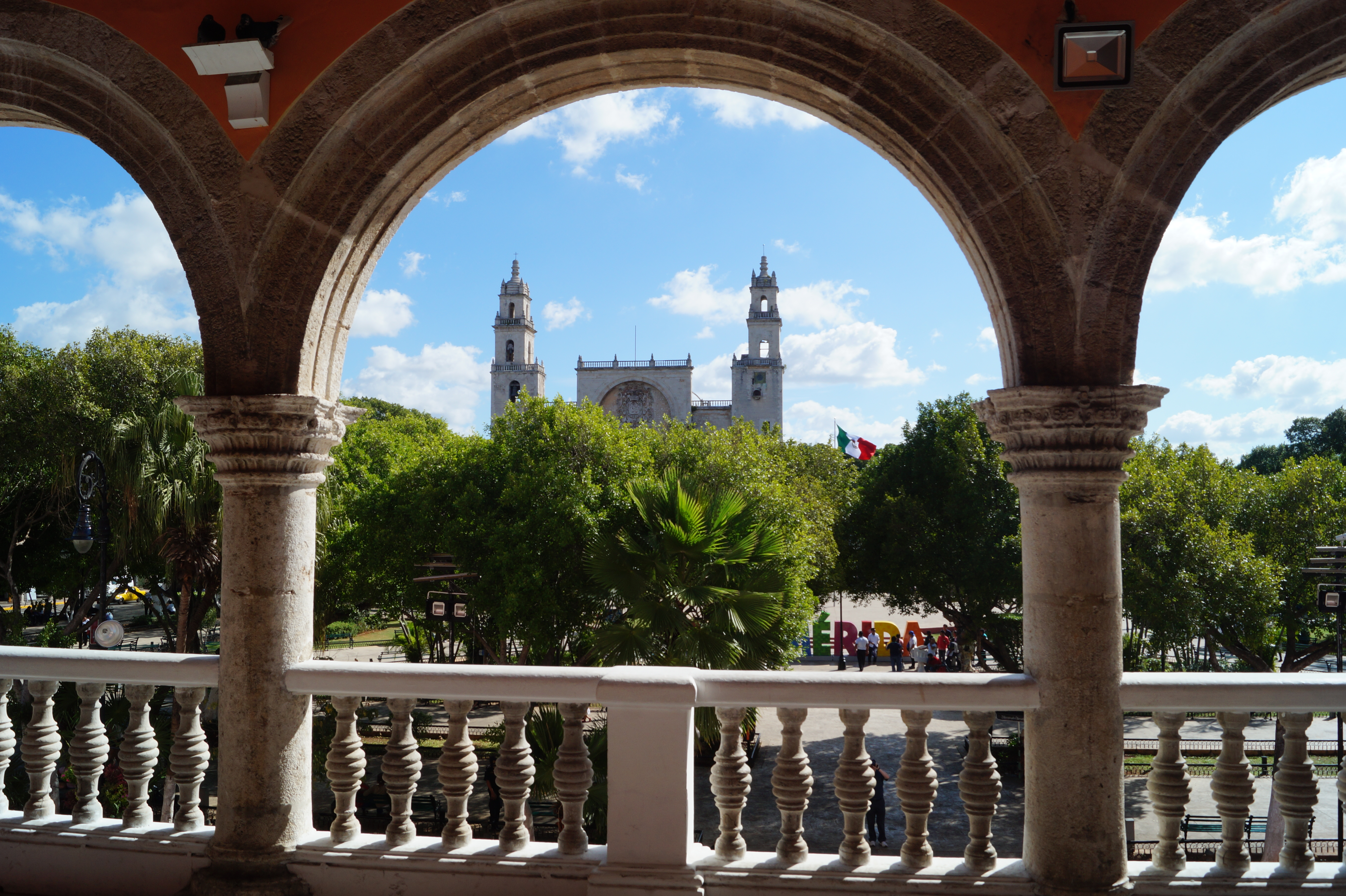
Mérida.
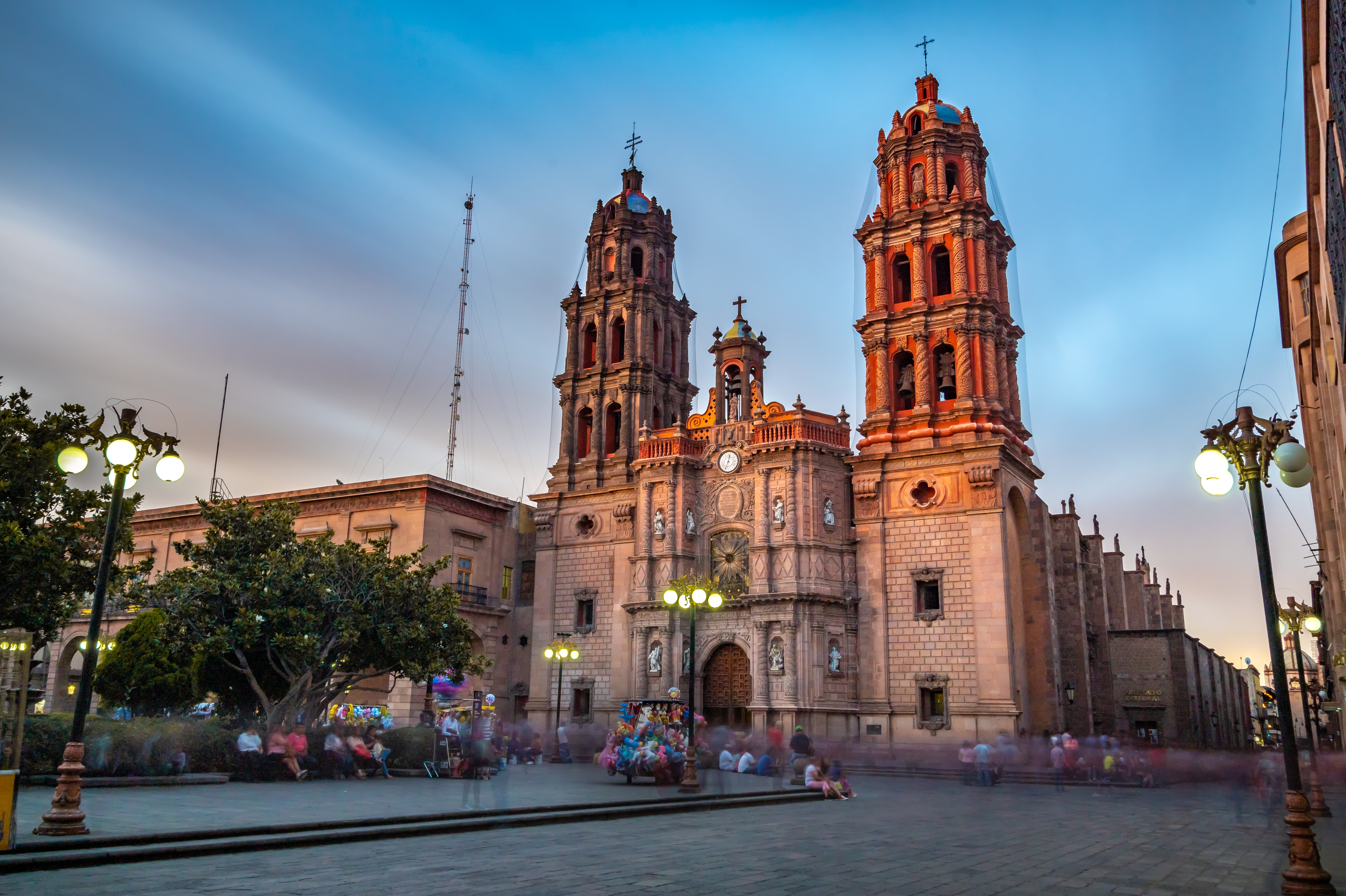
San Luis Potosí.
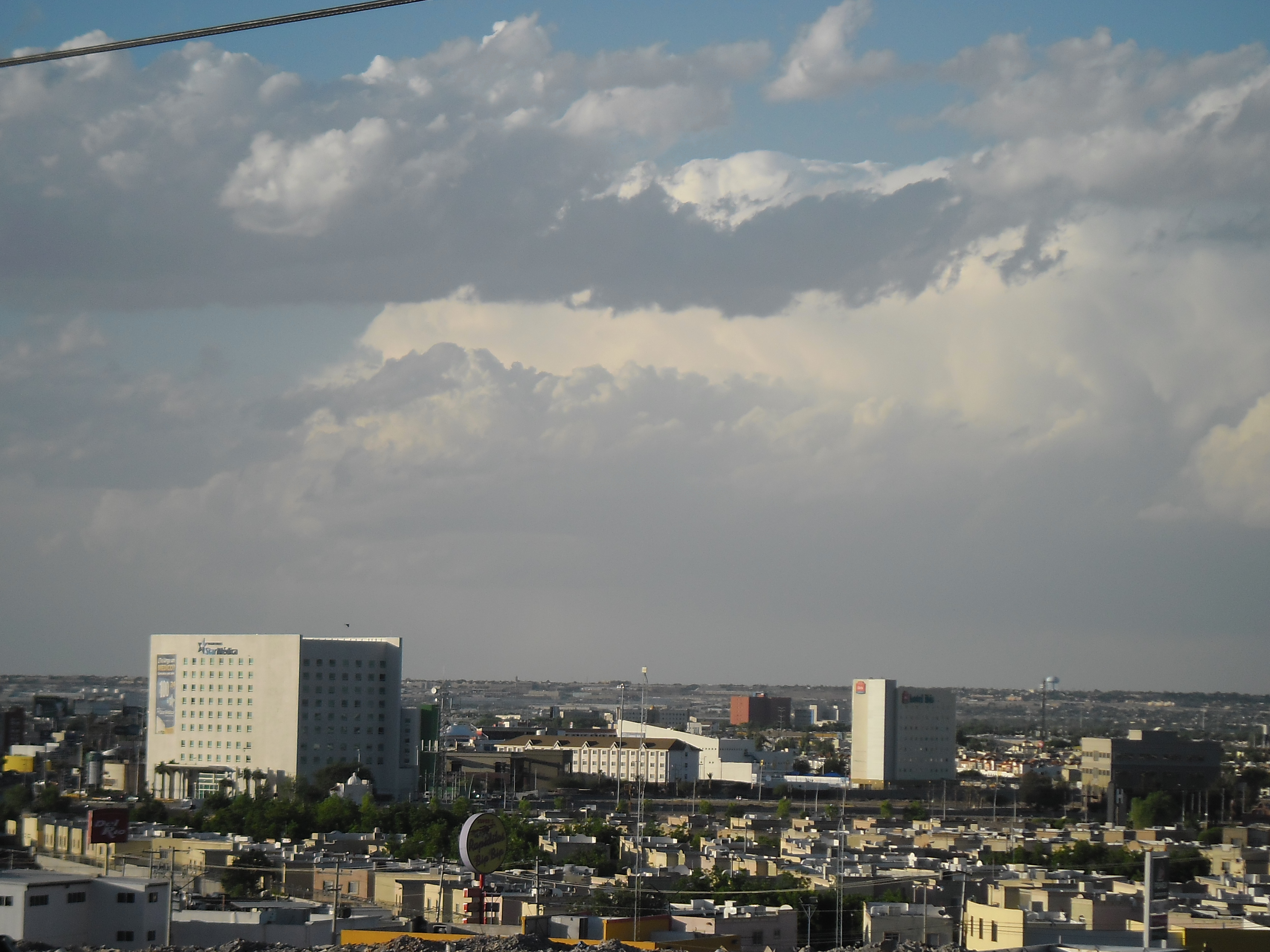
Ciudad Juárez.
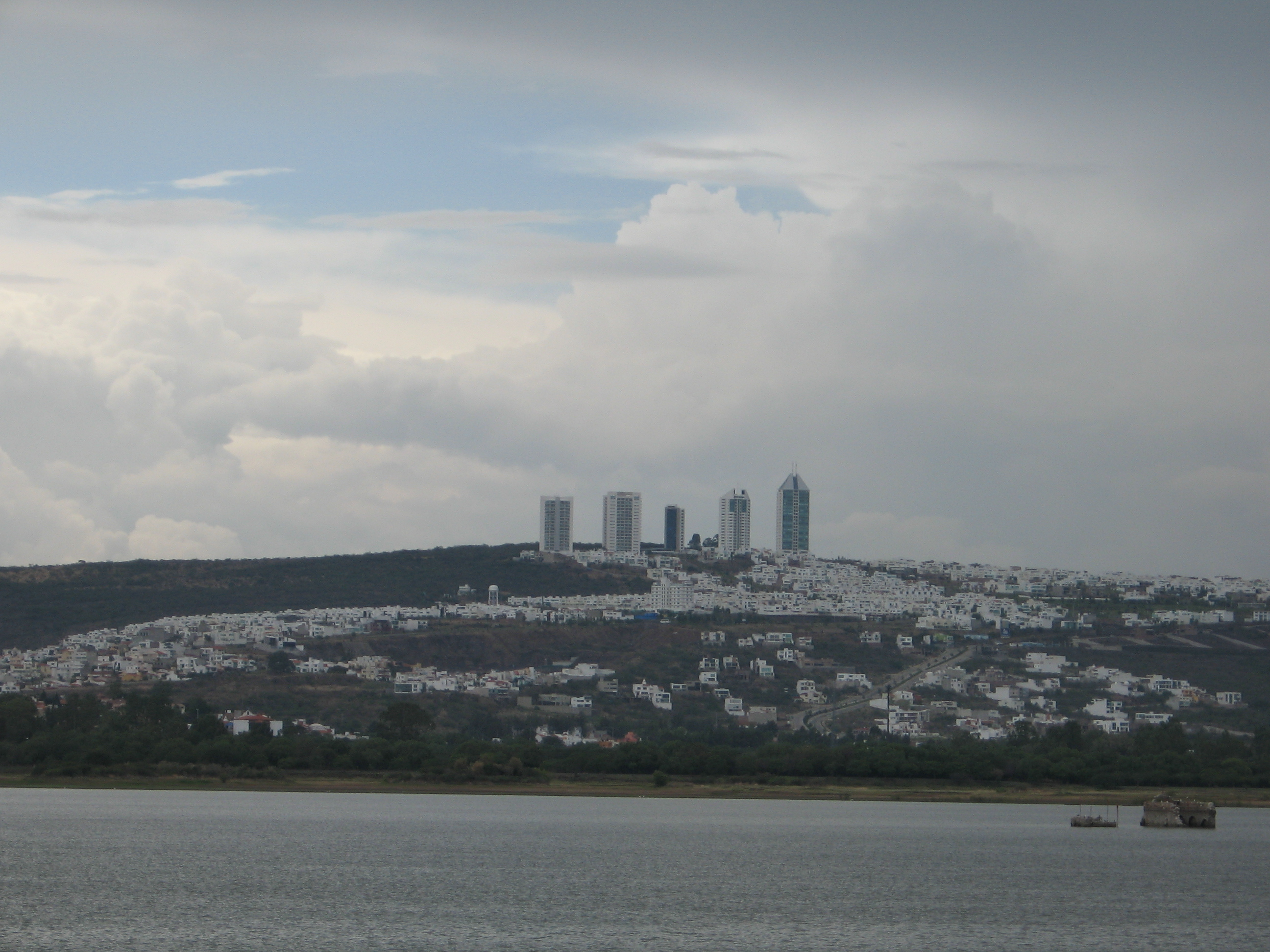
León.
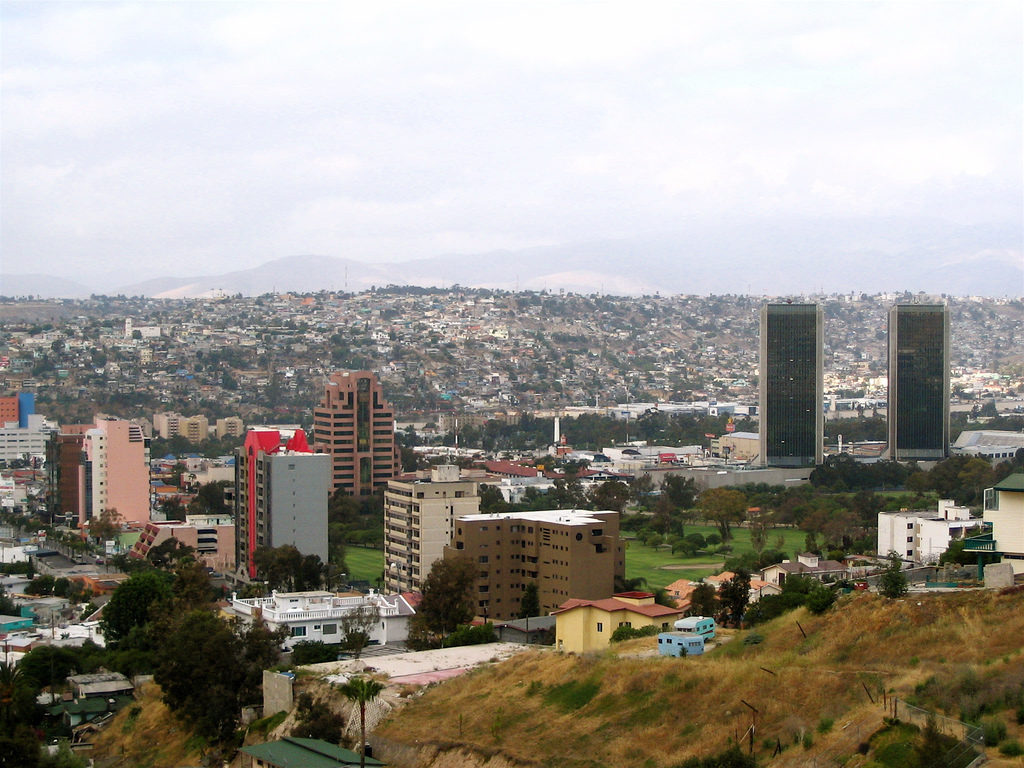
Tijuana.
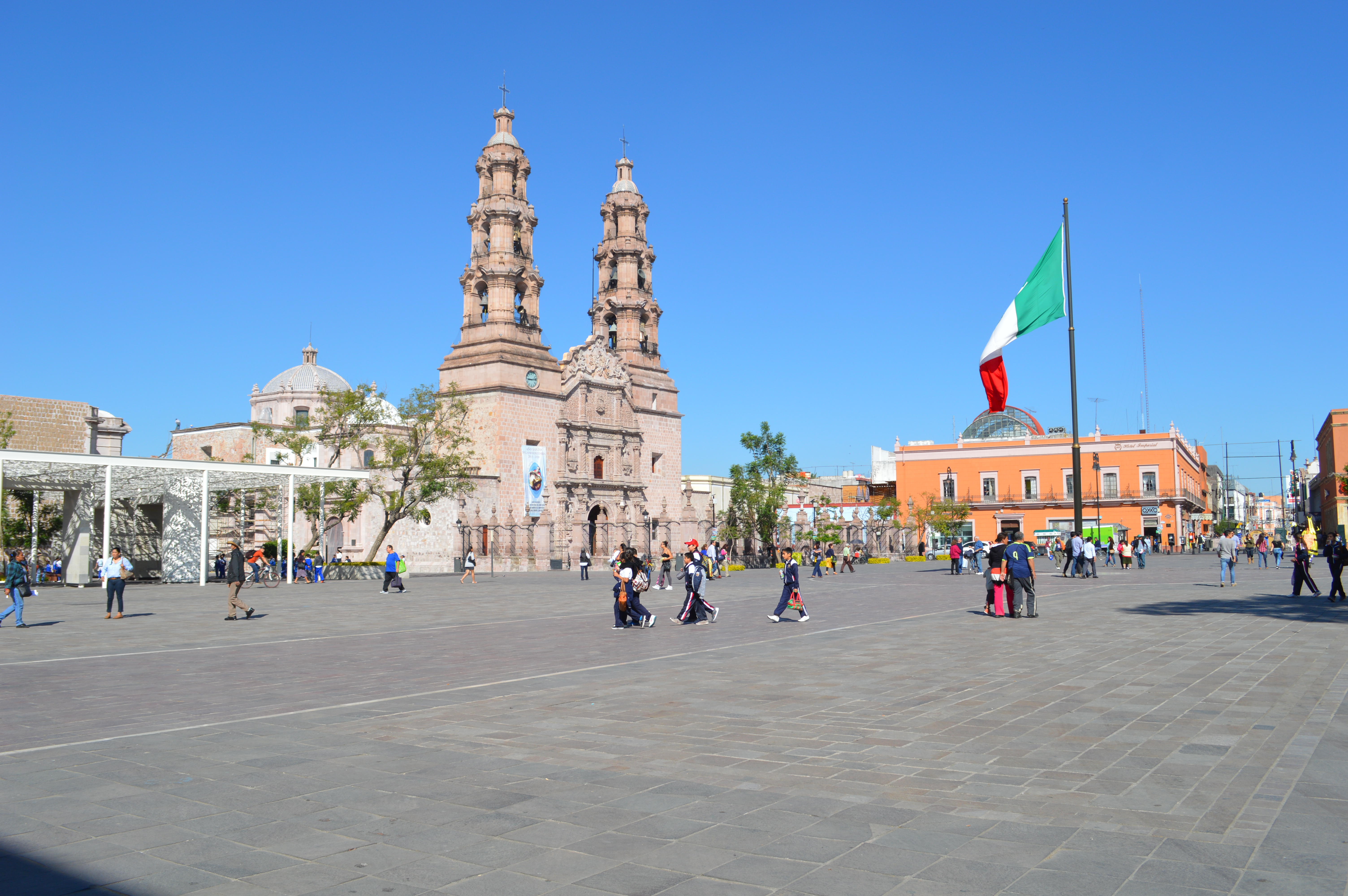
Aguascalientes.
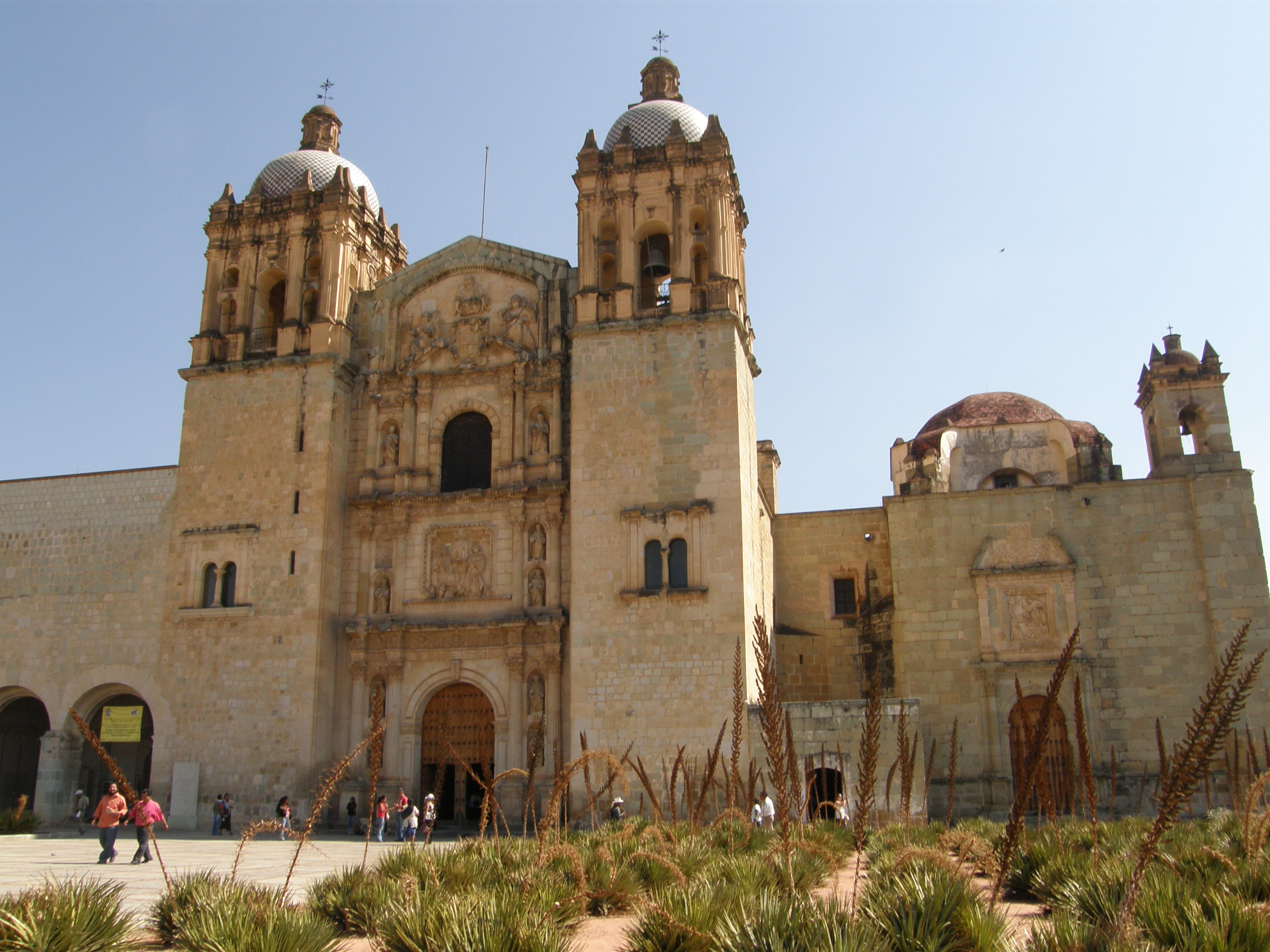
Oaxaca de Juárez.
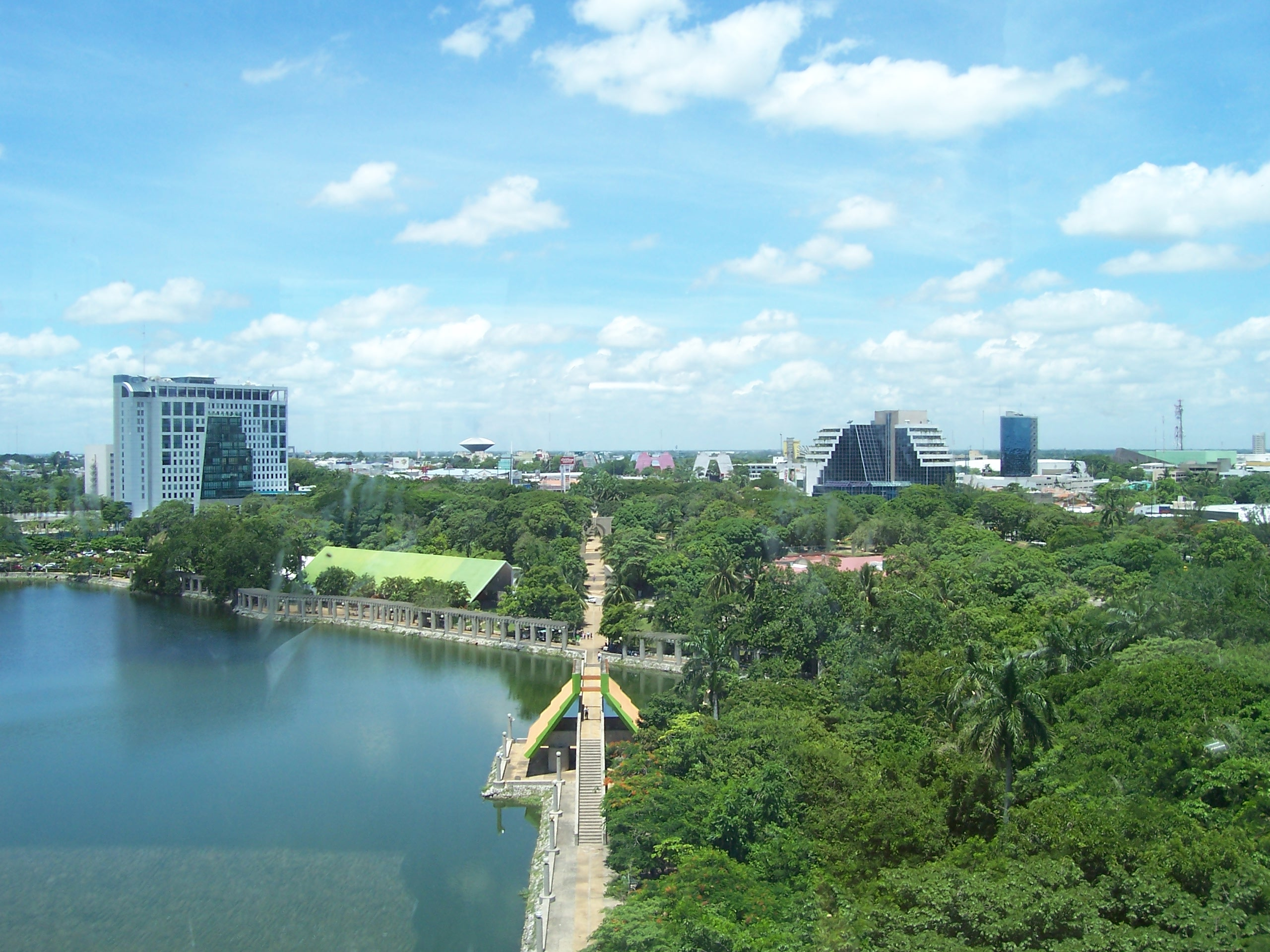
Villahermosa.
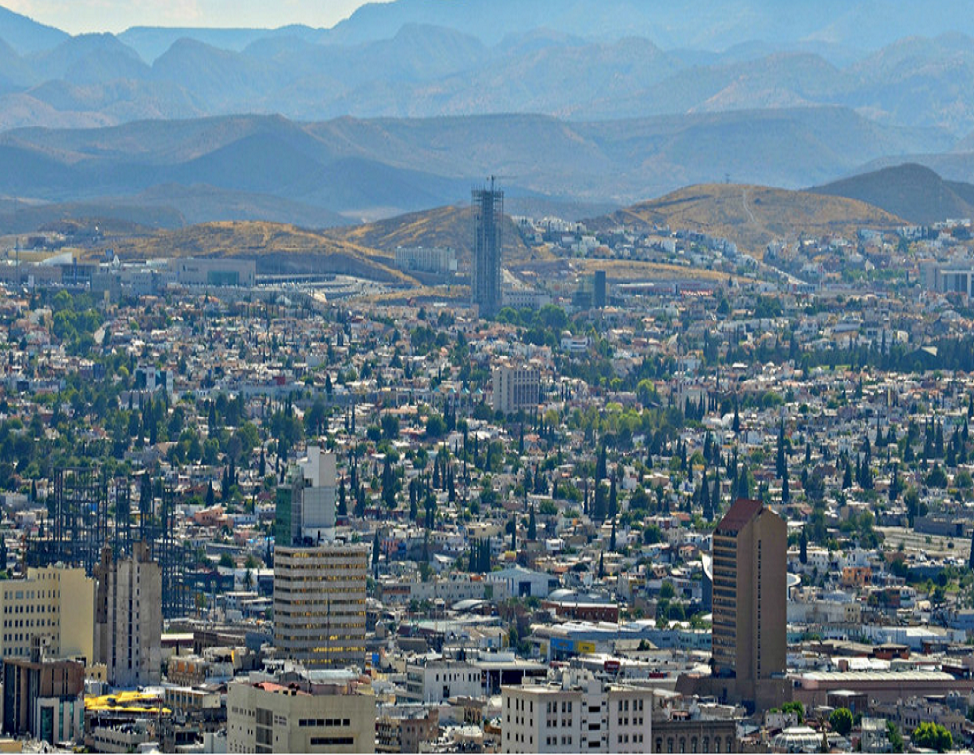
Chihuahua.
Zacatecas.
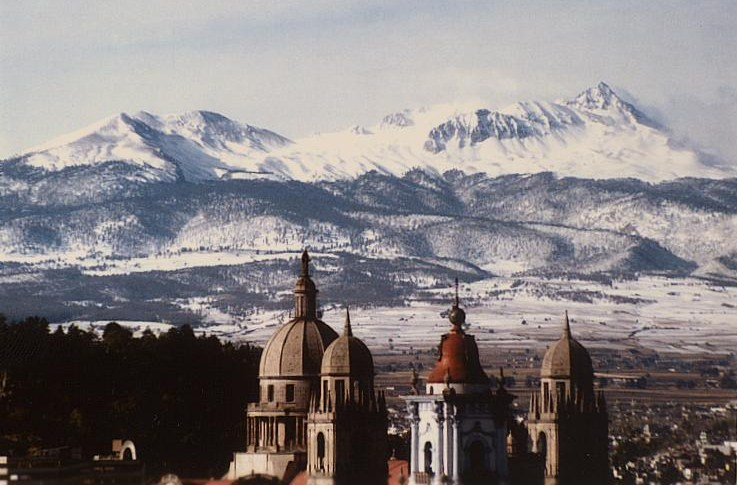
Toluca.
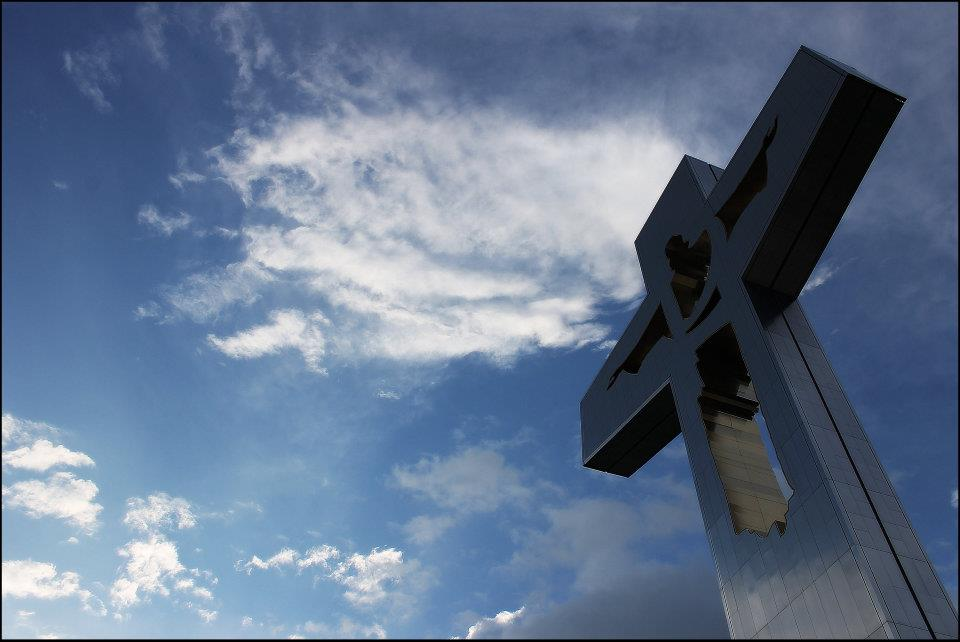
Tuxtla Gutiérrez.
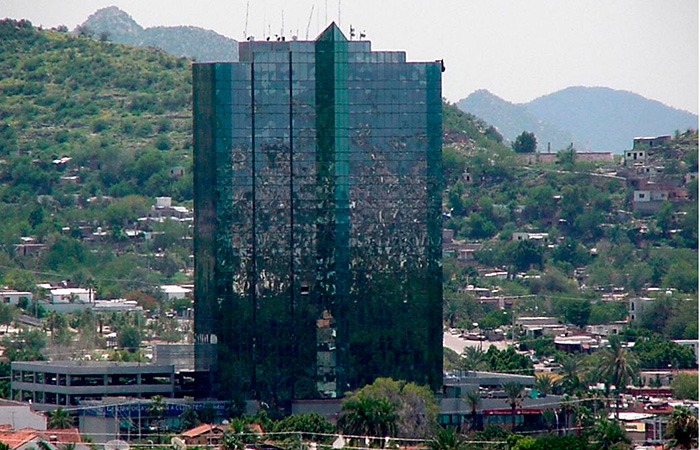
Hermosillo.
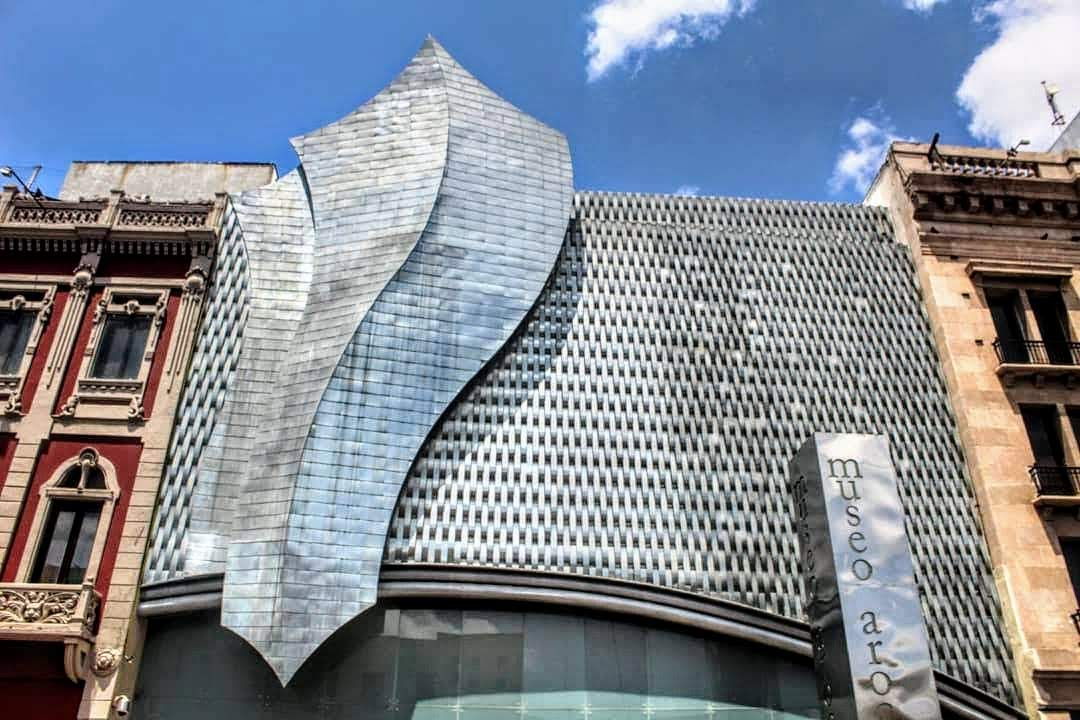
Torreón
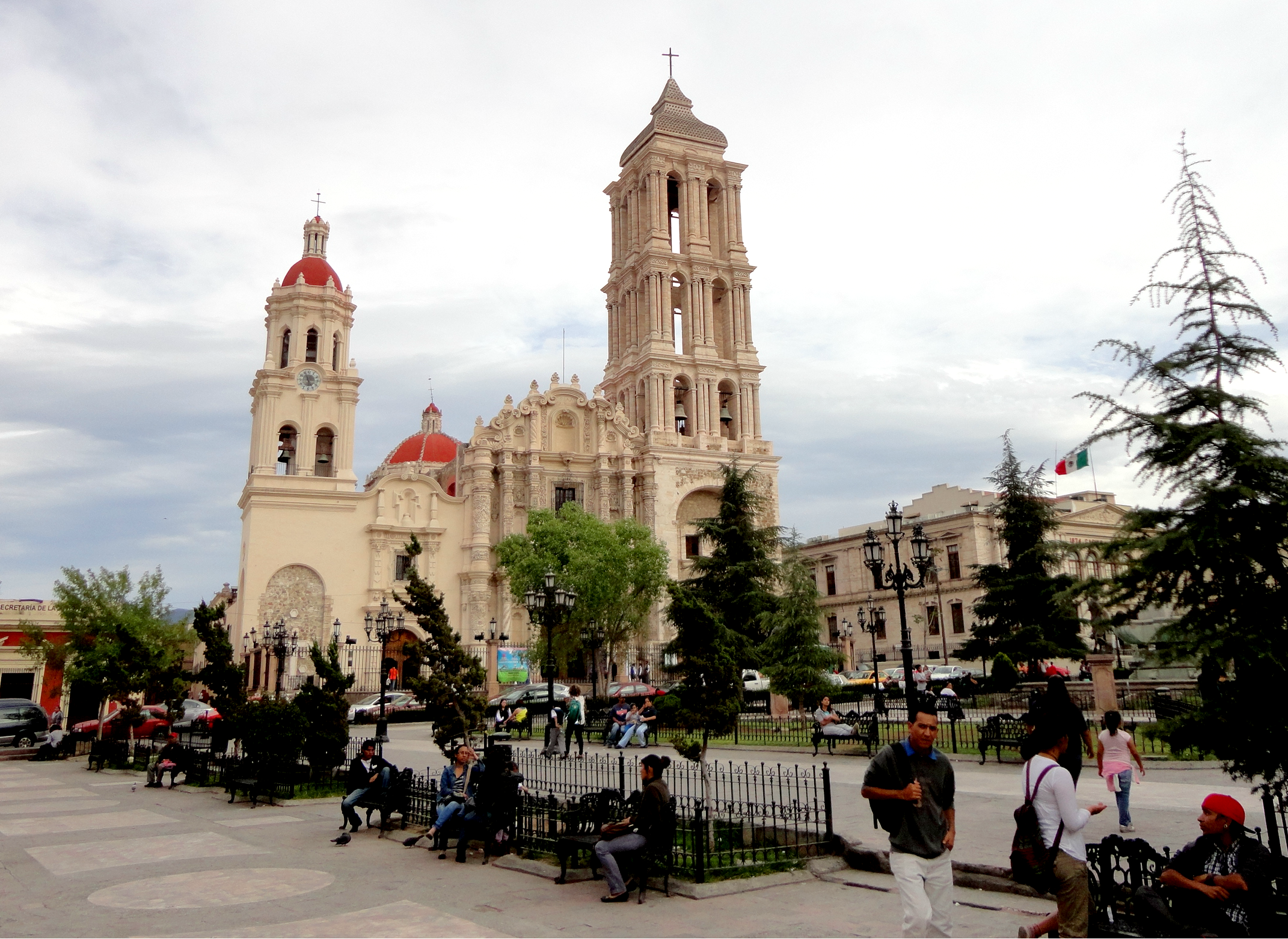
Saltillo
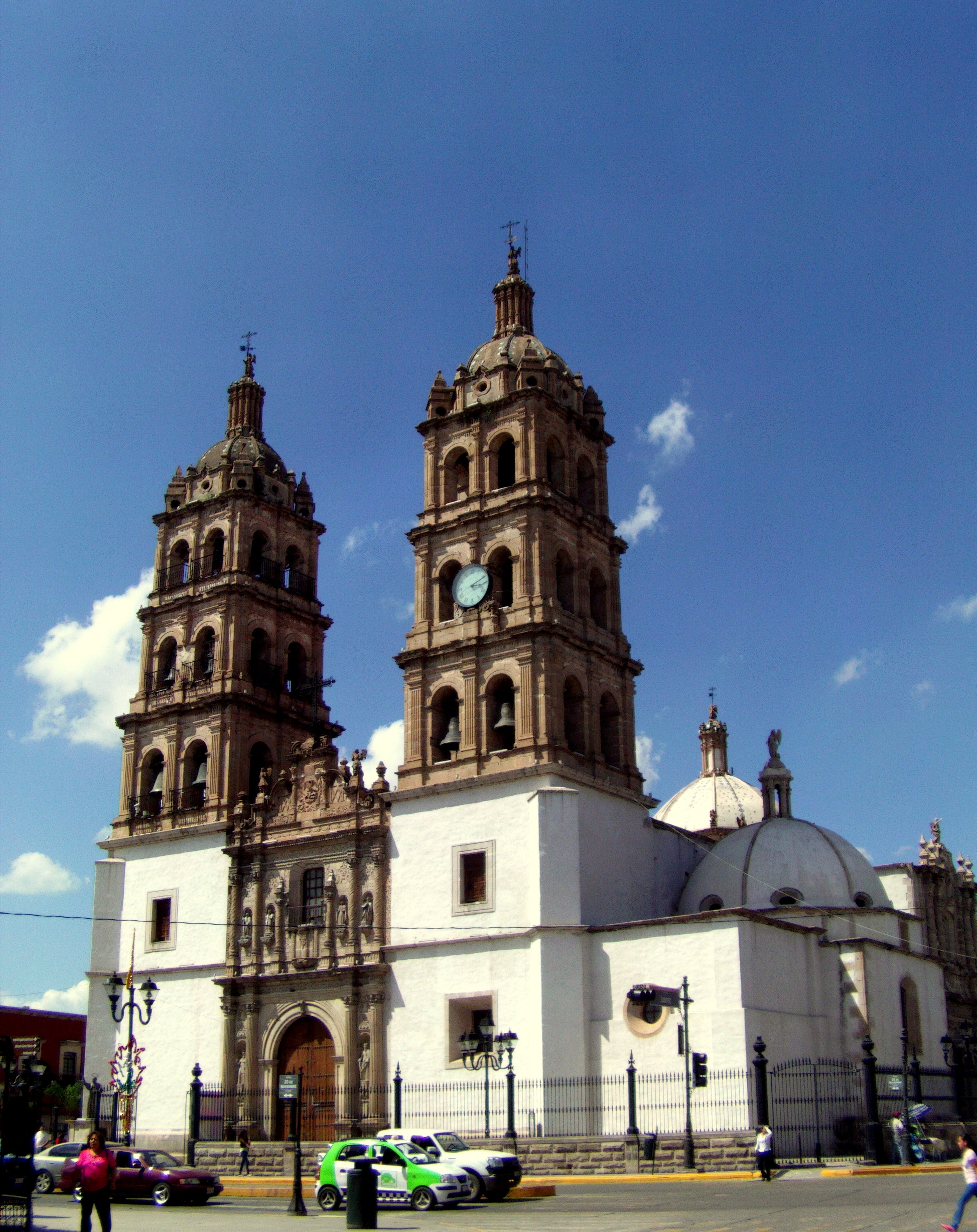
Durango
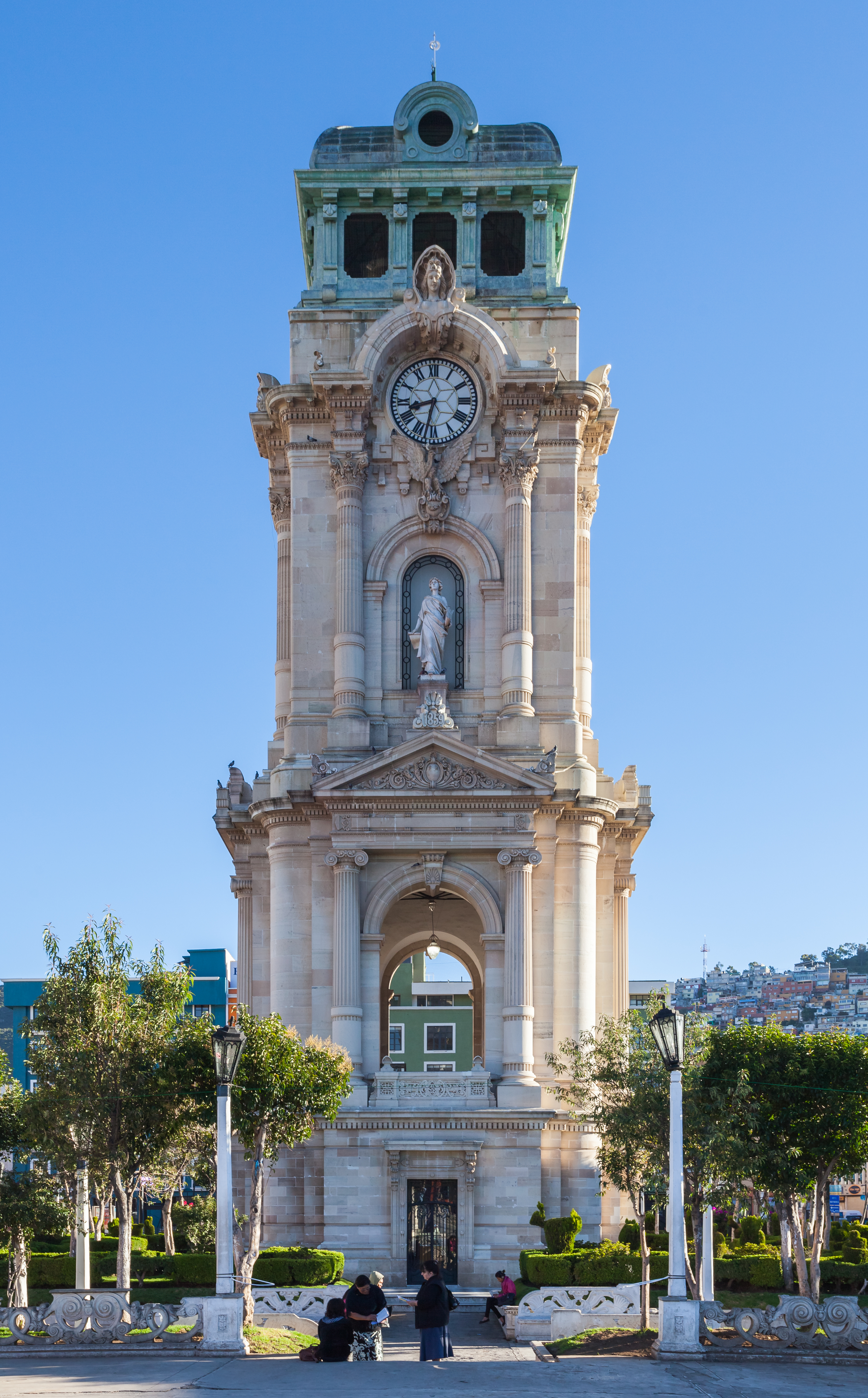
Pachuca

### Pueblos mágicos
Existen lugares a lo largo de todo el país que son conocidos como pueblos mágicos, este es un programa desarrollado por la Secretario de Turismo en colaboración con diversas instancia gubernamentales, gobiernos estatales y municipales.
Los Pueblos Mágicos son colectivos muy antiguos, protagonistas de hechos históricos trascendentales y ricos en cultura, ya que conservan atributos simbólicos, arquitectónicos o naturales. Sus habitantes conservan sus costumbres y se sienten orgullosos de sus tradiciones, lo que los convierte en espacios vivos, con una gran cantidad de conocimientos y competencias.
De acuerdo a "SECTUR"  Localidad Pueblo Mágico es aquella localidad que a través del tiempo y ante la modernidad, ha conservado su valor y herencia histórica cultural y la manifiesta en diversas expresiones a través de su patrimonio tangible e intangible irreemplazable y que cumple con los requisitos de permanencia.
En Mexico a diciembre de 2020, de acuerdo a "SECTUR MEXICO" se cuentan con 132 pueblos mágicos en su registro distribuidos en todos los estados de la república.

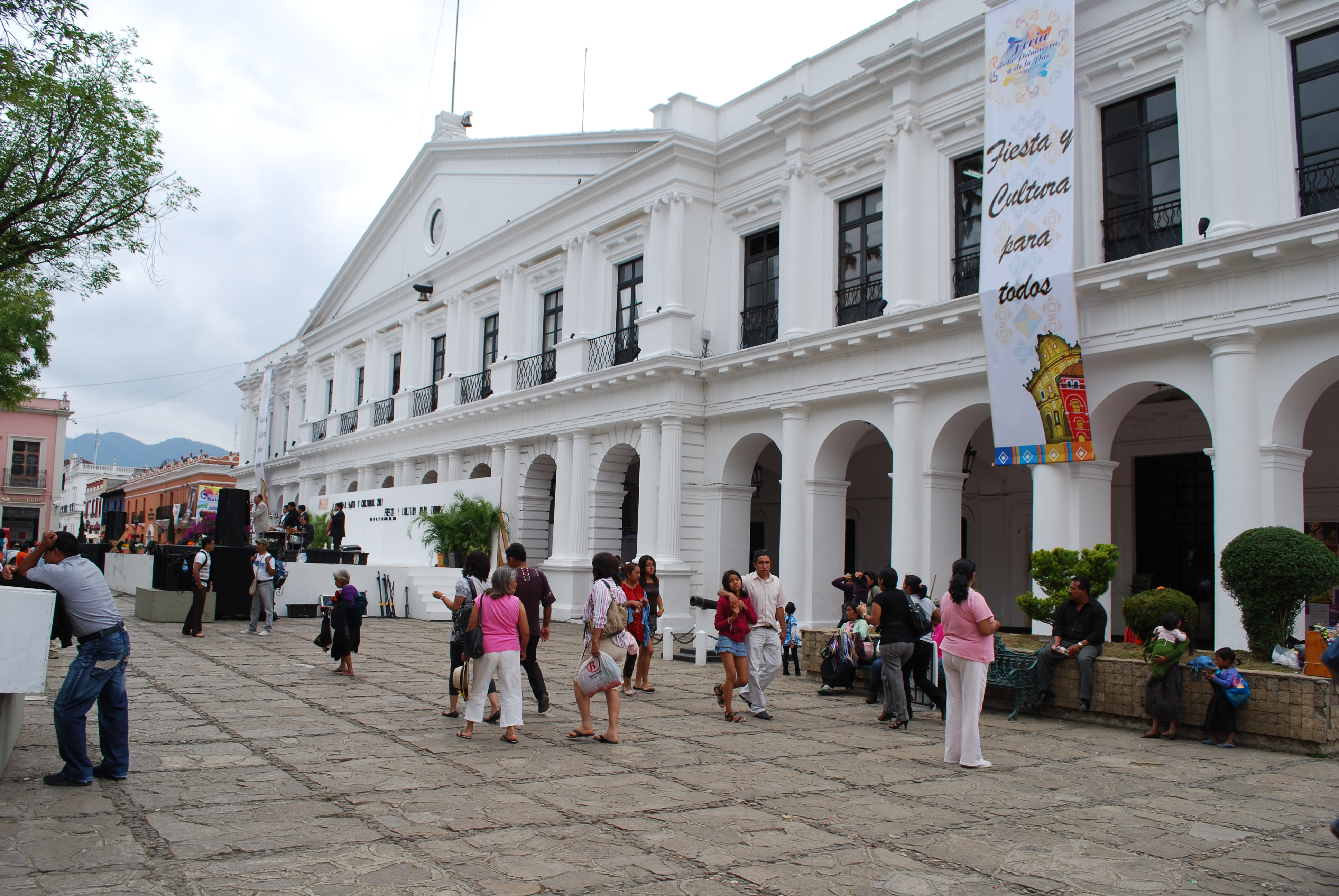
San Cristóbal de las Casas.
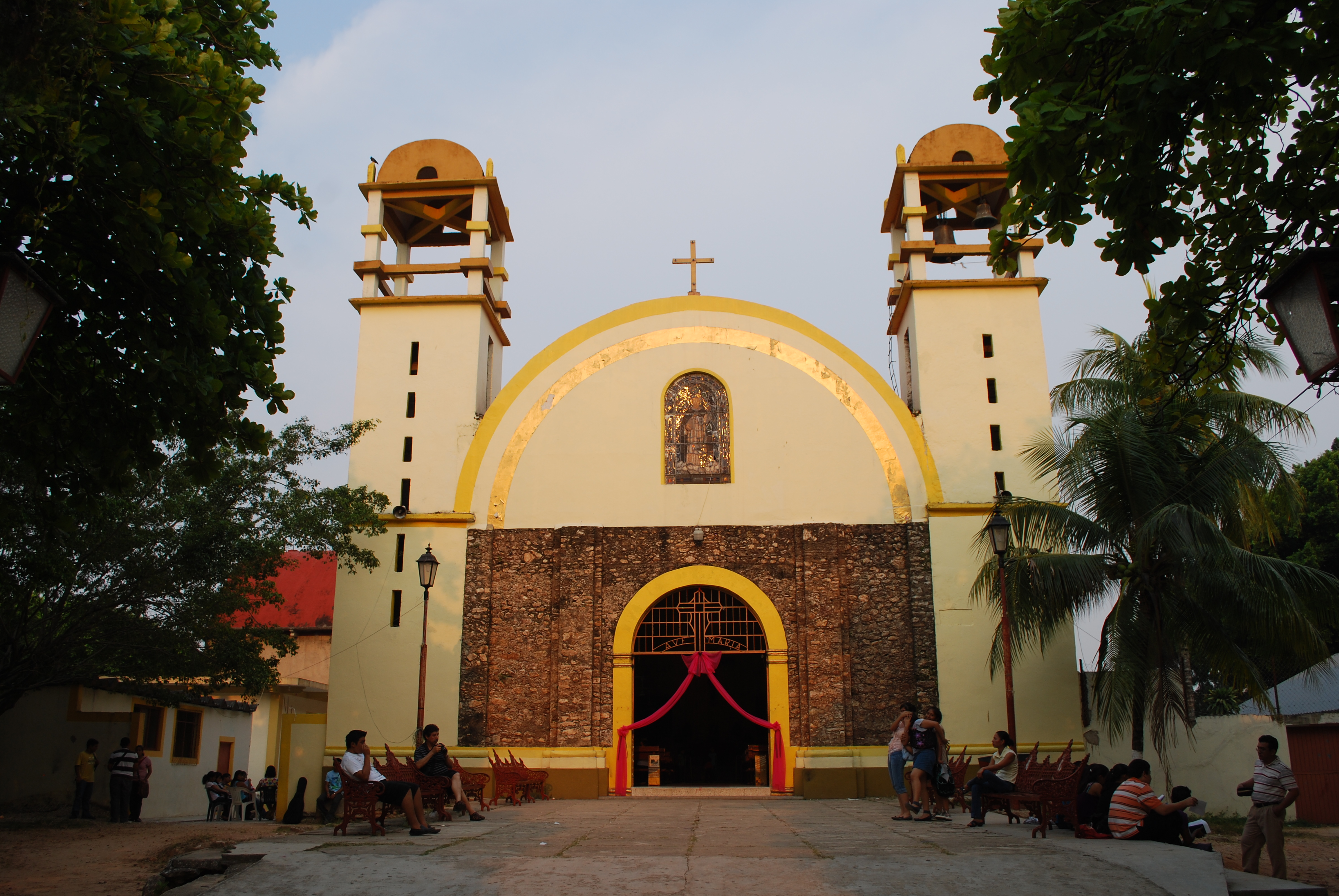
Palenque.
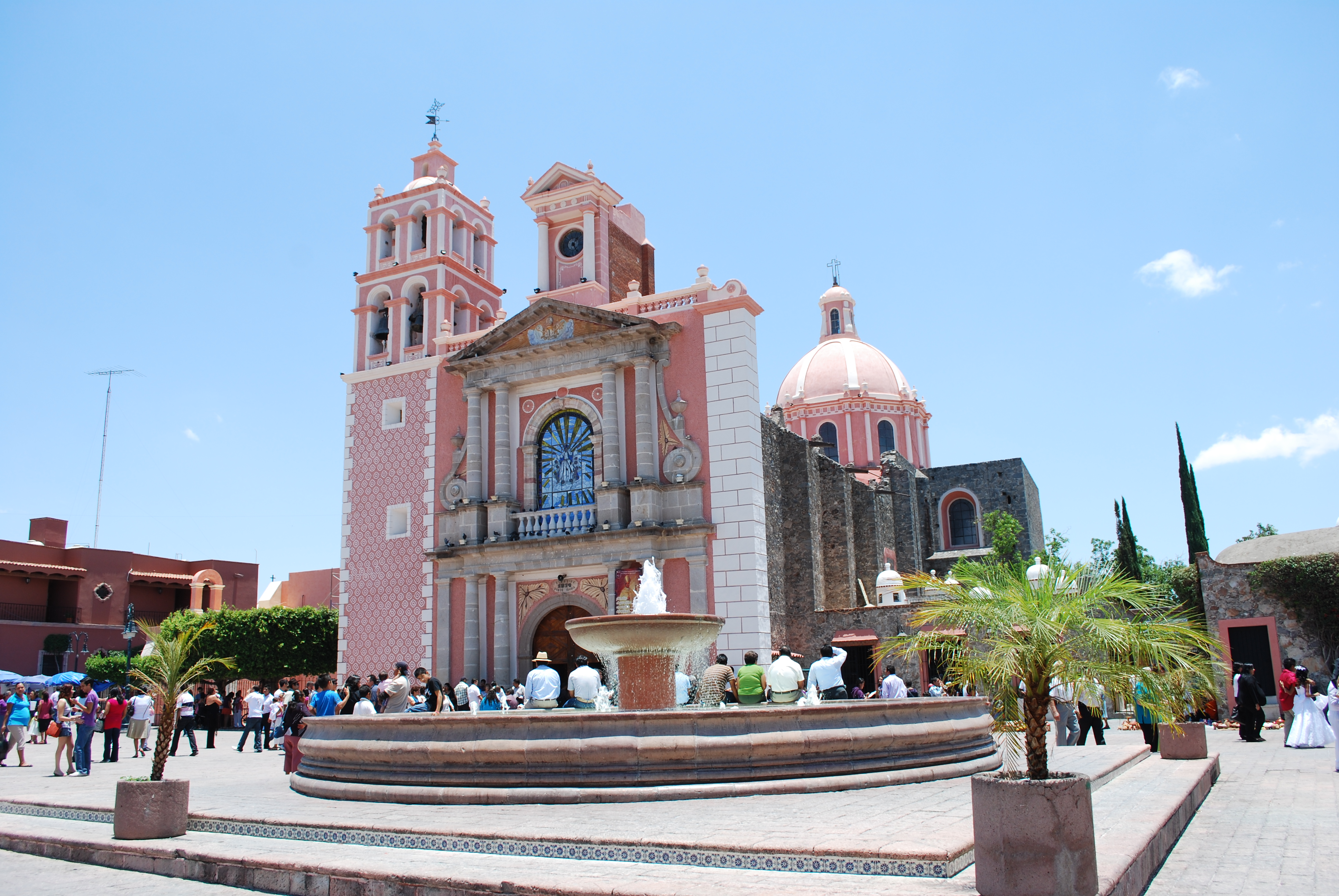
Tequisquiapan.
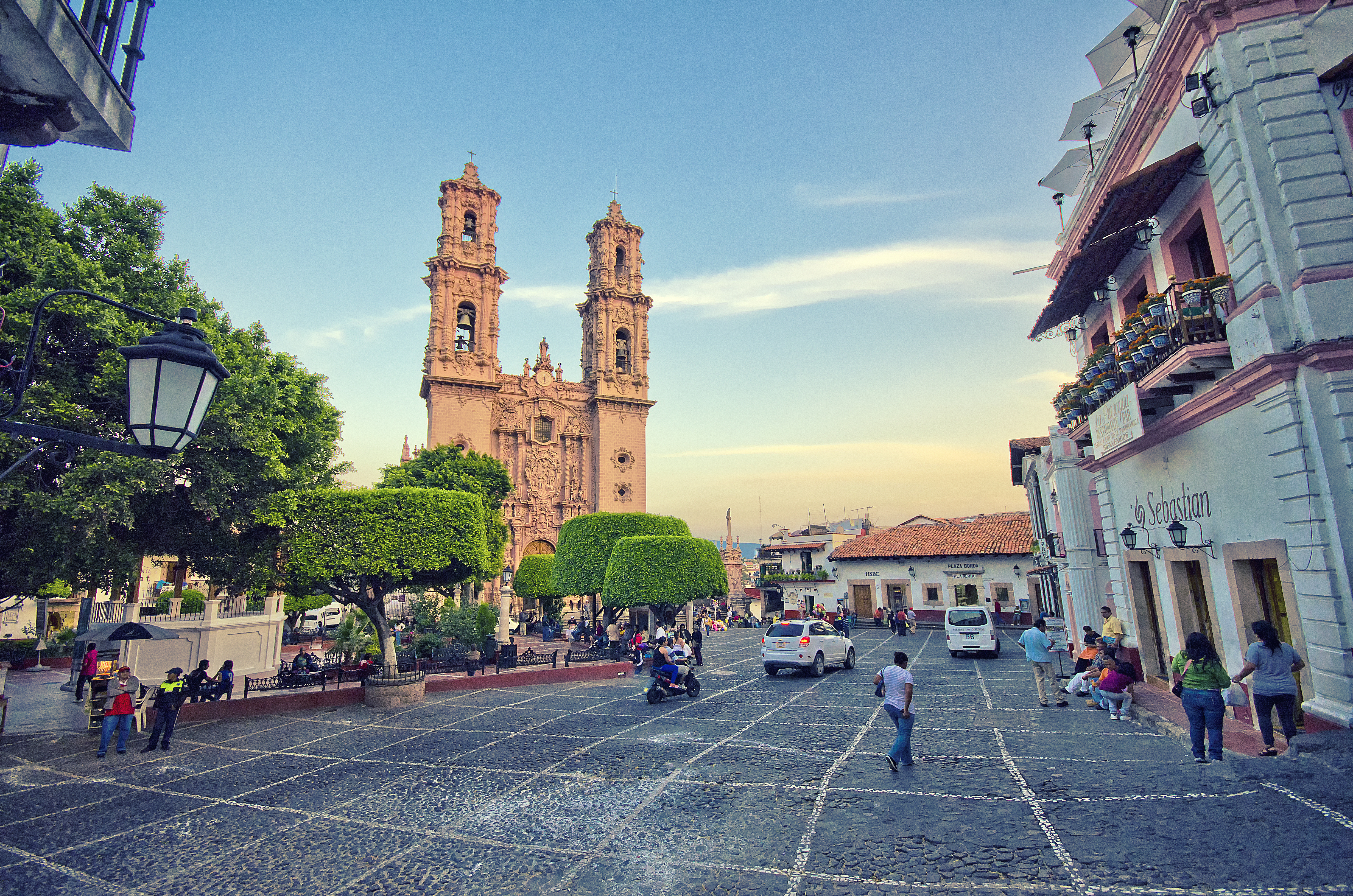
Taxco de Alarcón.
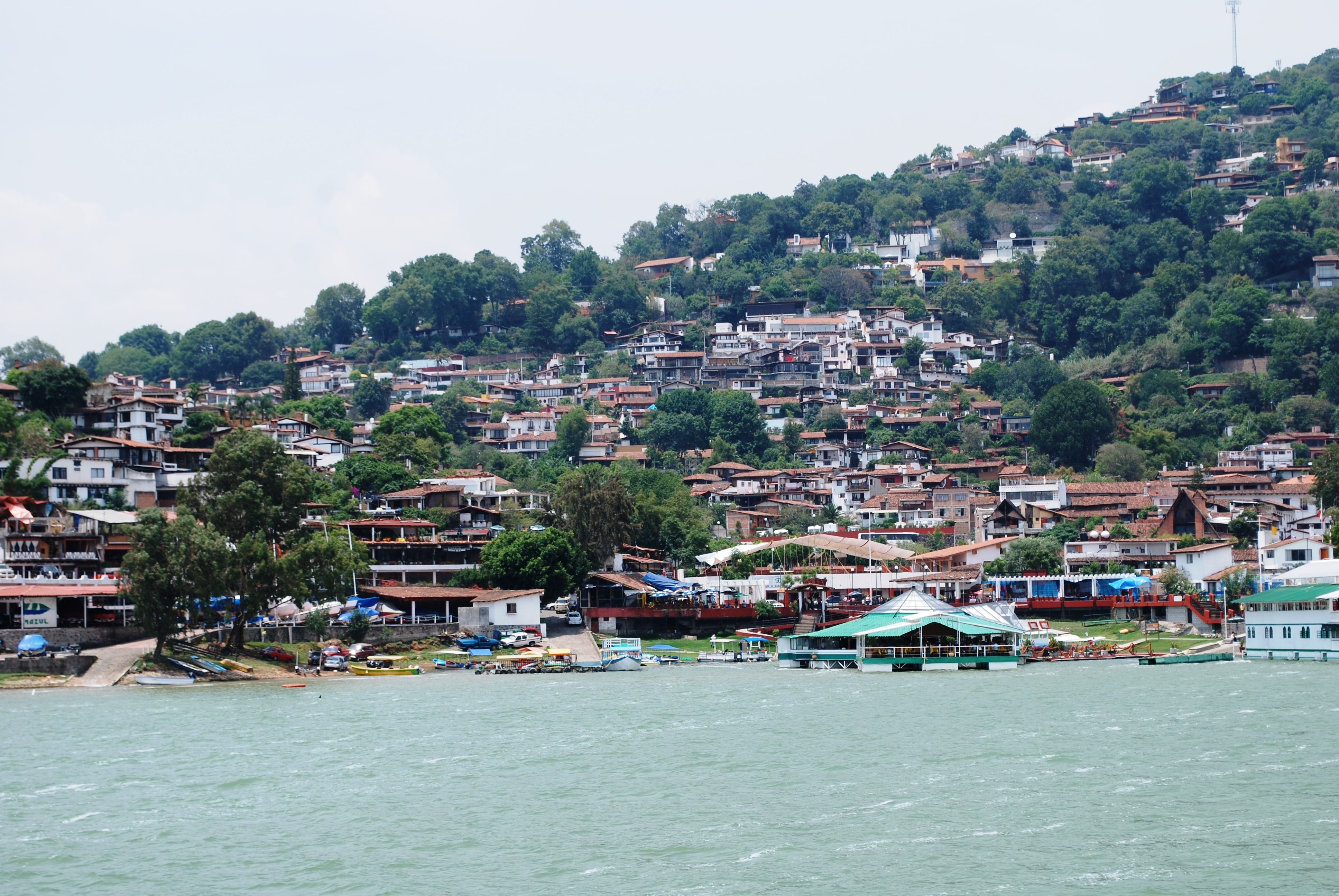
Valle de Bravo.
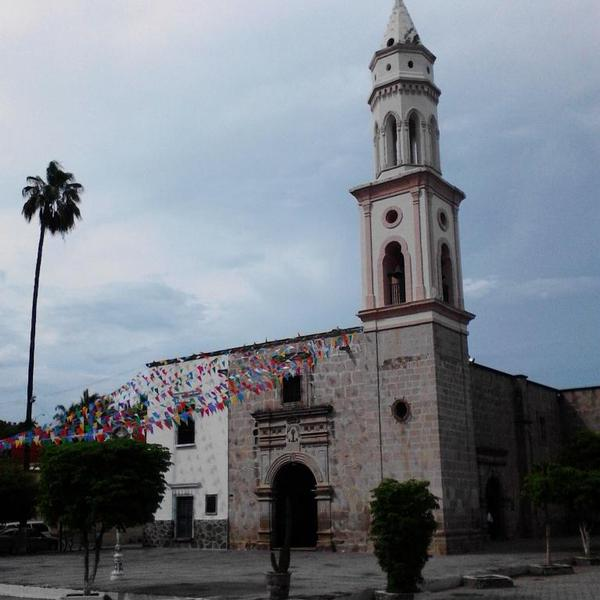
El Fuerte.
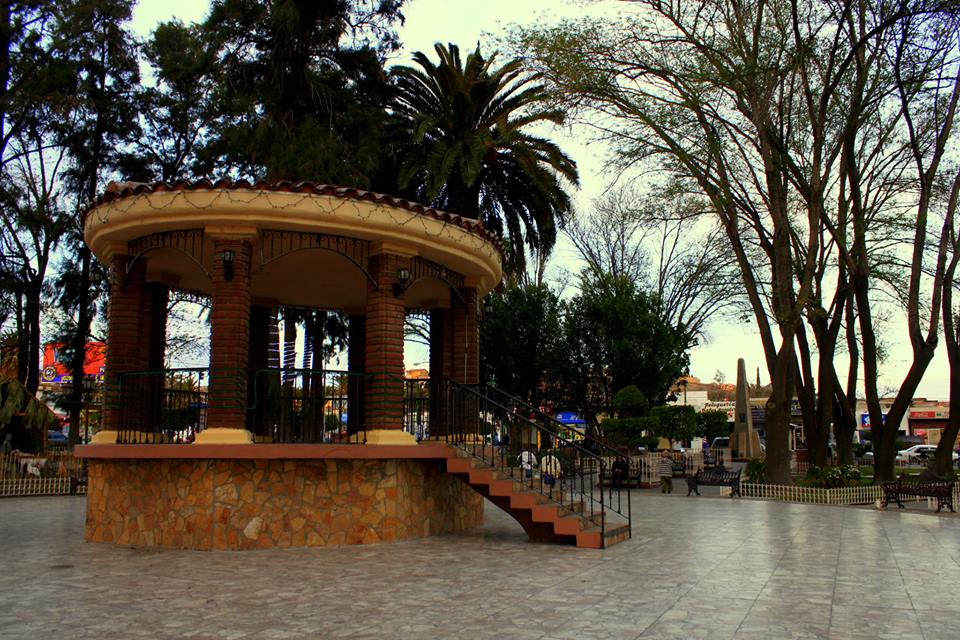
Tecate.
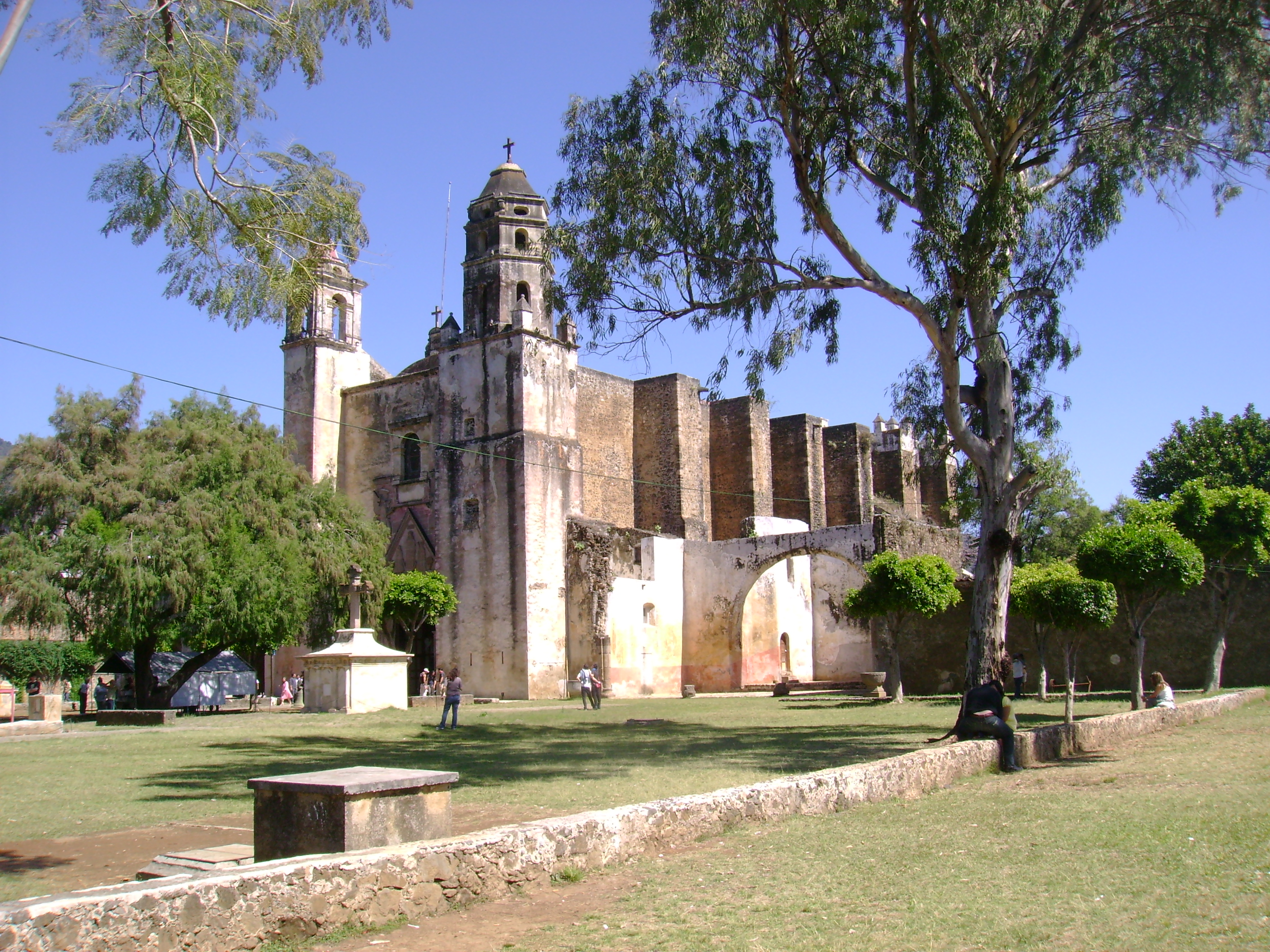
Tepoztlán.
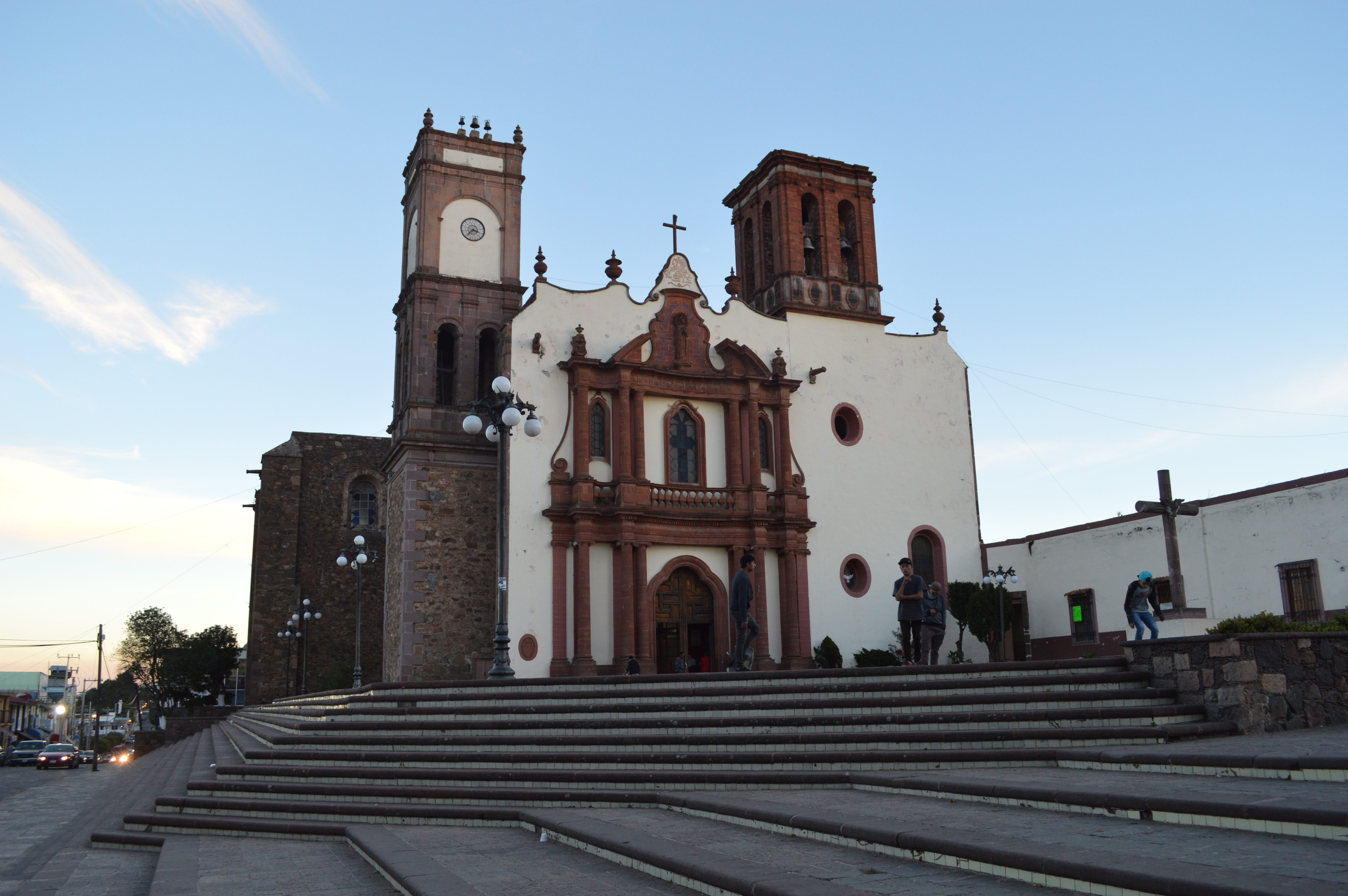
Amealco de Bonfil.
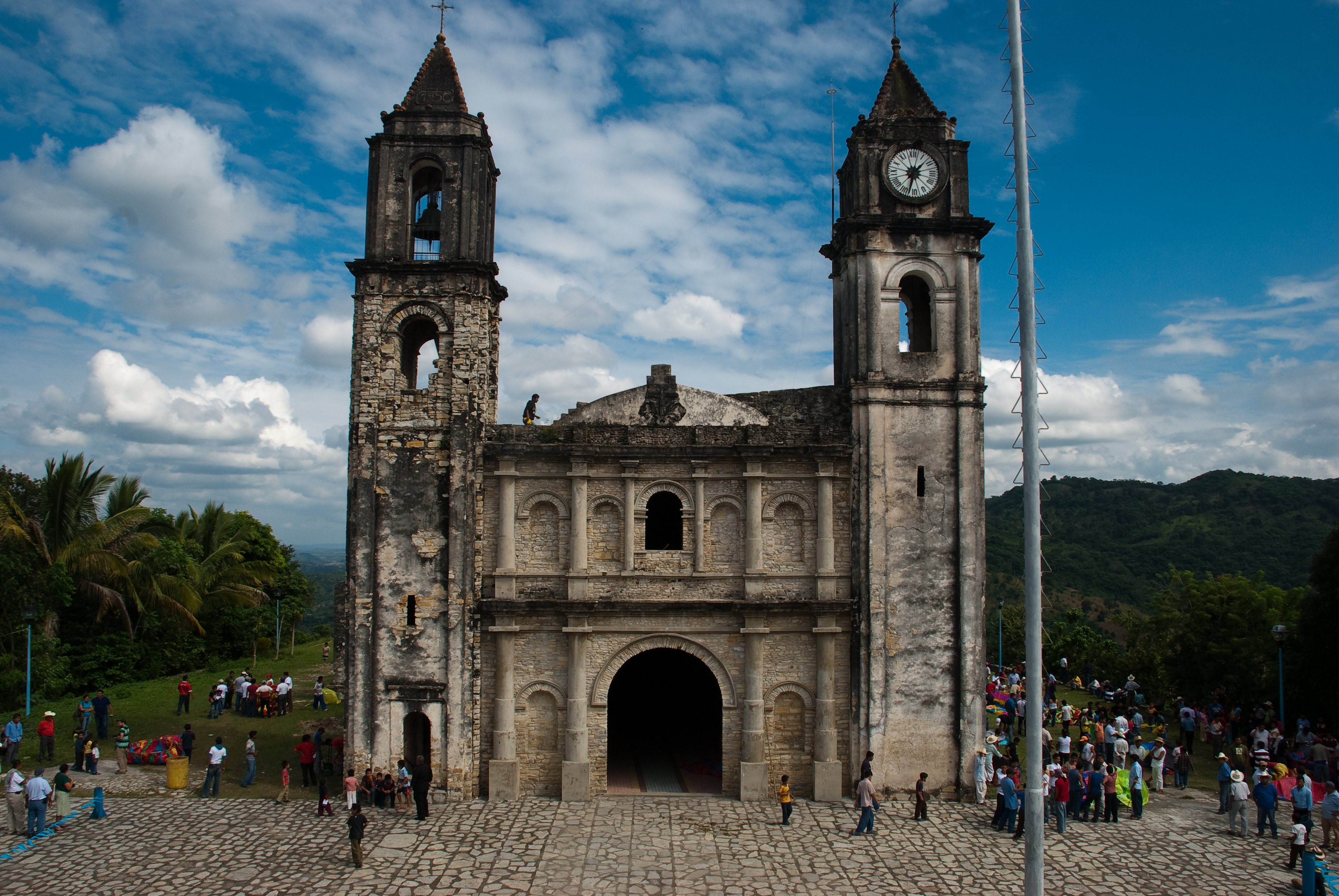
Zozocolco de Hidalgo.
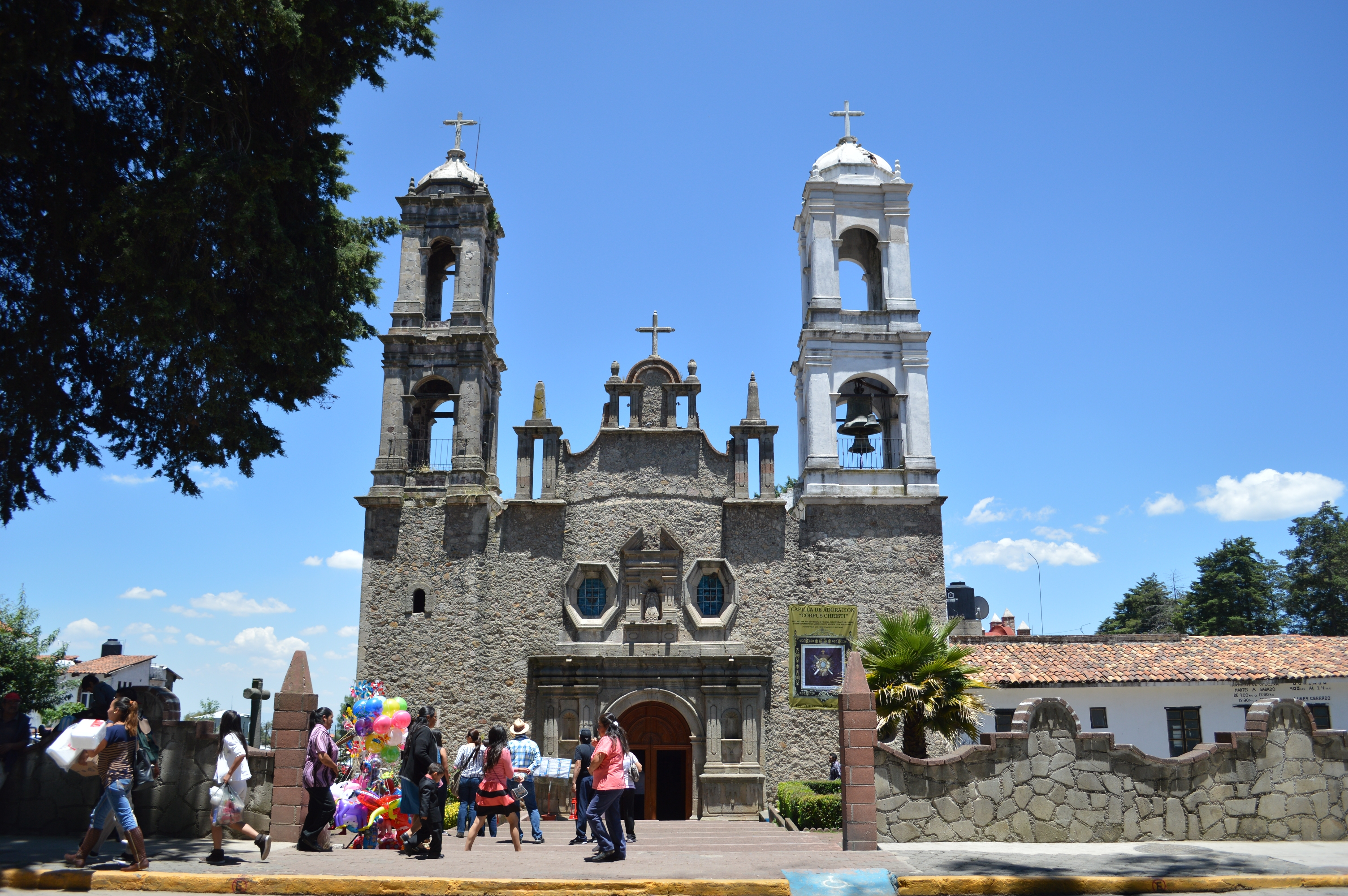
Villa del Carbón.
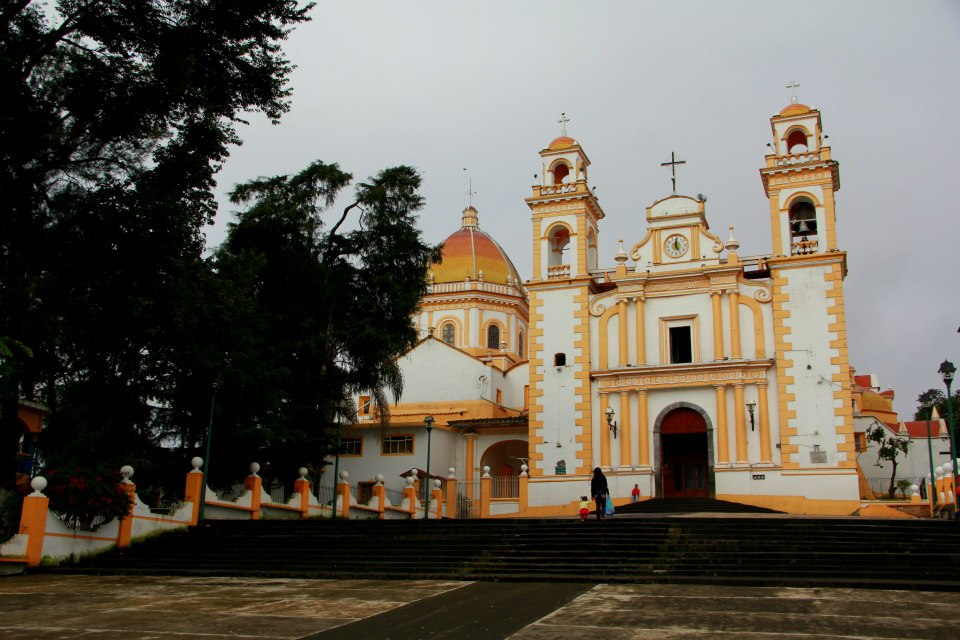
Xico.
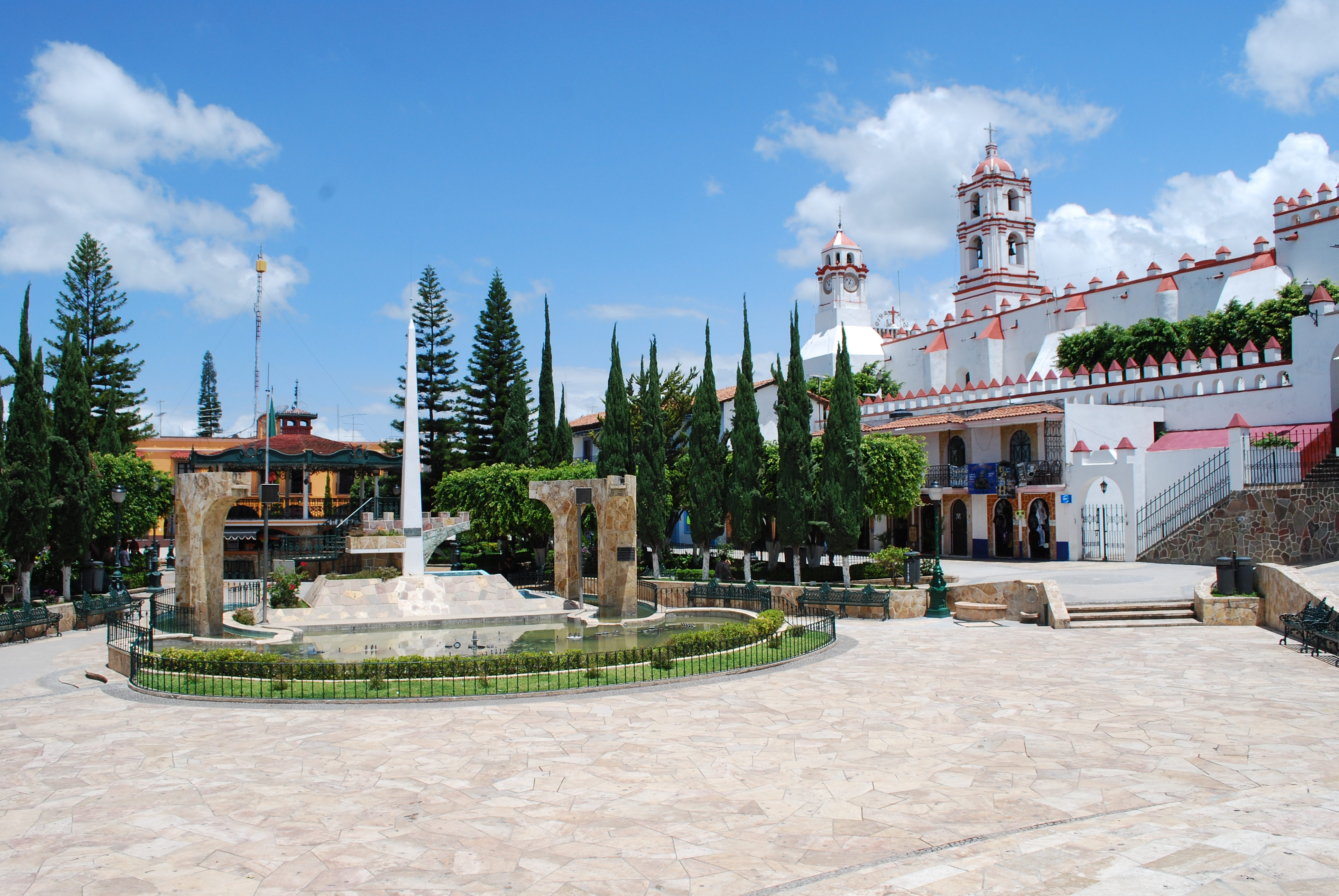
Ixtapan de la Sal.
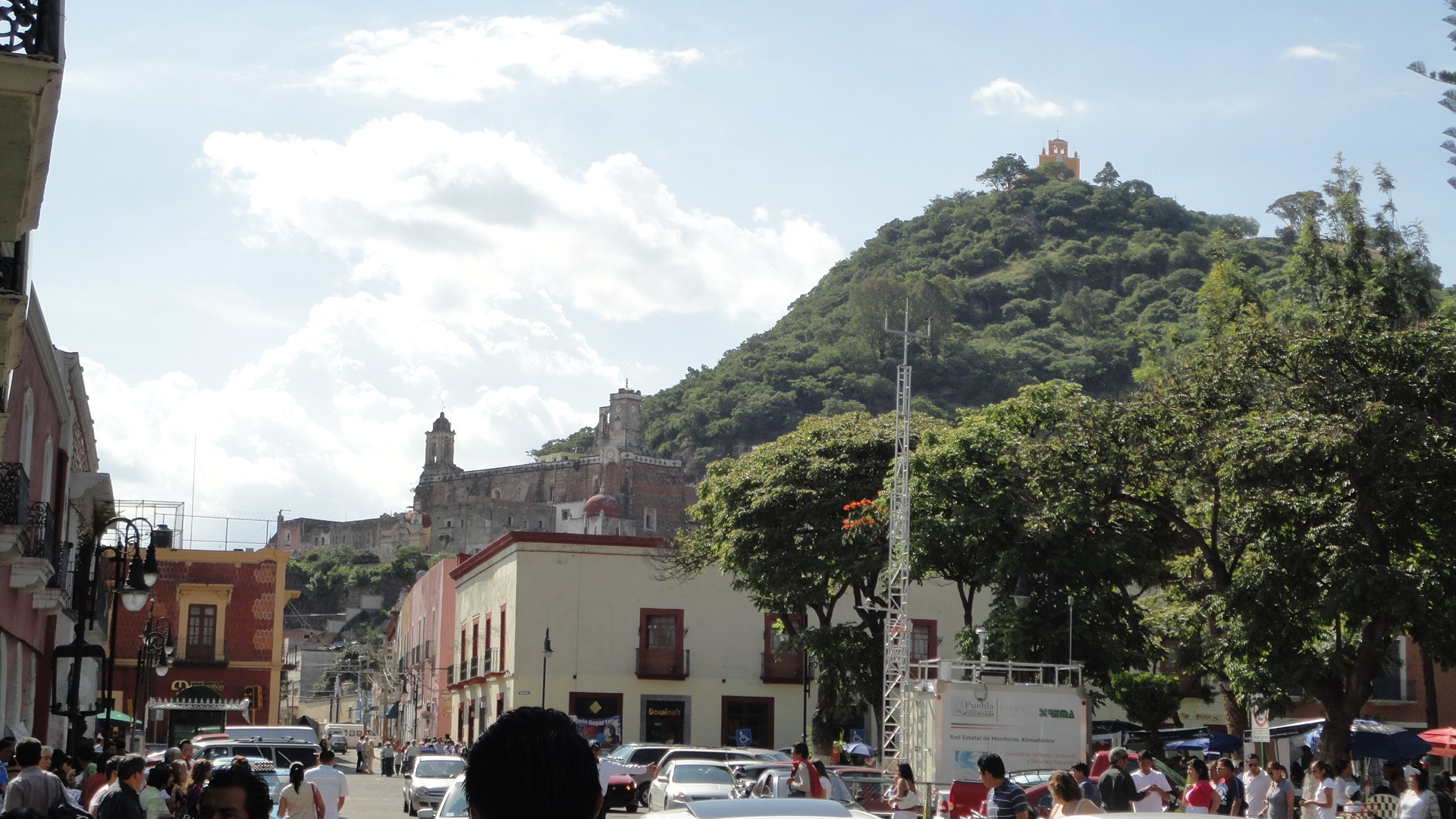
Atlixco.
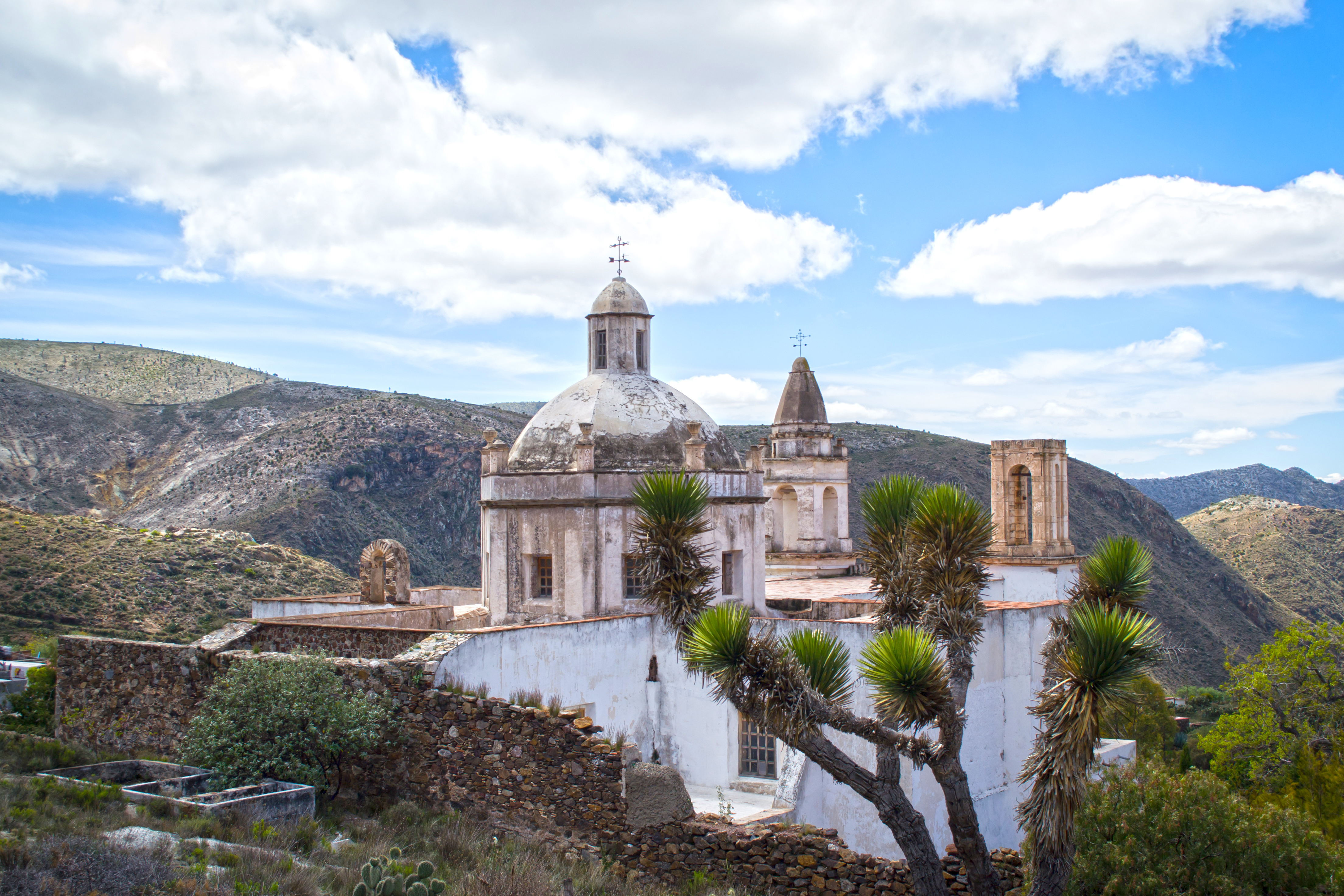
Real de Catorce.
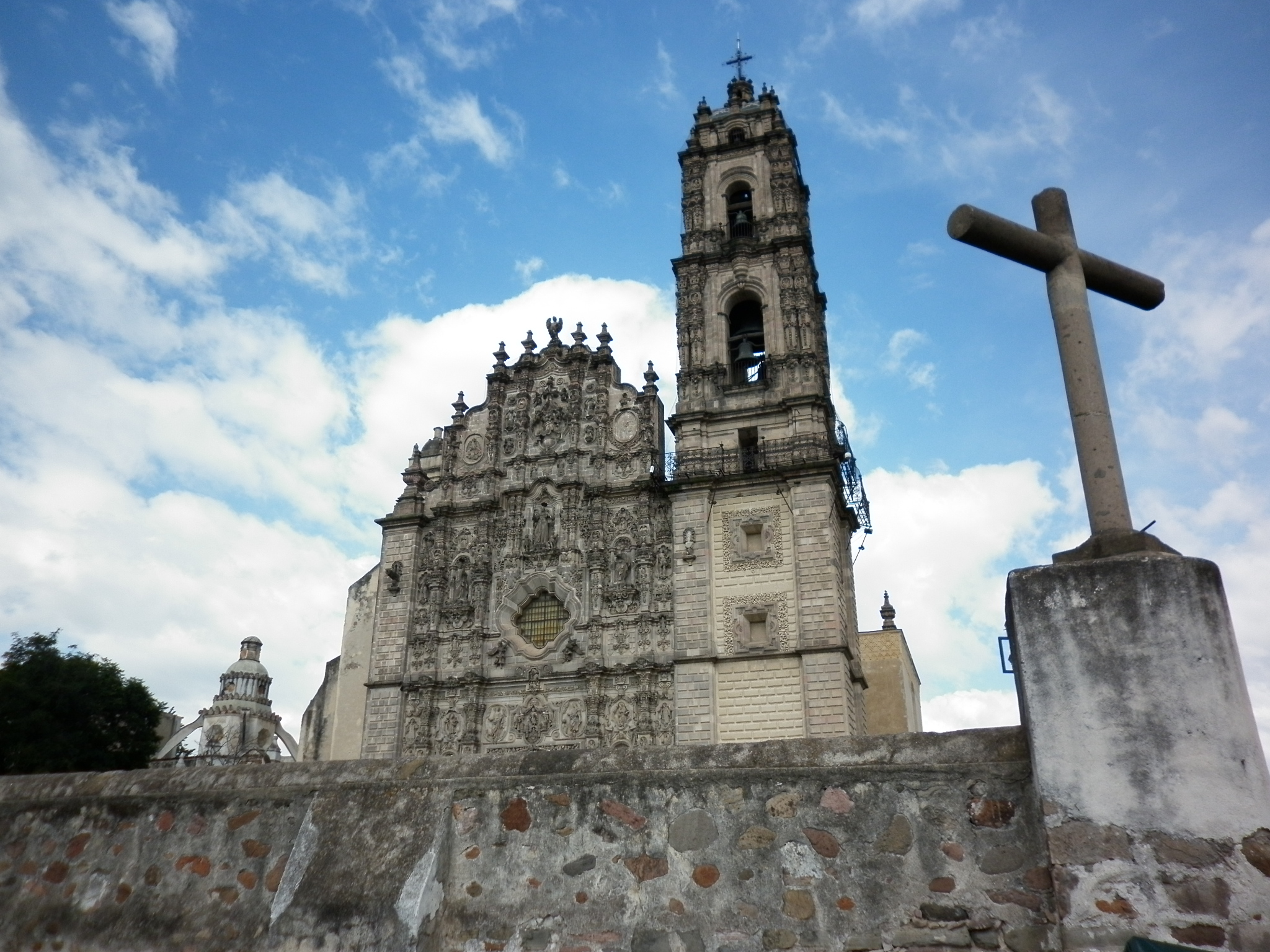
Tepotzotlán.
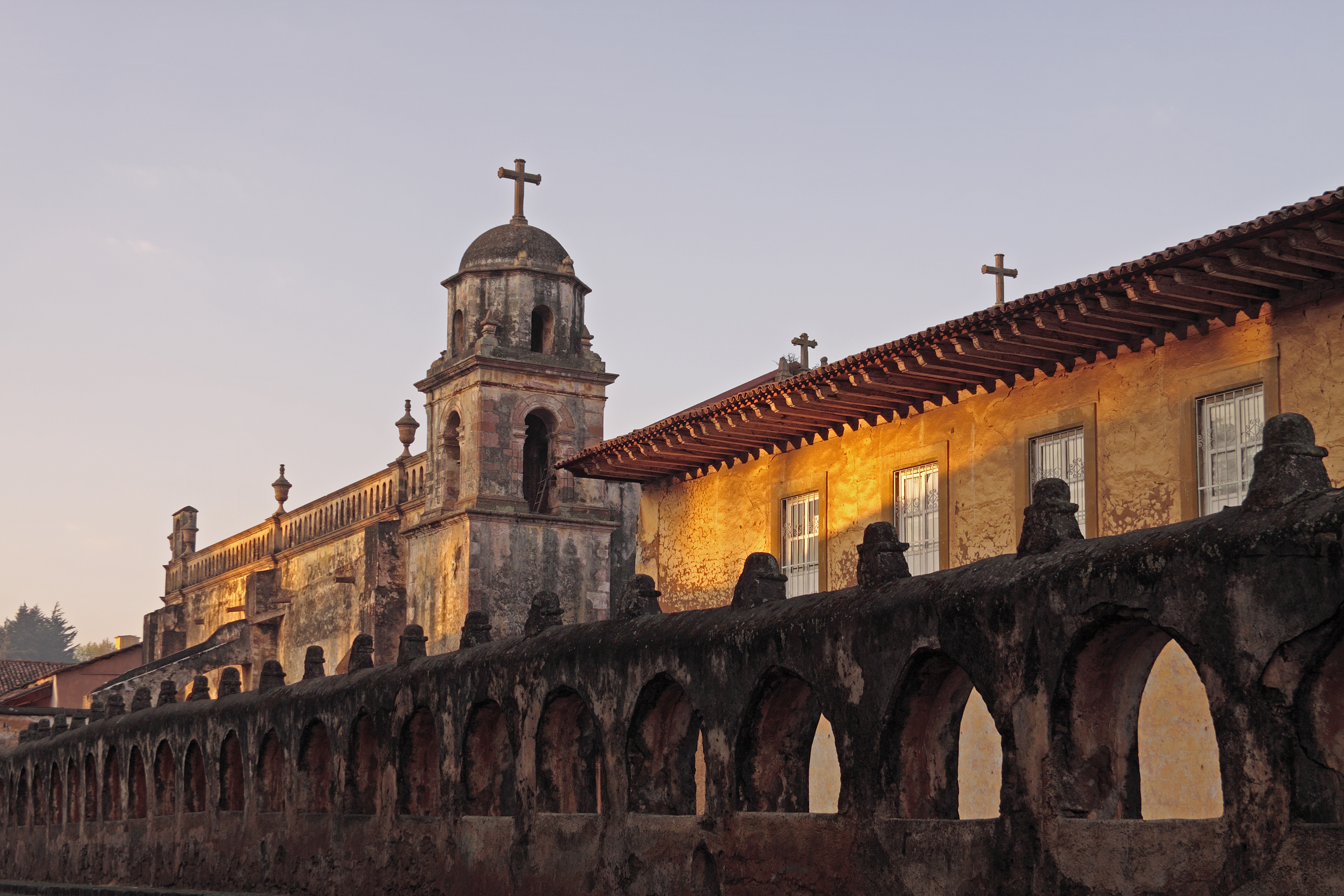
Pátzcuaro.
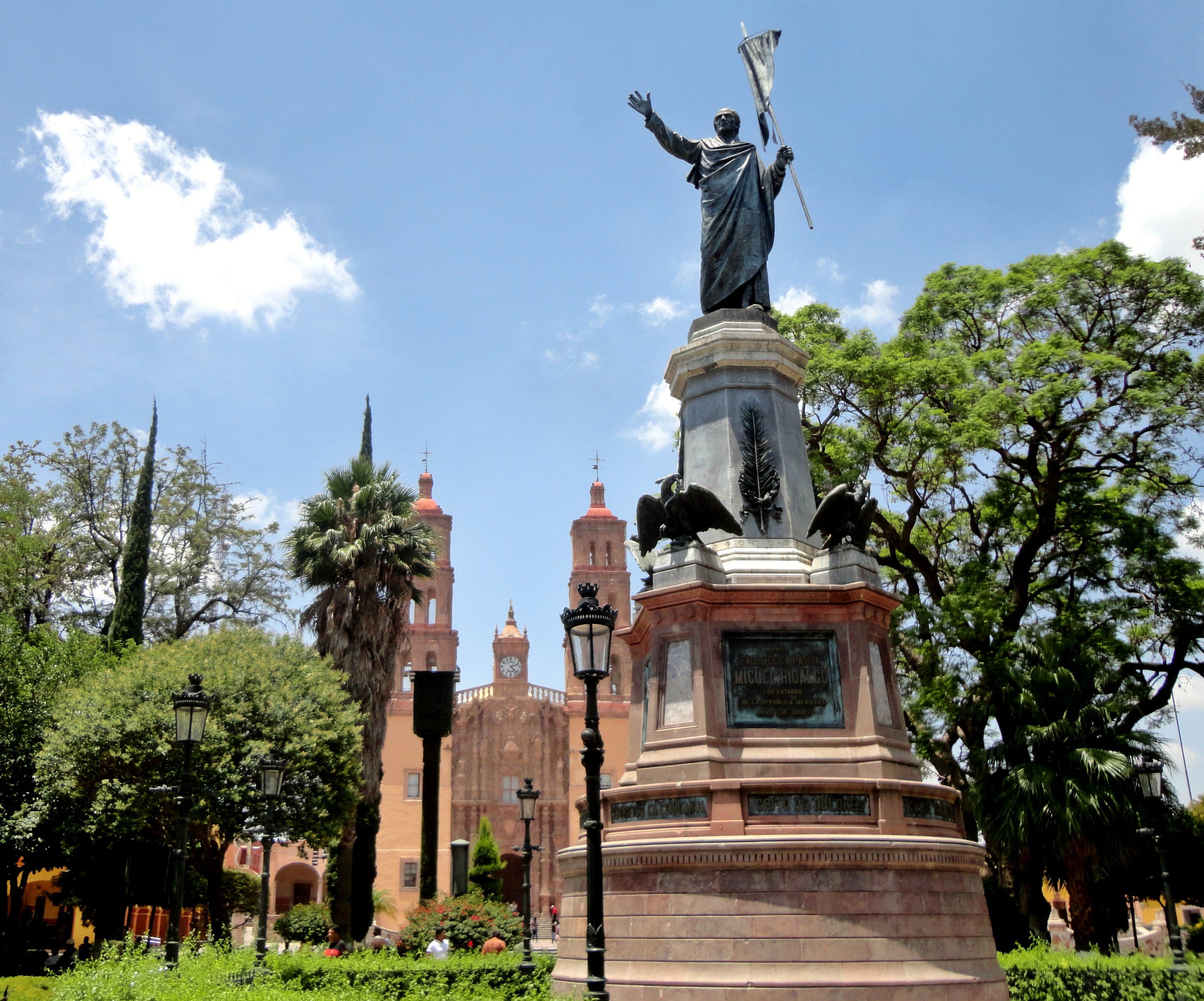
Dolores Hidalgo.
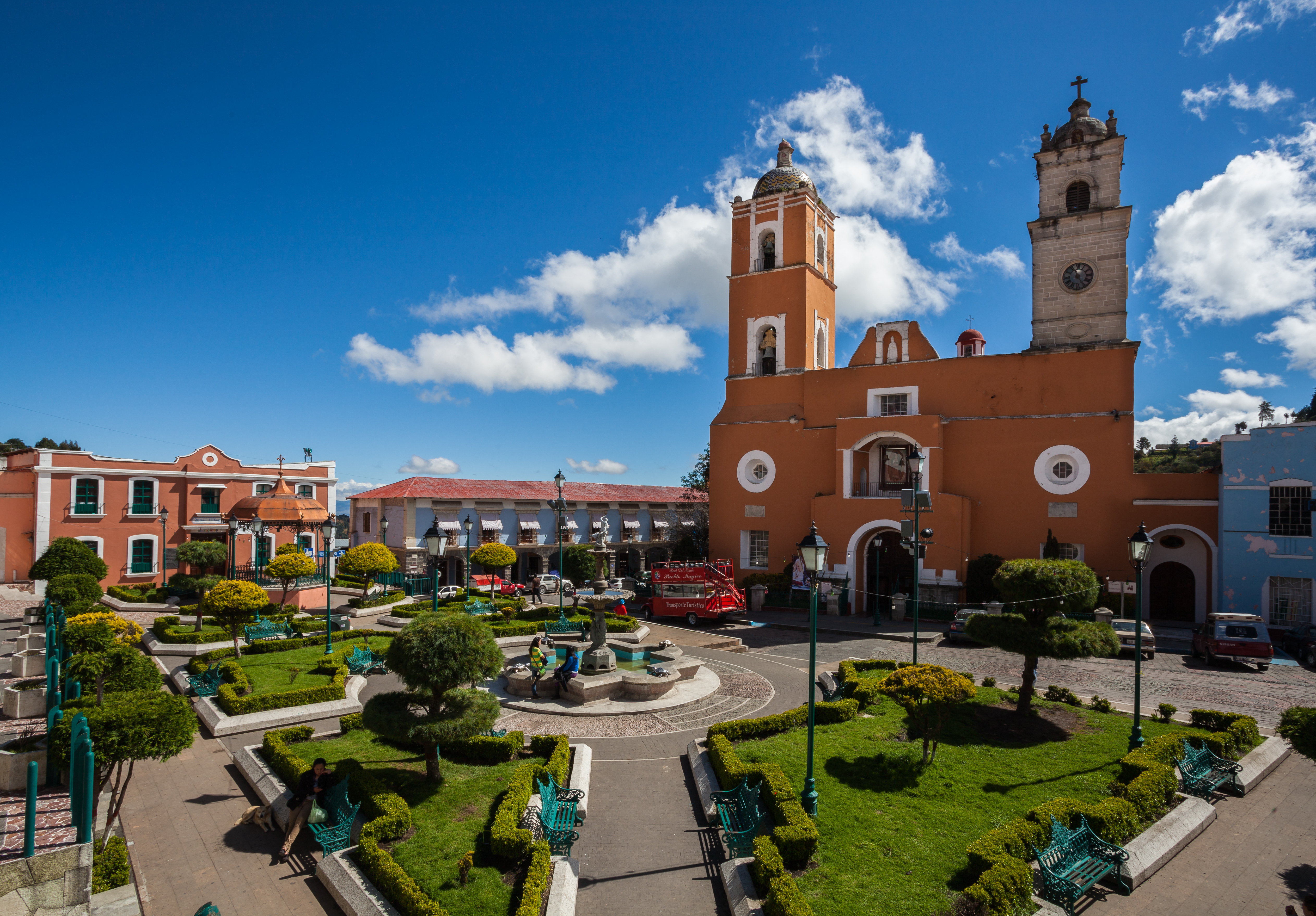
Mineral del Monte.
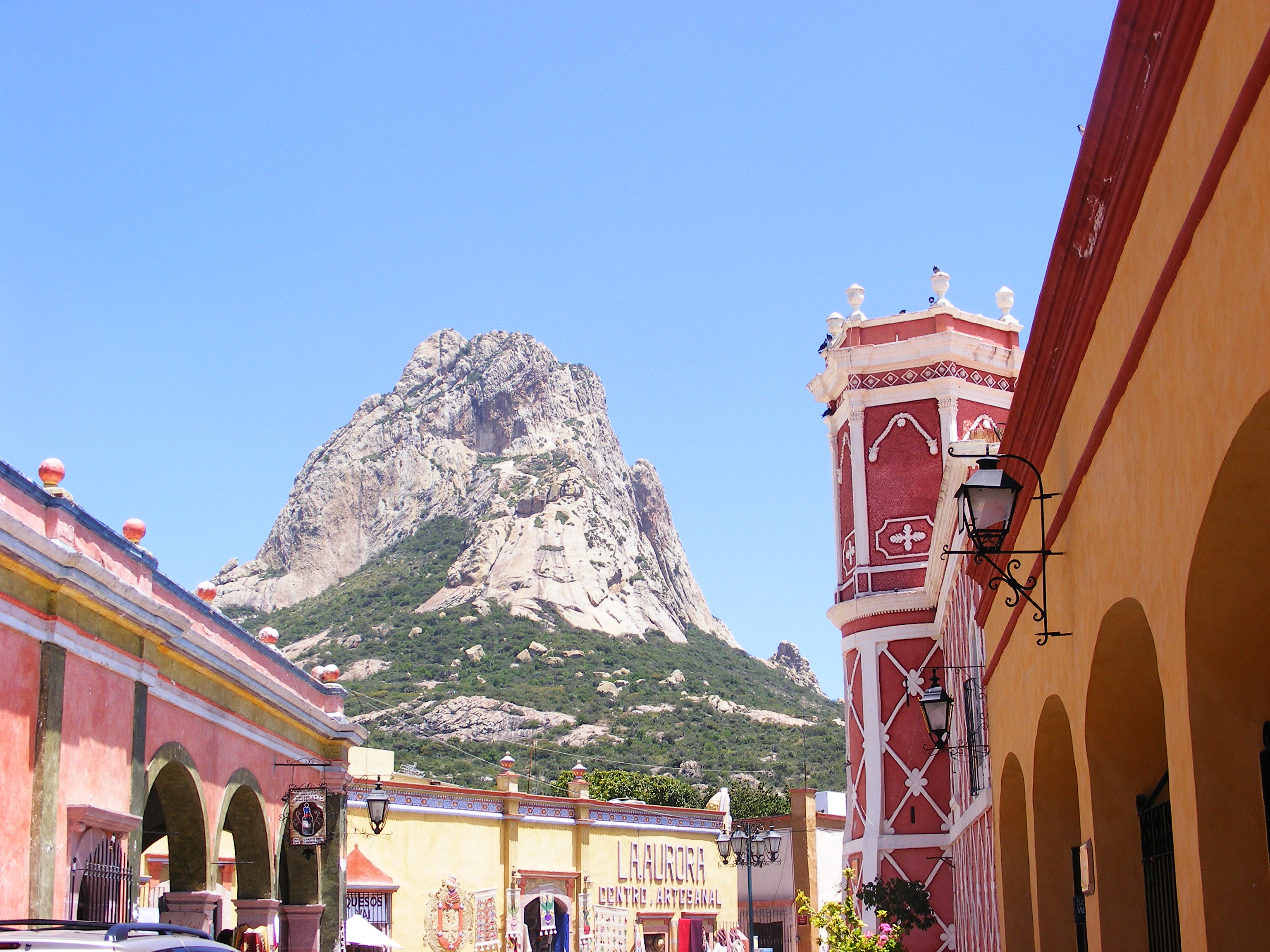
Bernal.
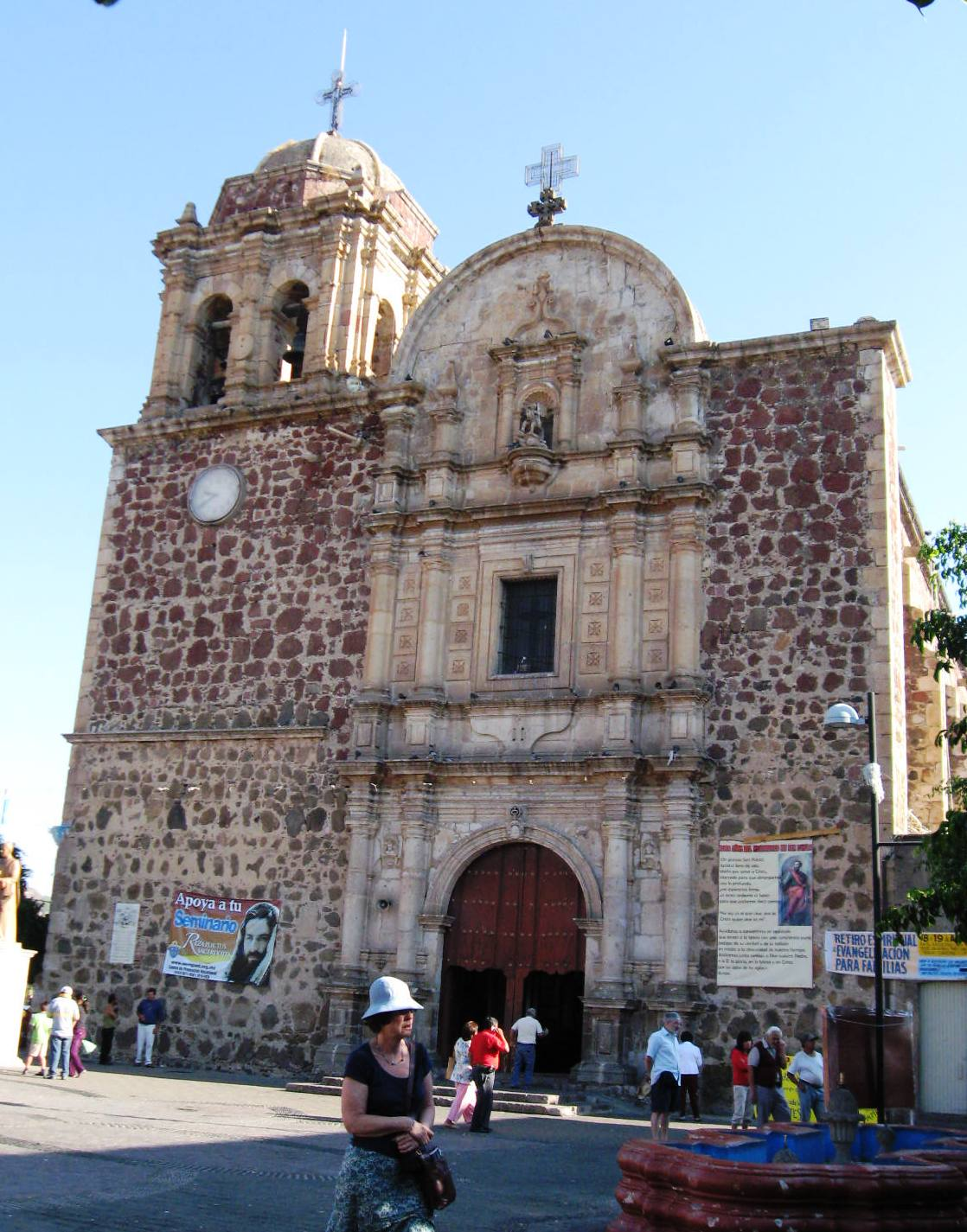
Tequila.
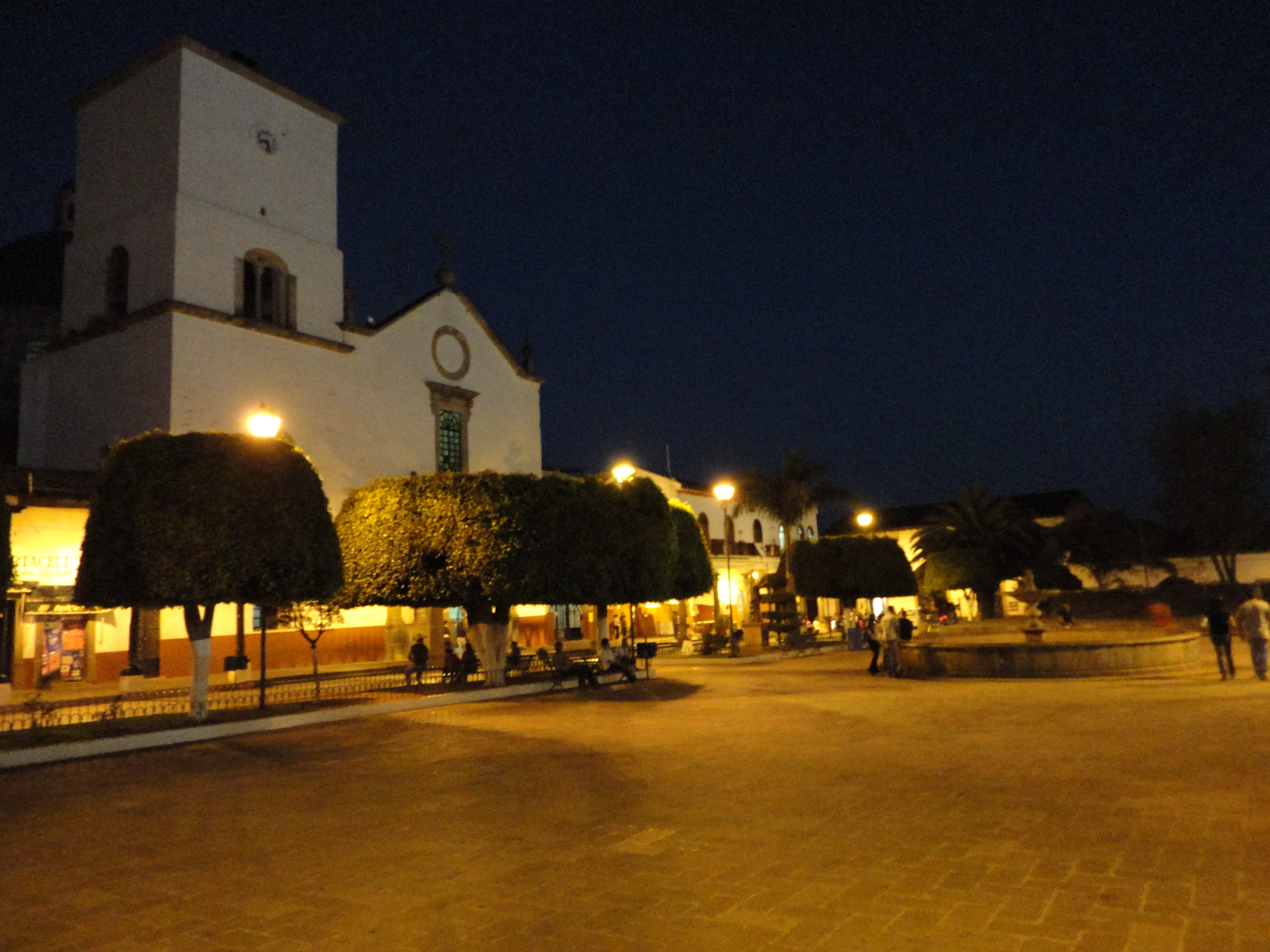
Tacámbaro.

### Sitios arqueológicos
- Teotihuacán
- Chichén Itzá
- Palenque
- Dzibanché
- Kohunlich
- Chacchobén
- Tulum
- El Tajín
- Tula
- Paquimé
- Uxmal
- Monte Albán
- Mitla
- Cholula
- La Venta
- Cantona
- Comalcalco
- Cobá
- Tzintzuntzan
- Xochicalco
- Edzná
- Guiengola
- Tres Zapotes
- San Lorenzo
- Yagul

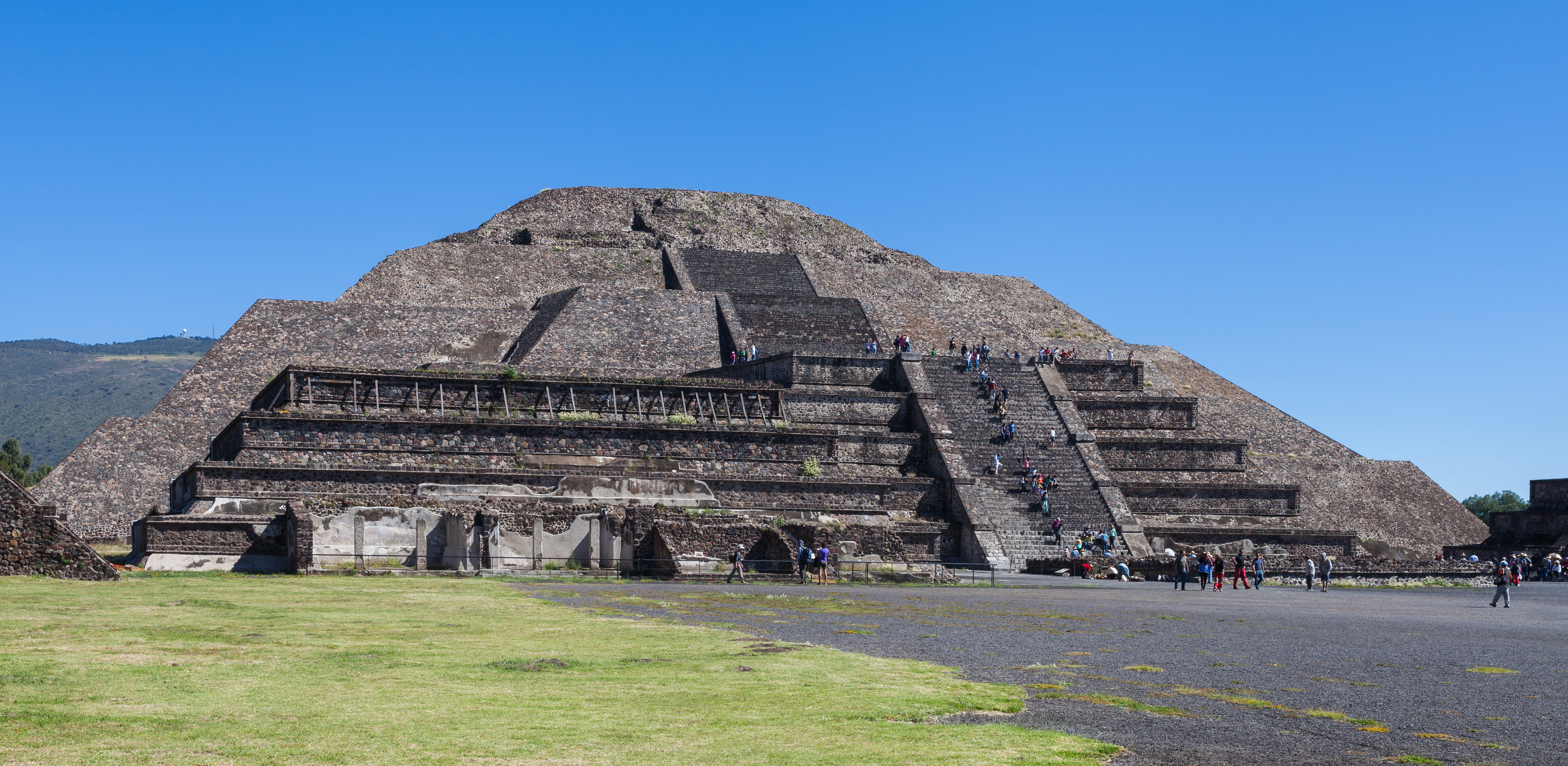
Teotihuacan.
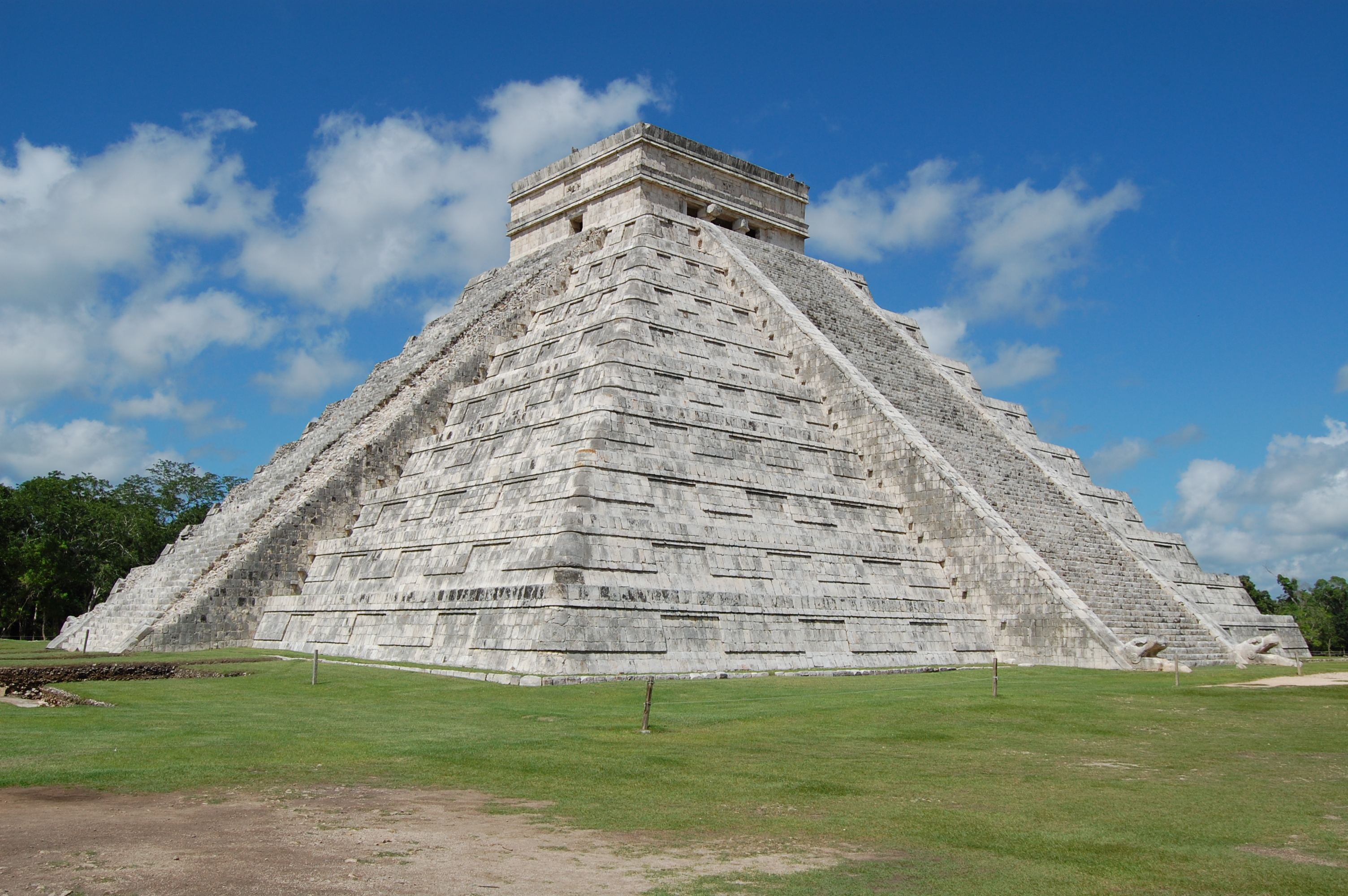
Chichén Itzá.
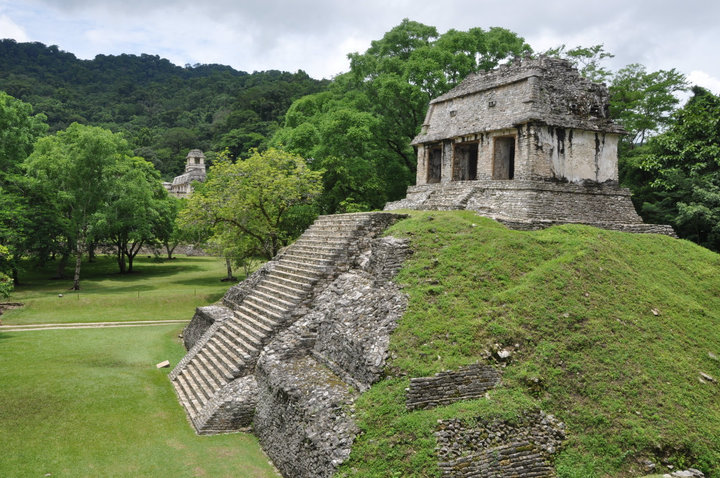
Palenque.
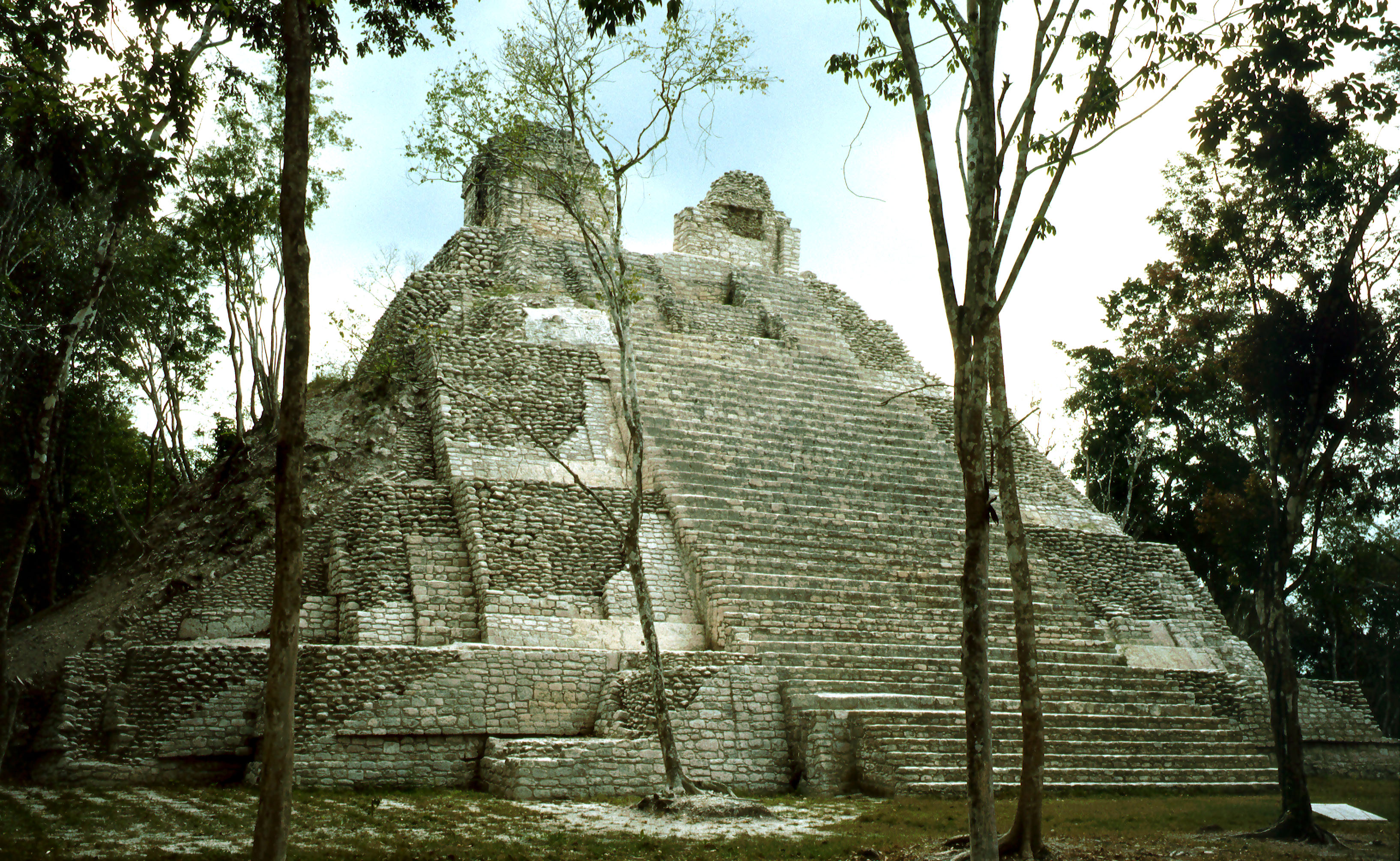
Dzibanché.
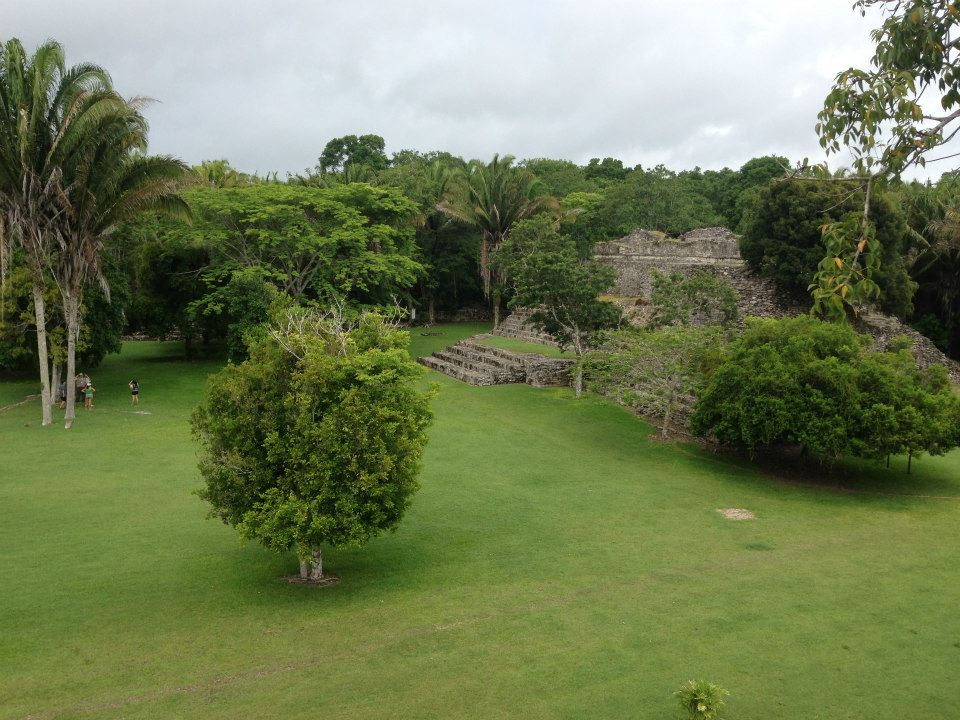
Kohunlich.
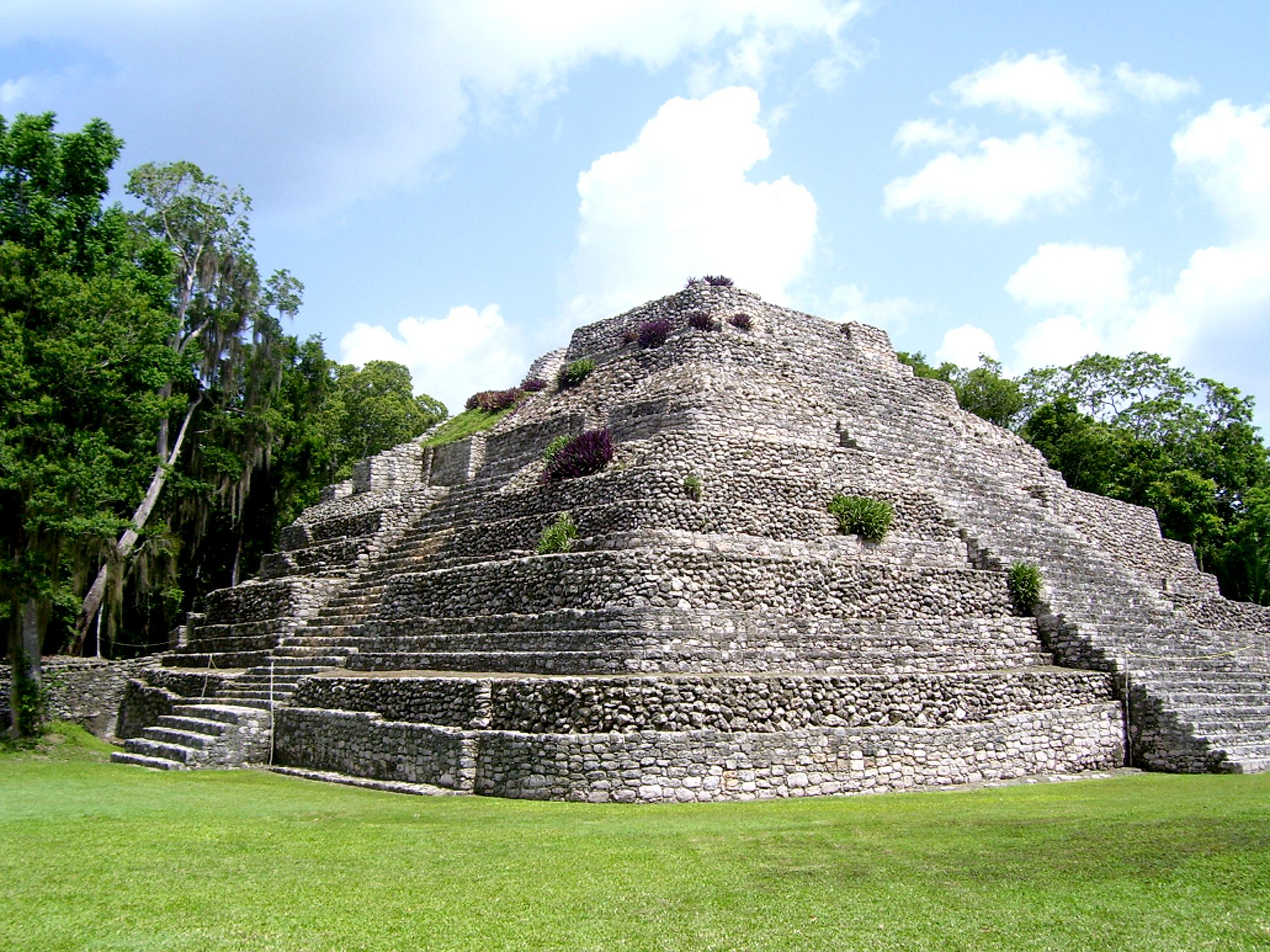
Chacchobén.
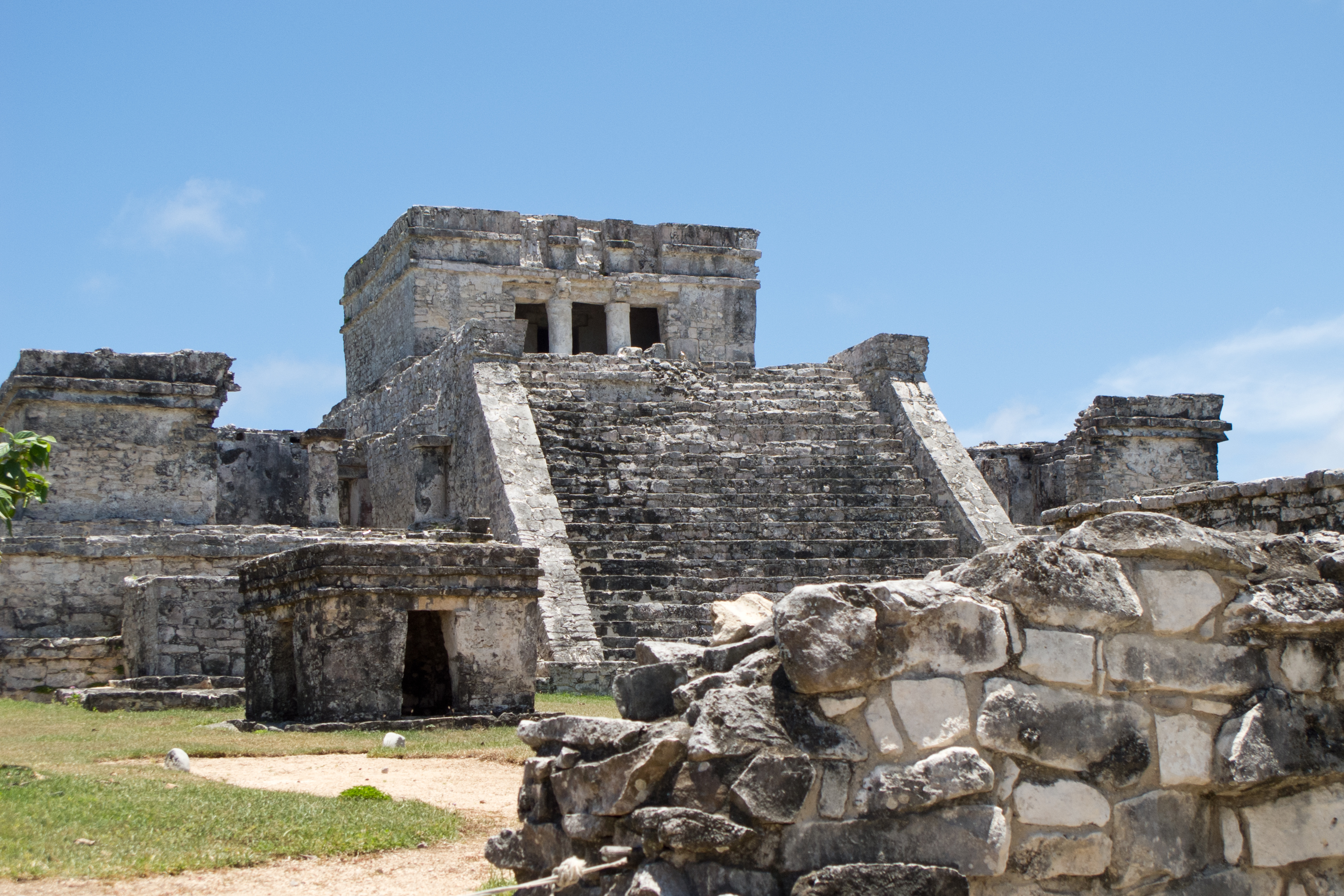
Tulum.
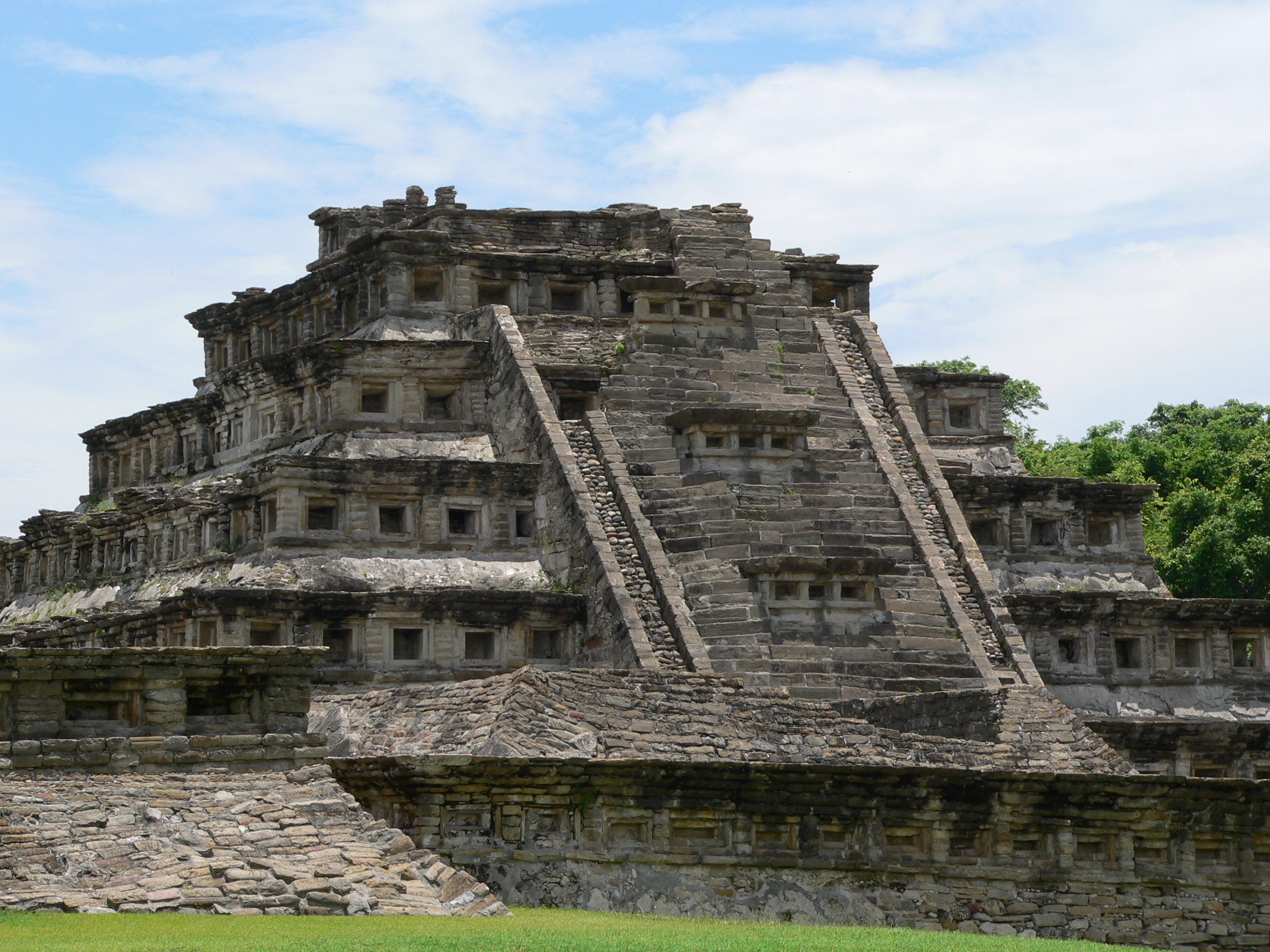
El Tajín.
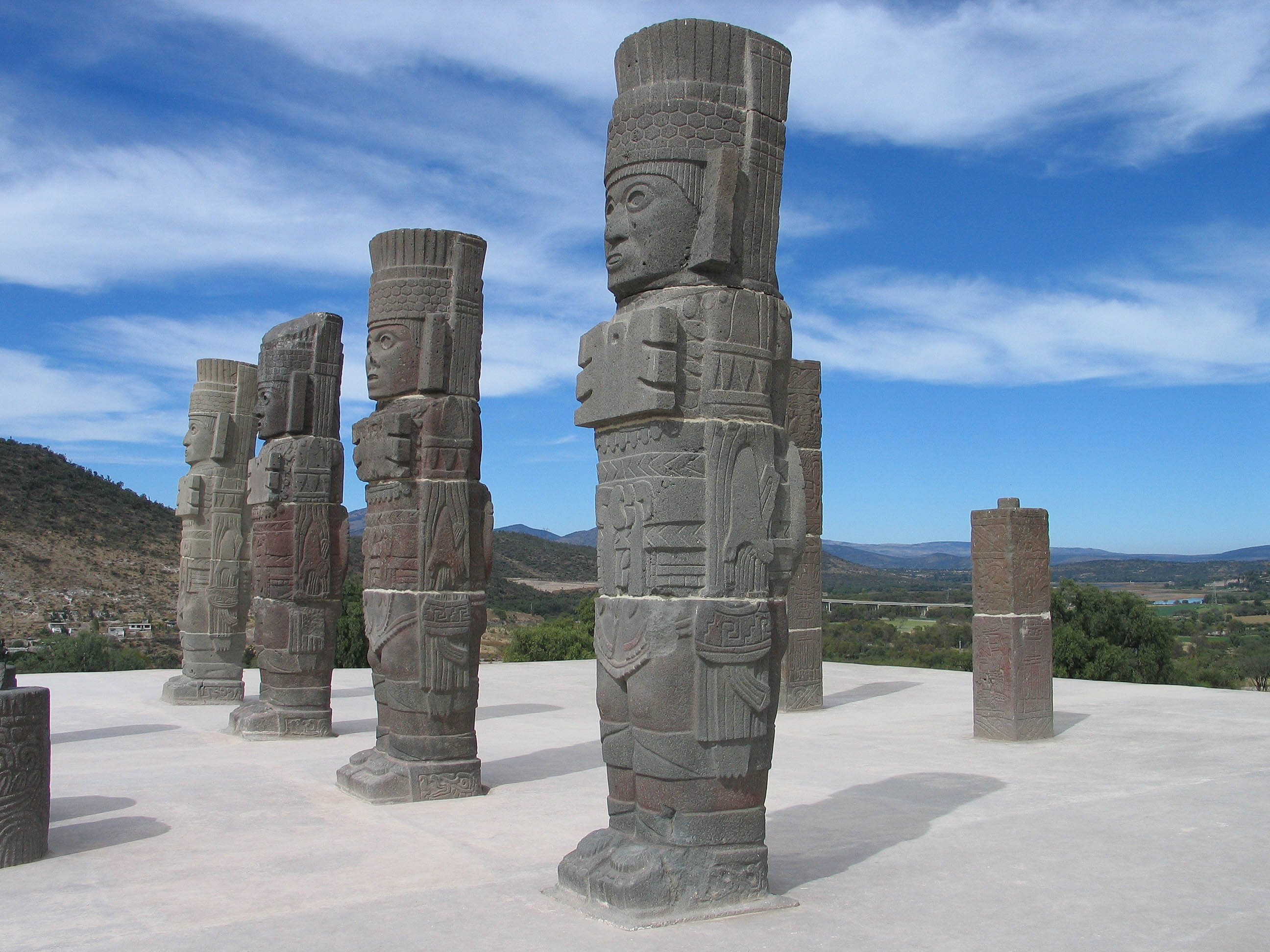
Tula.
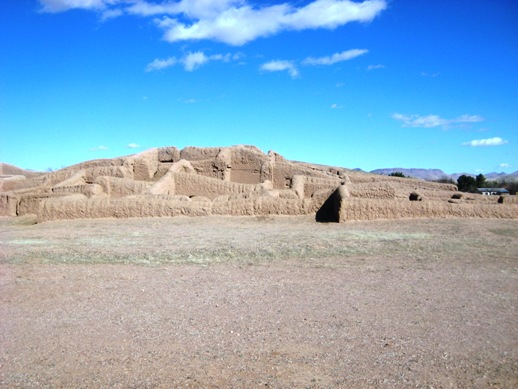
Paquimé.
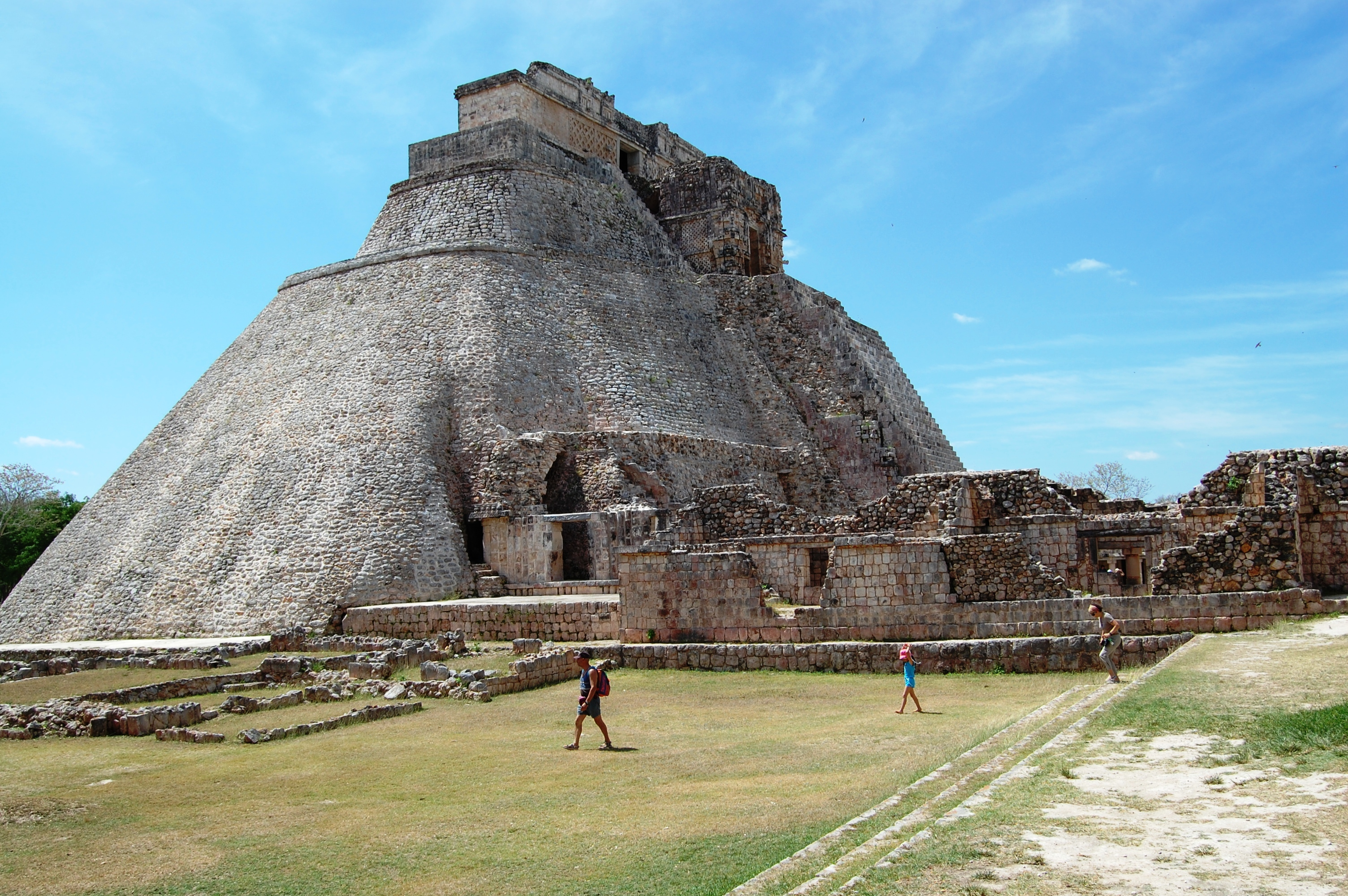
Uxmal.
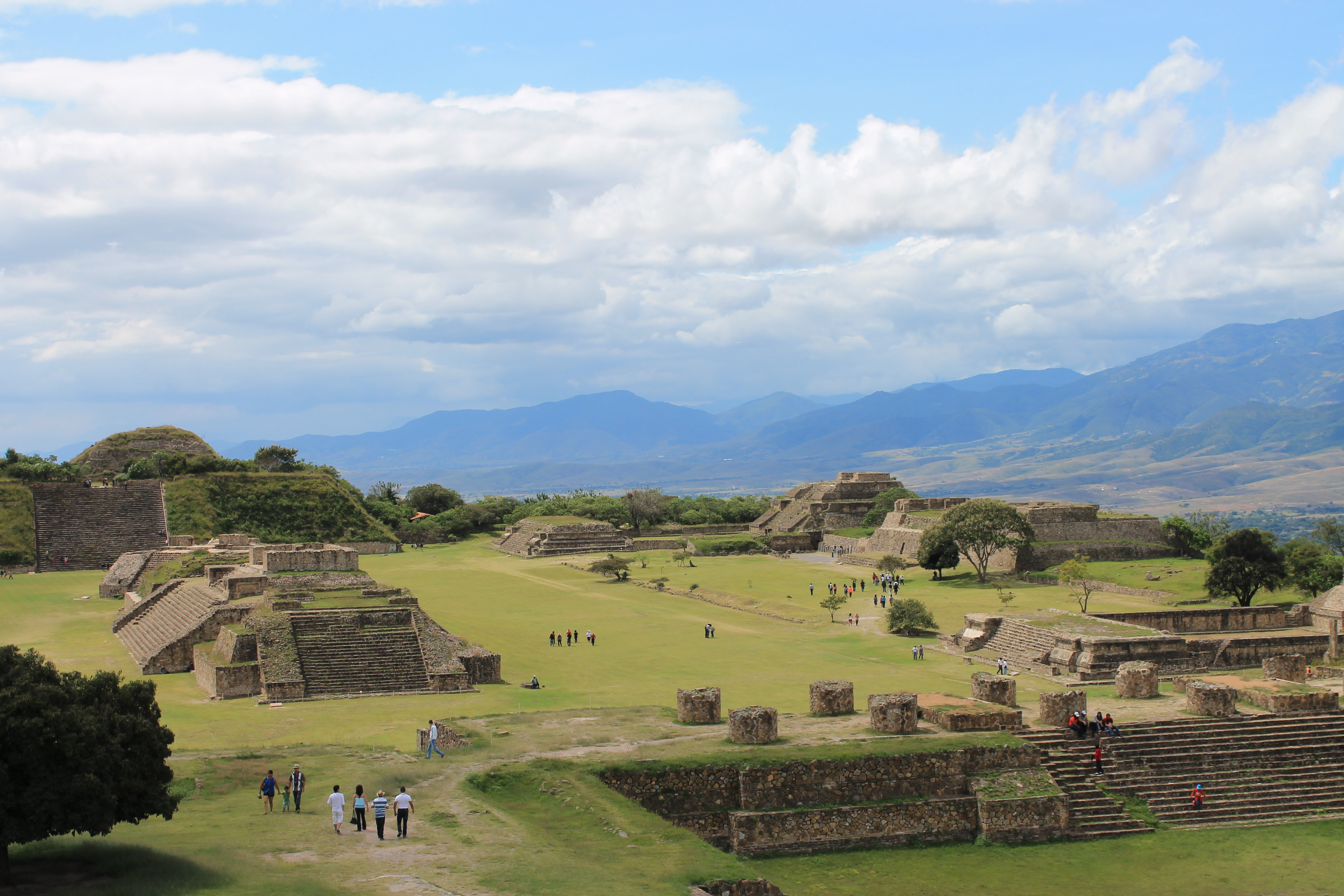
Monte Albán.
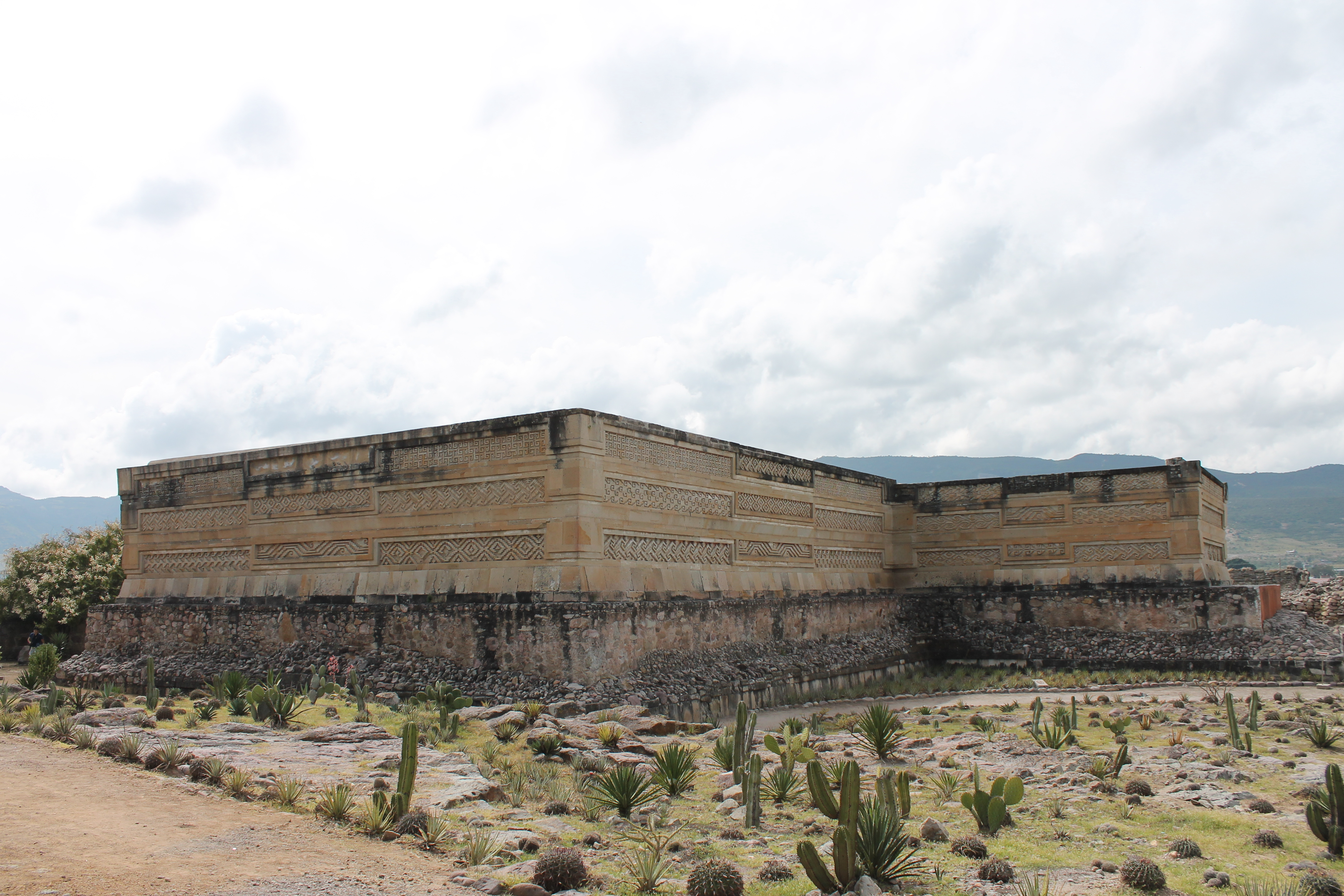
Mitla.
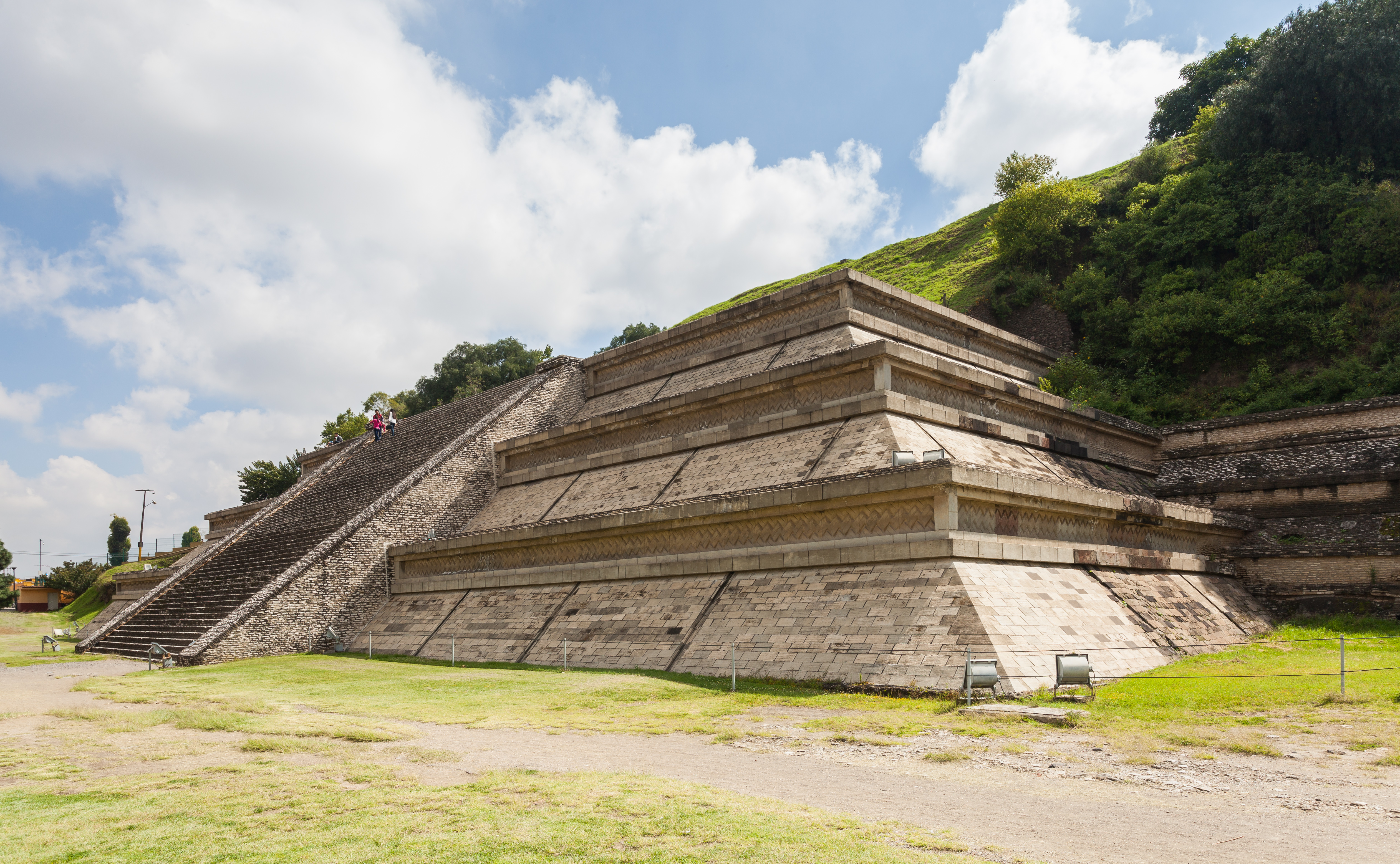
Cholula.
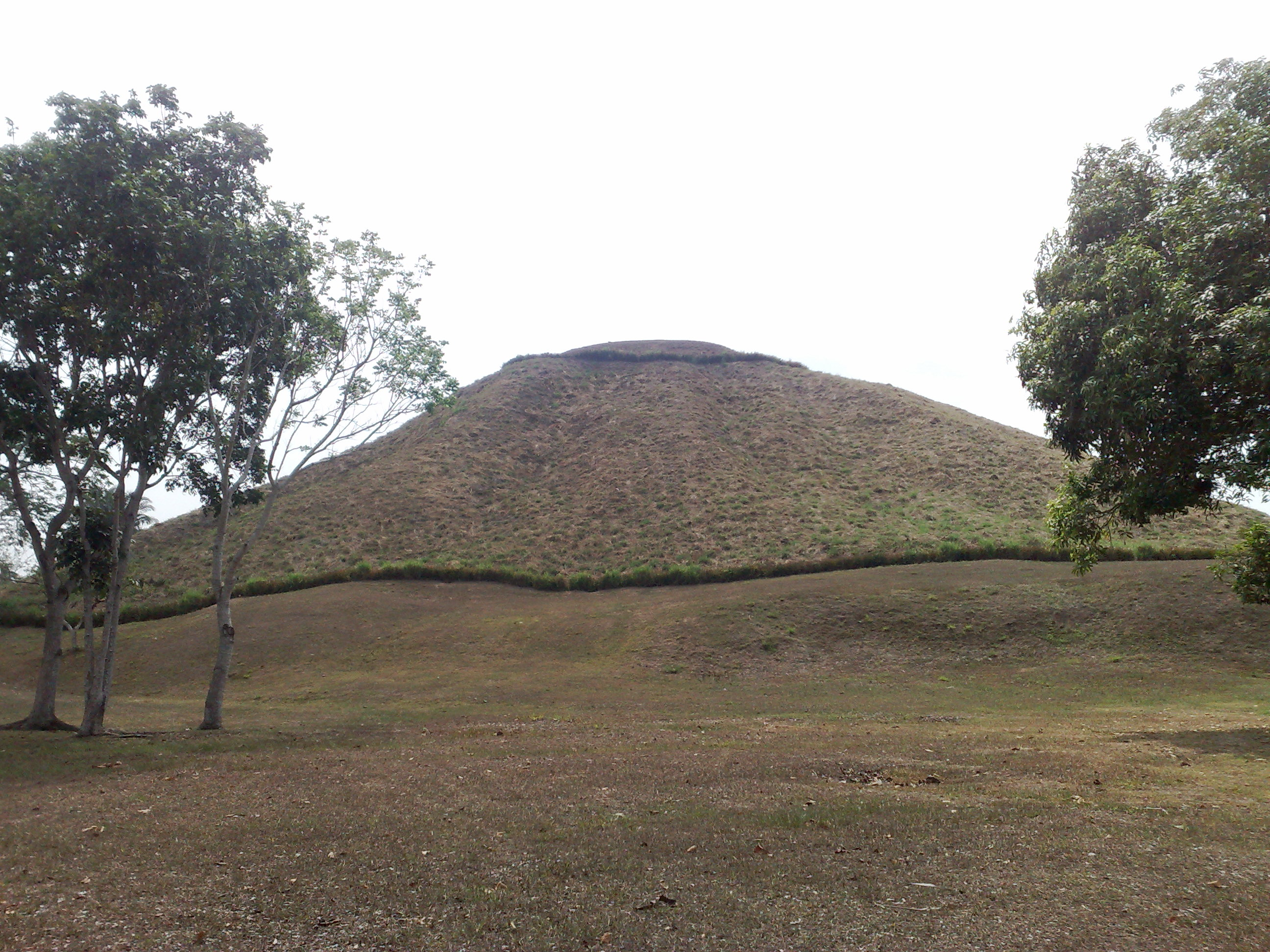
La Venta.
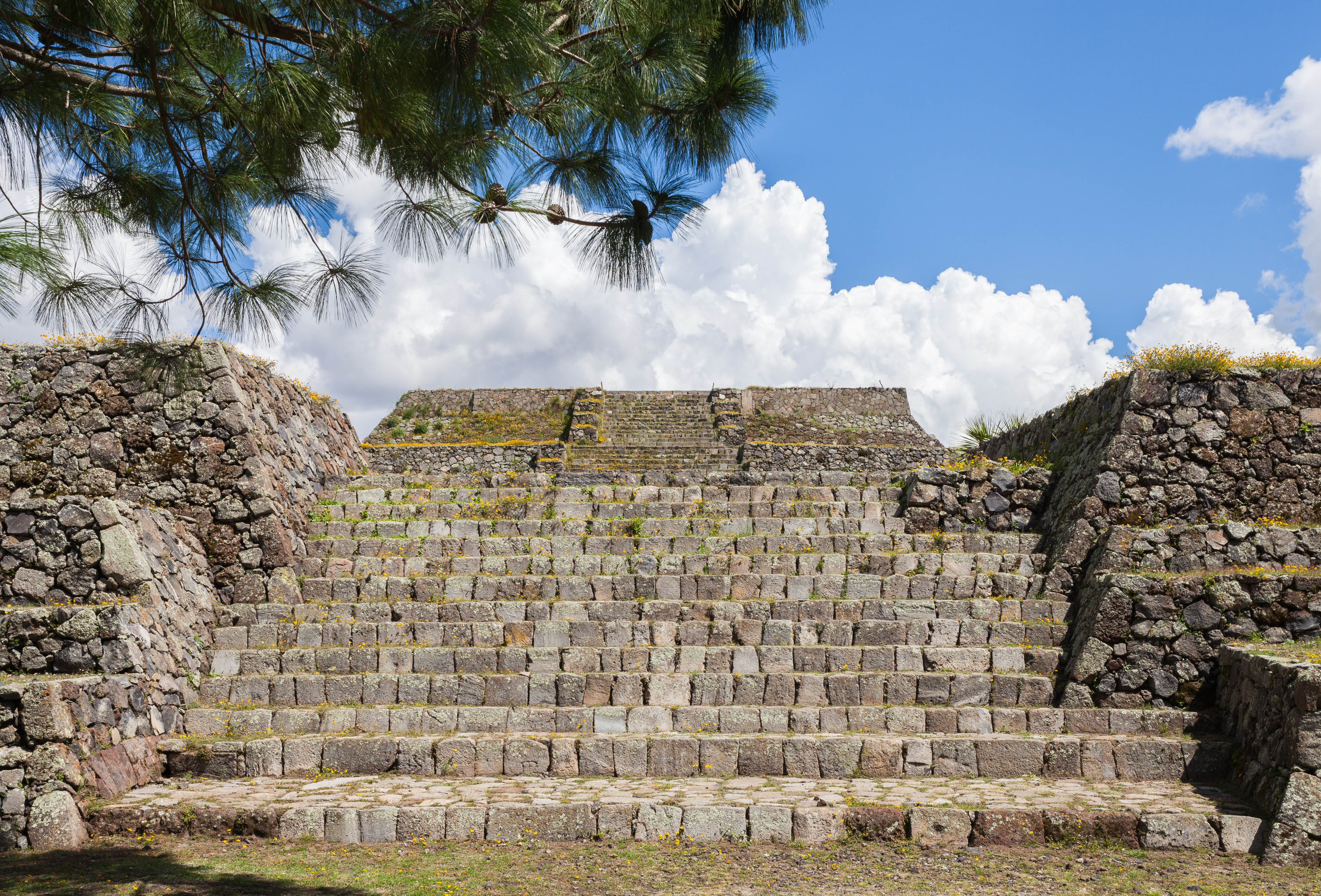
Cantona.
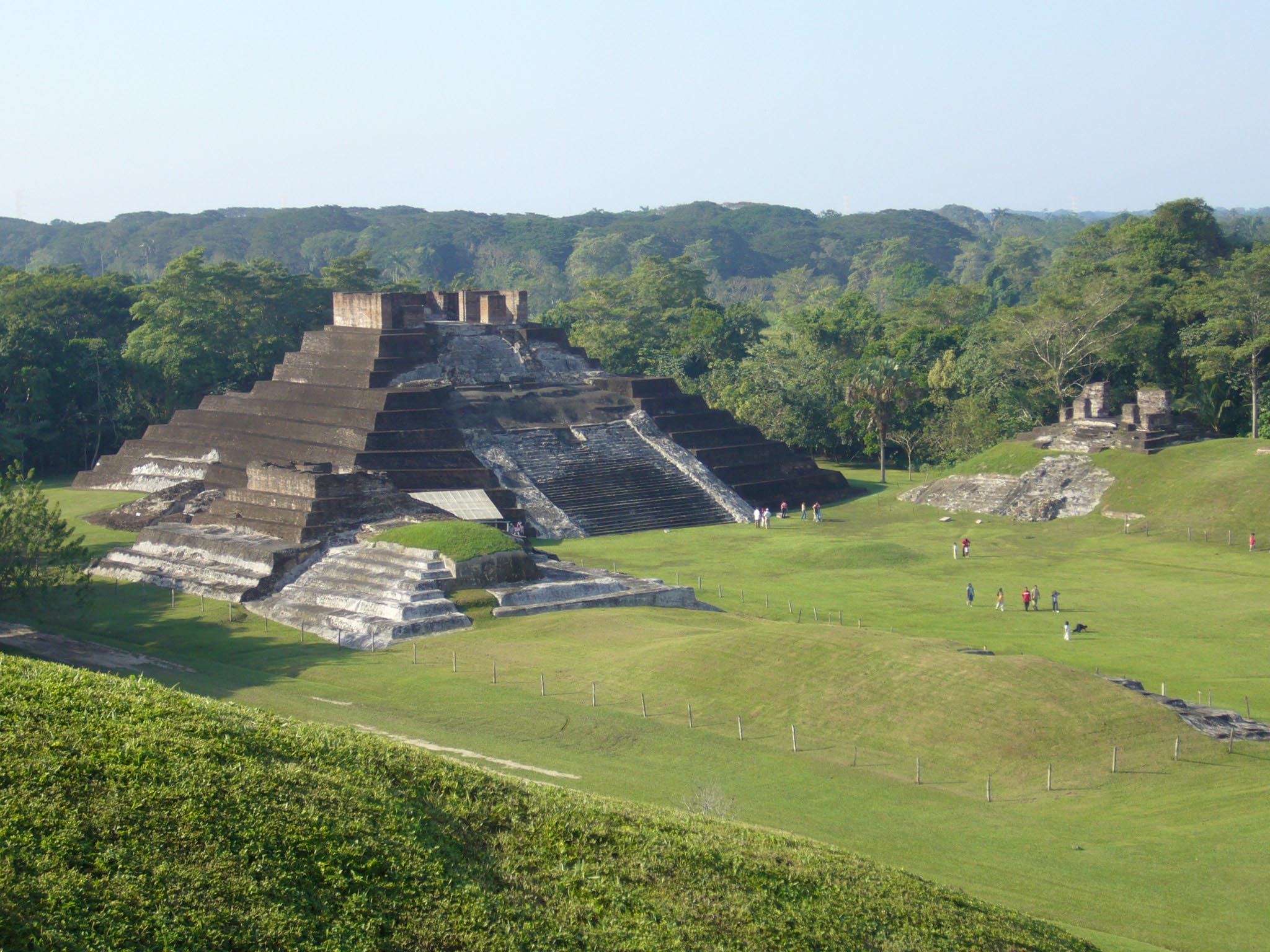
Comalcalco.
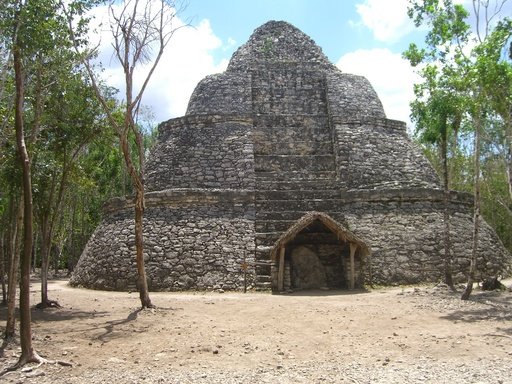
Cobá.
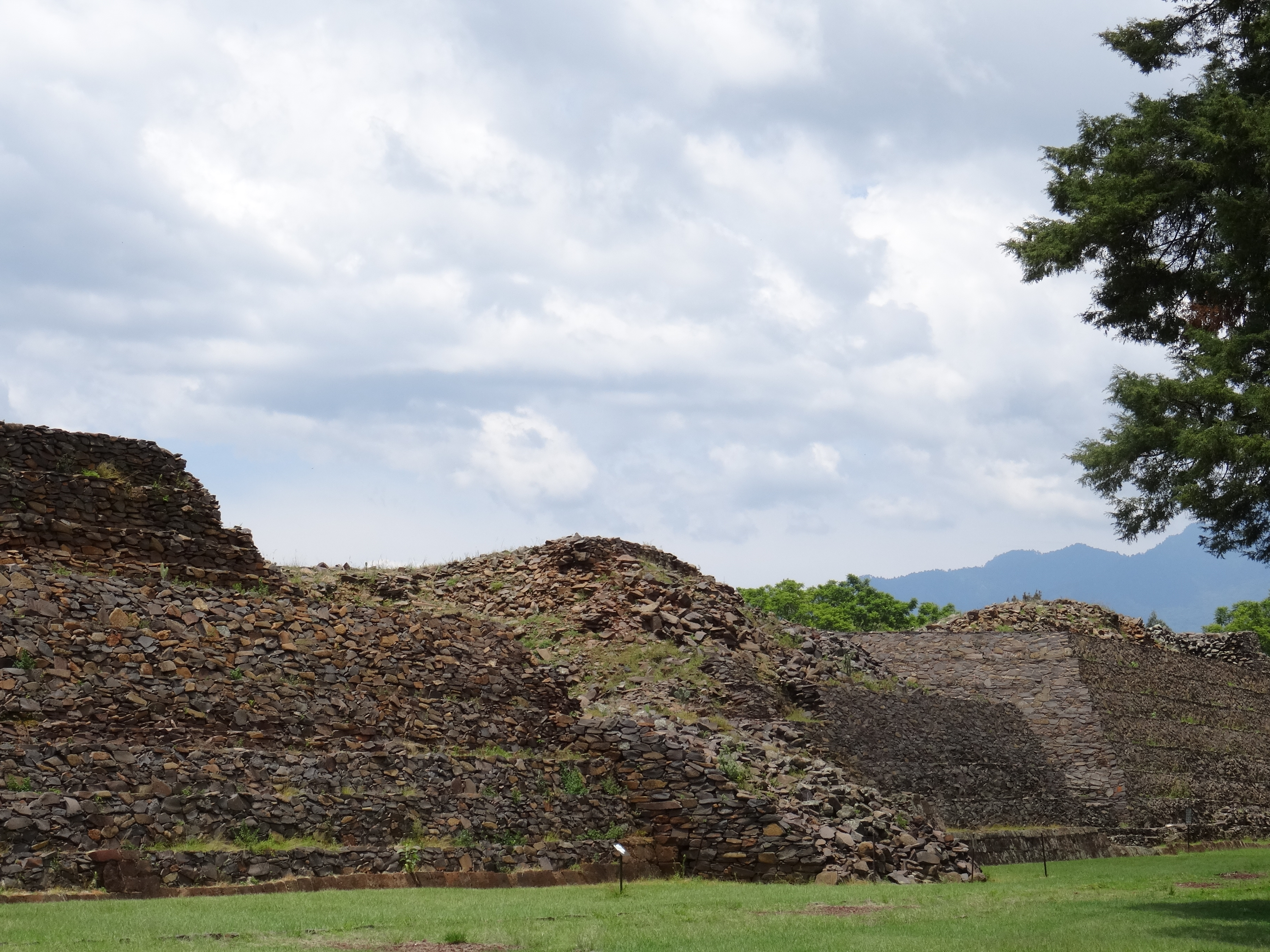
Tzintzuntzan.
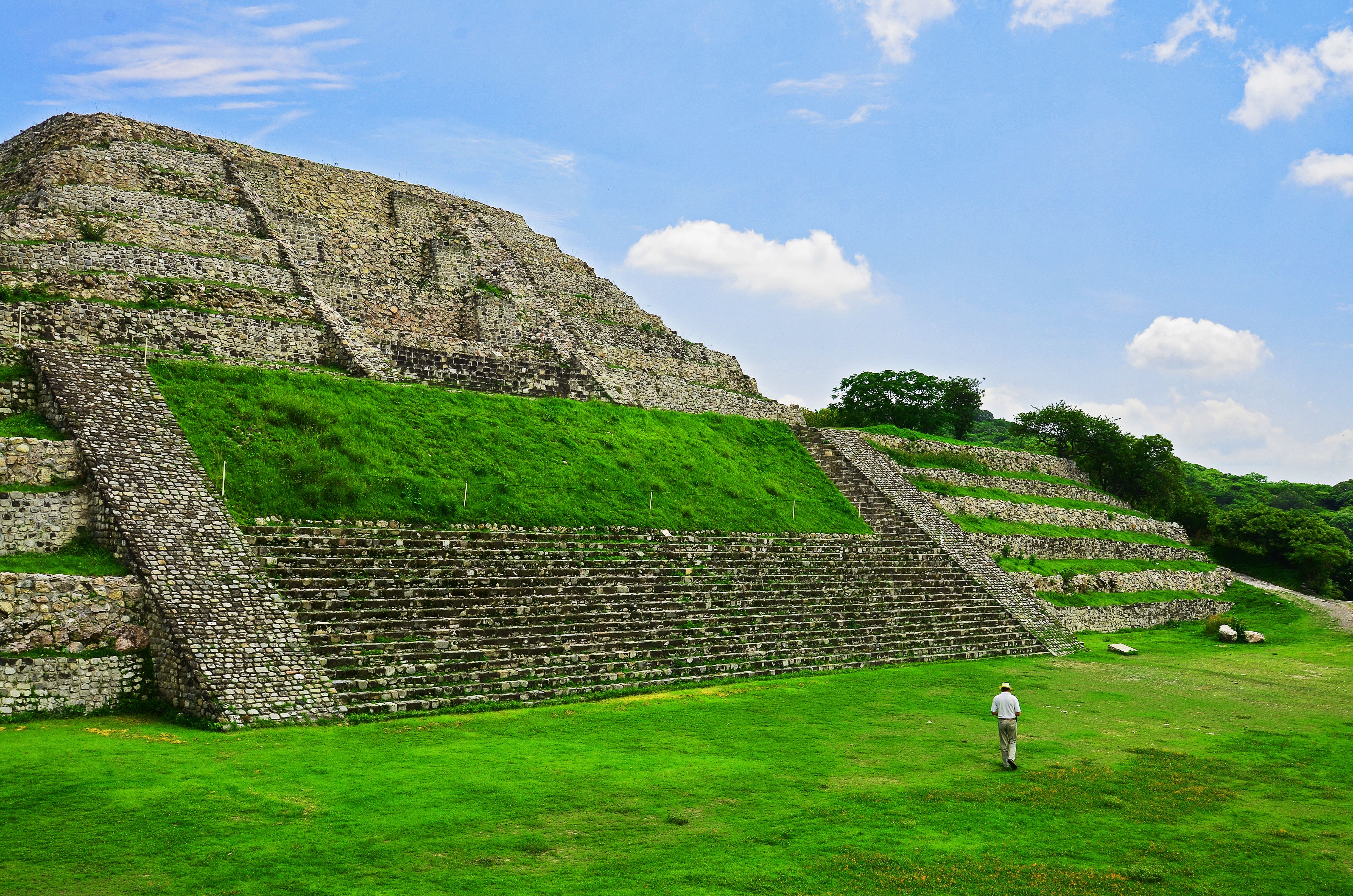
Xochicalco.
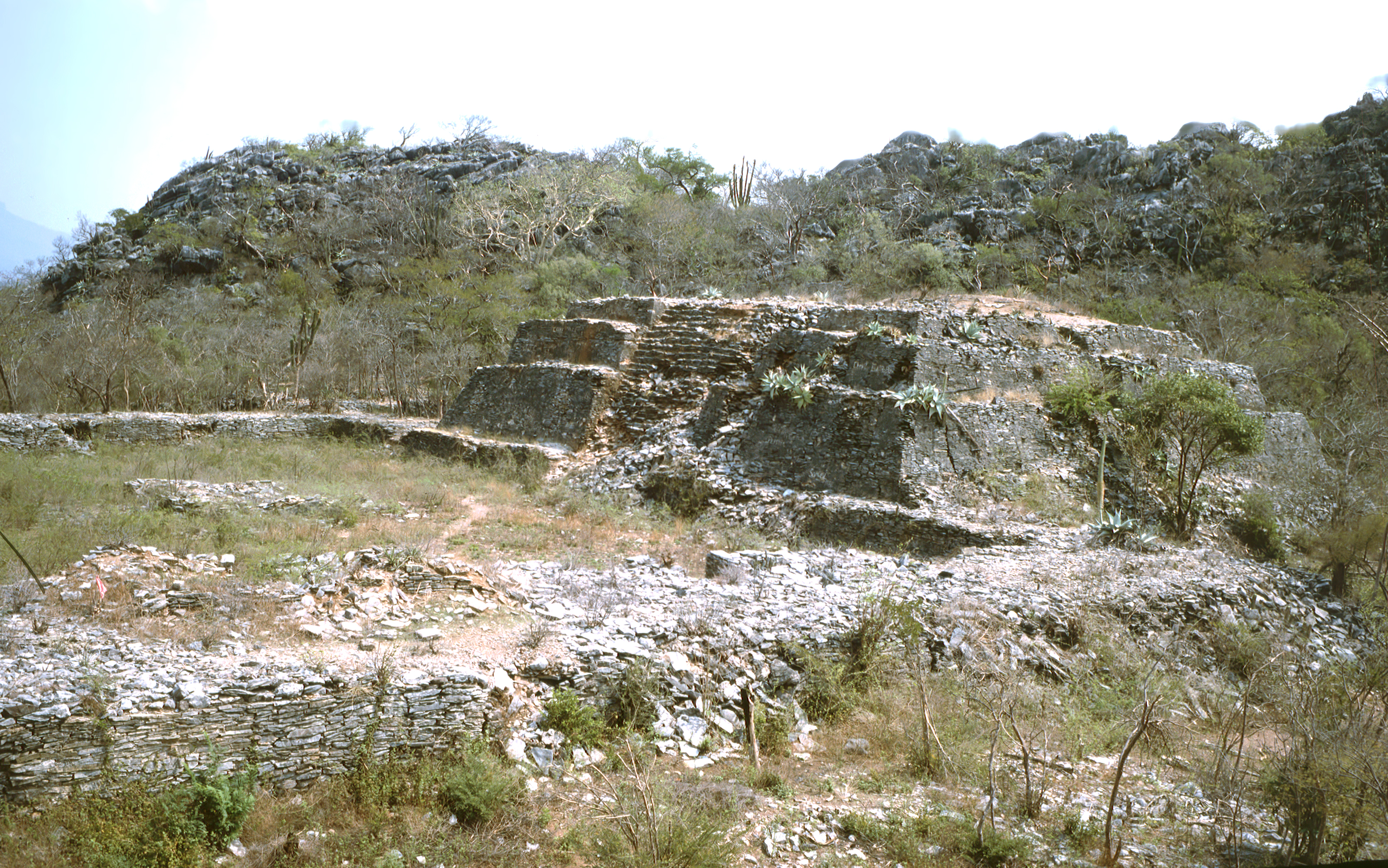
Guiengola.
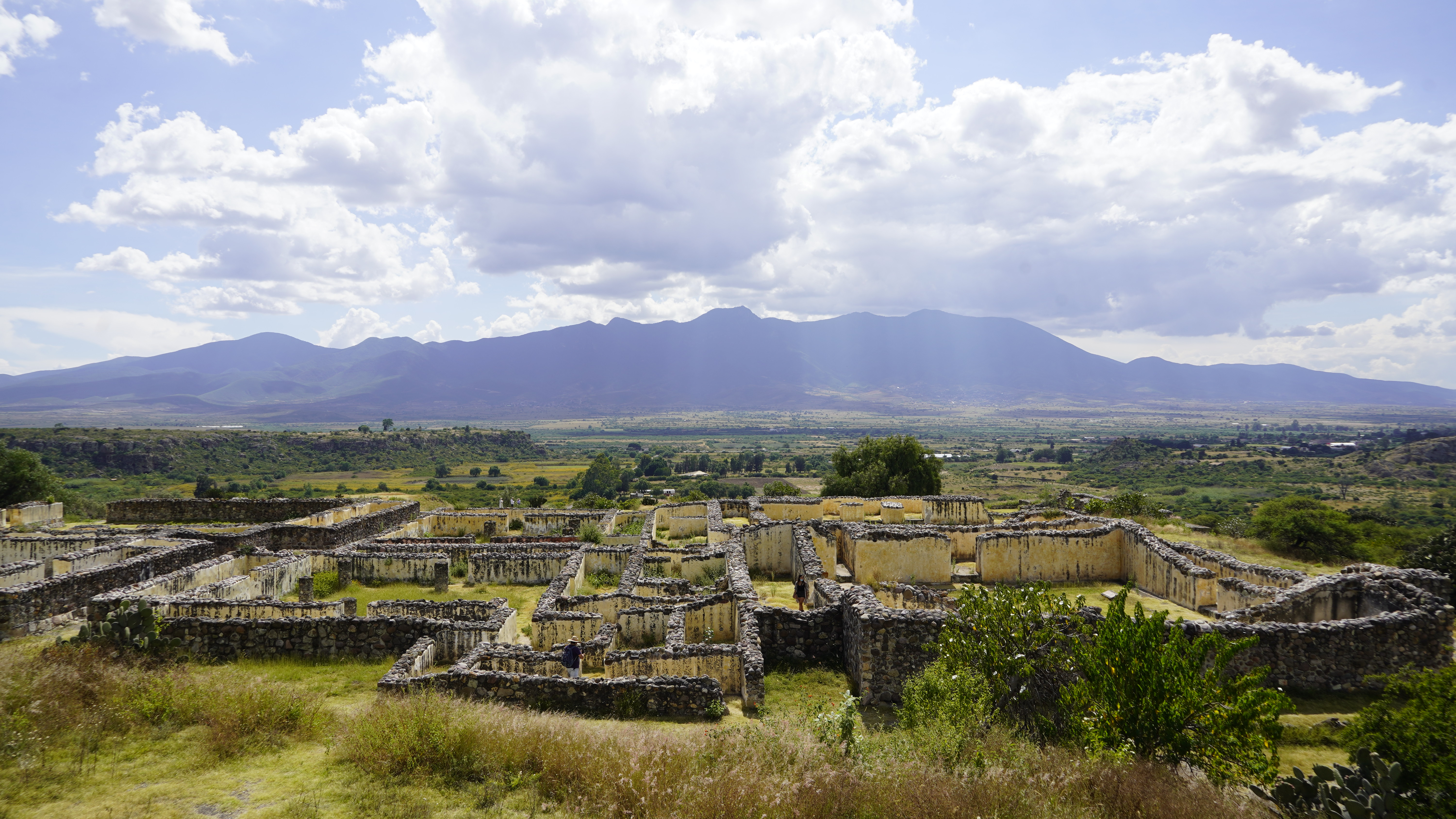
Yagul.

### Áreas naturales y aventura
- Barrancas del Cobre
- Cañón del Sumidero
- Isla Contoy
- Malinalco
- Sótano de las Golondrinas
- Cataviñá
- Laguna de Bacalar
- Banco Chinchorro
- Zona del Silencio
- Islas Revillagigedo
- Sierra Gorda
- Sian Ka'an
- Pantanos de Centla
- Laguna de Catemaco
- Xilitla
- Reserva de la Biosfera de la Mariposa Monarca
- El Cielo (Tamaulipas)
- Parque nacional El Chico

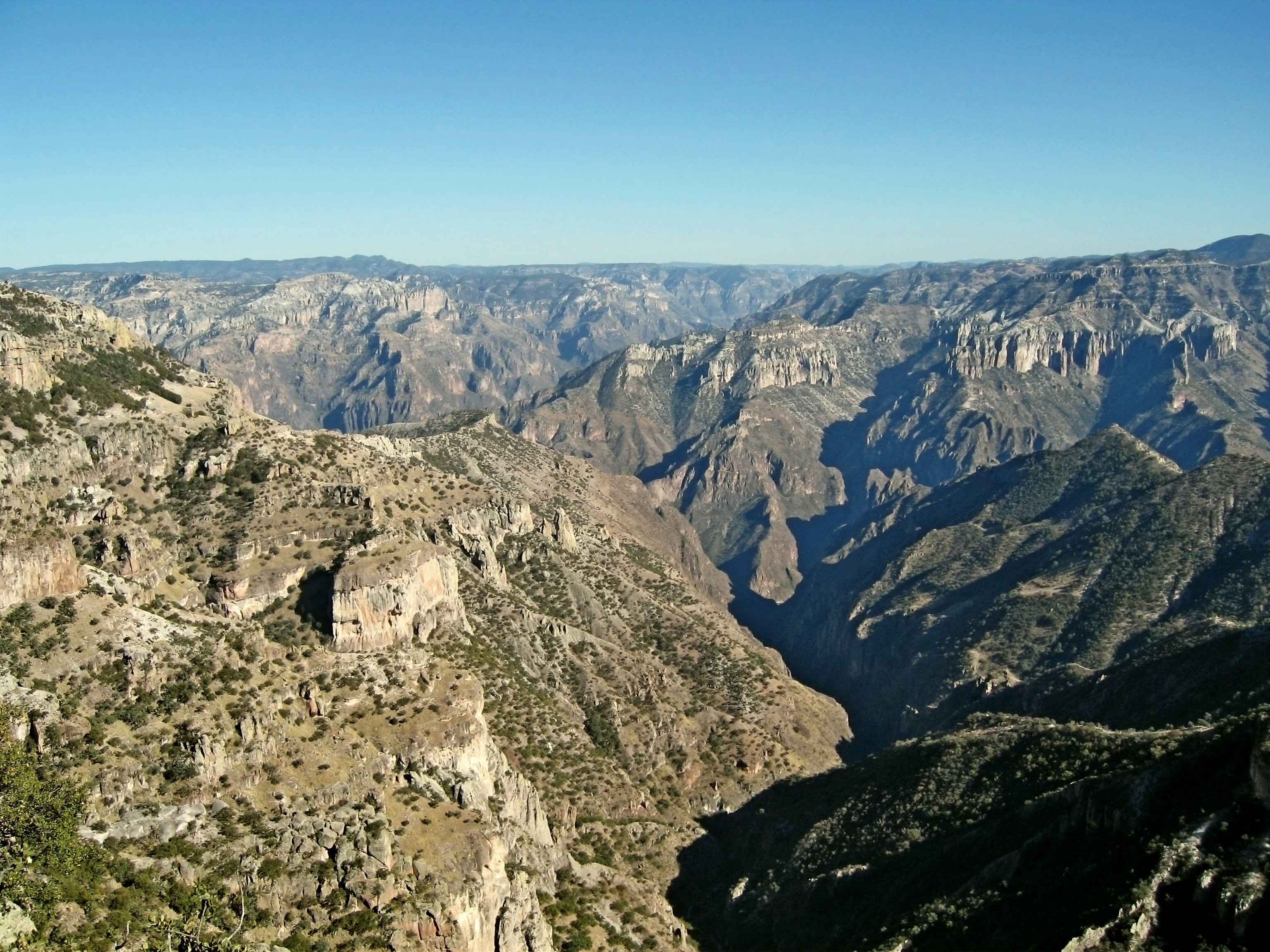
Barrancas del Cobre.
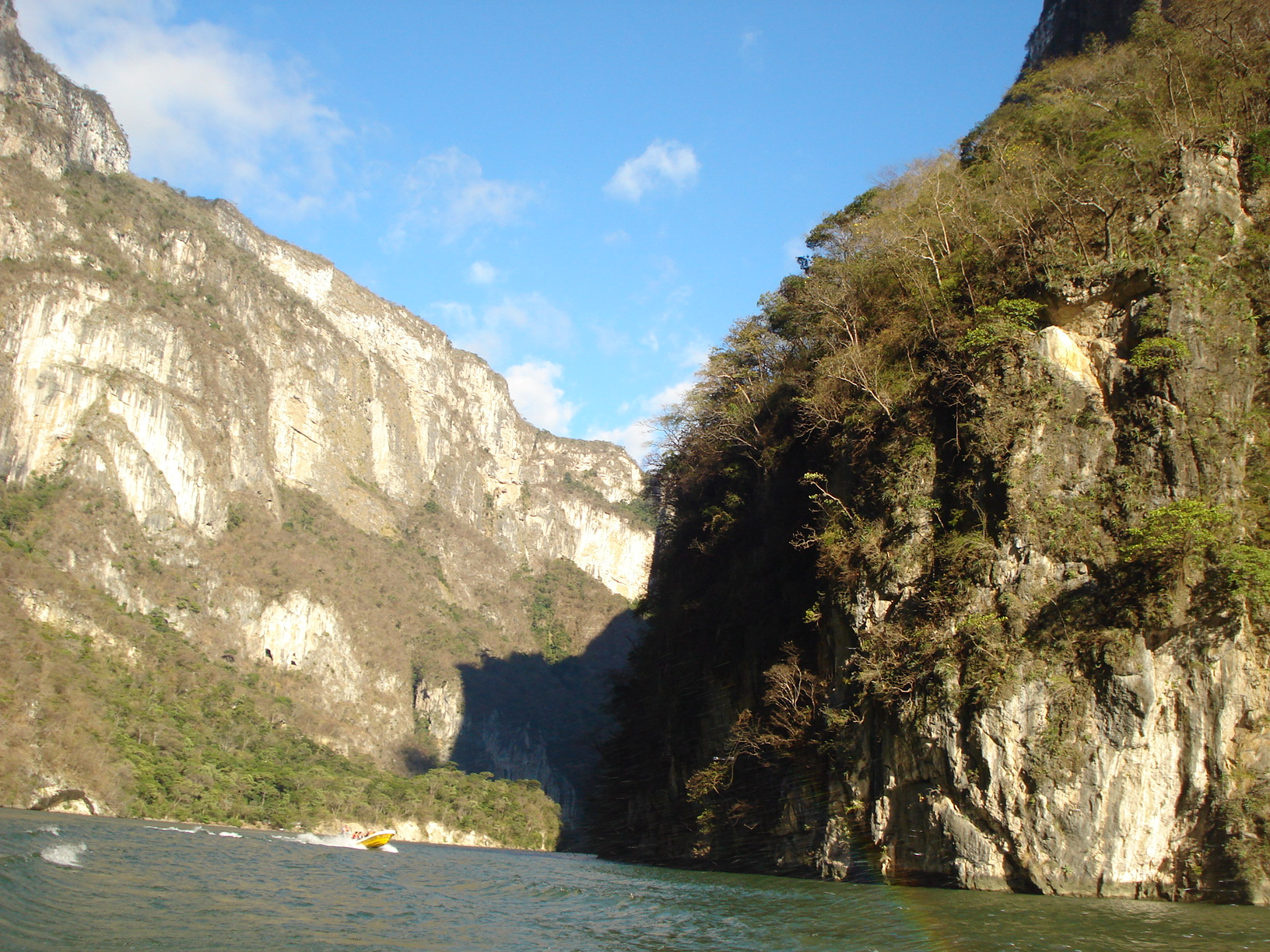
Cañón del Sumidero.
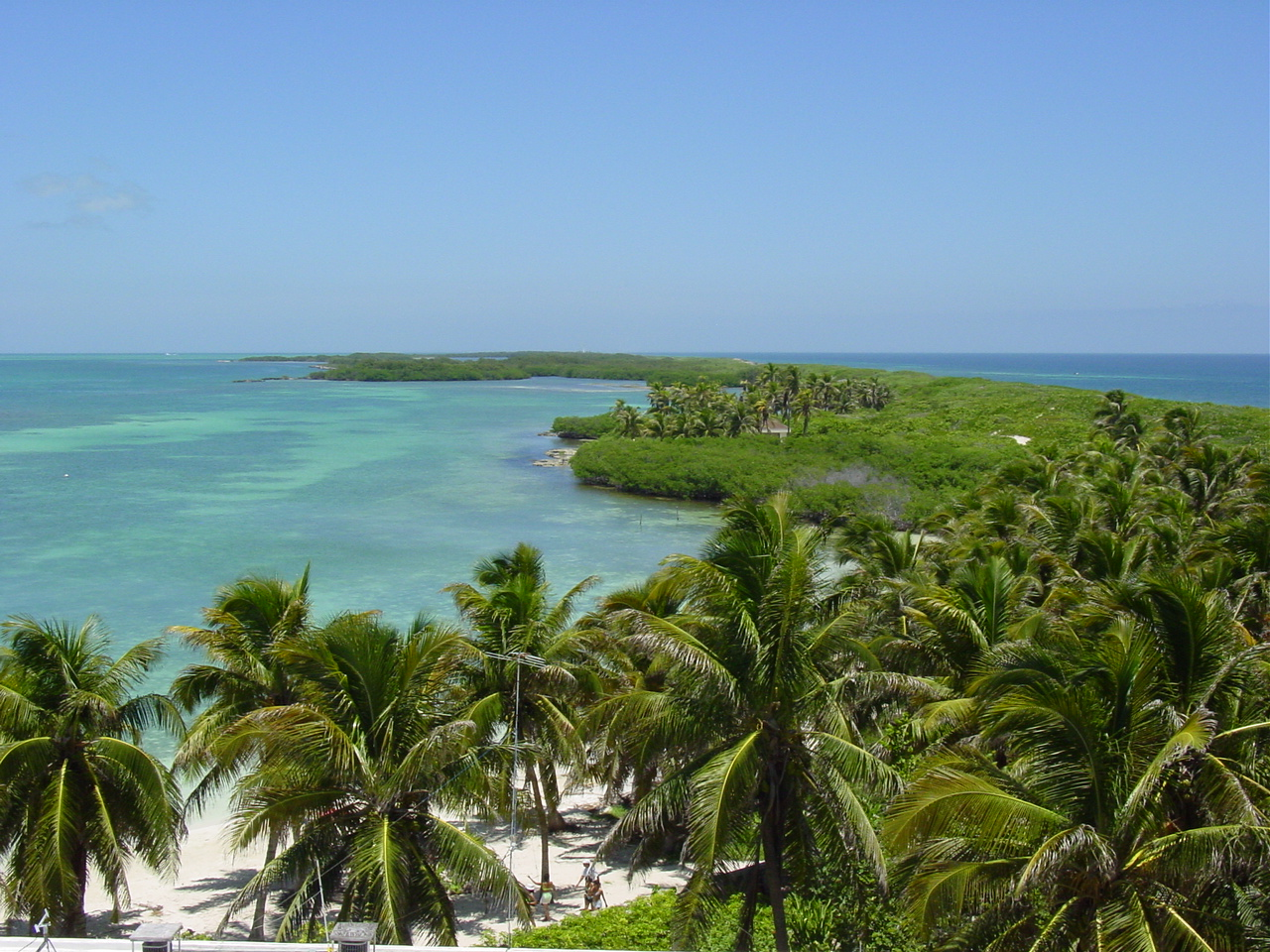
Isla Contoy.
Malinalco.
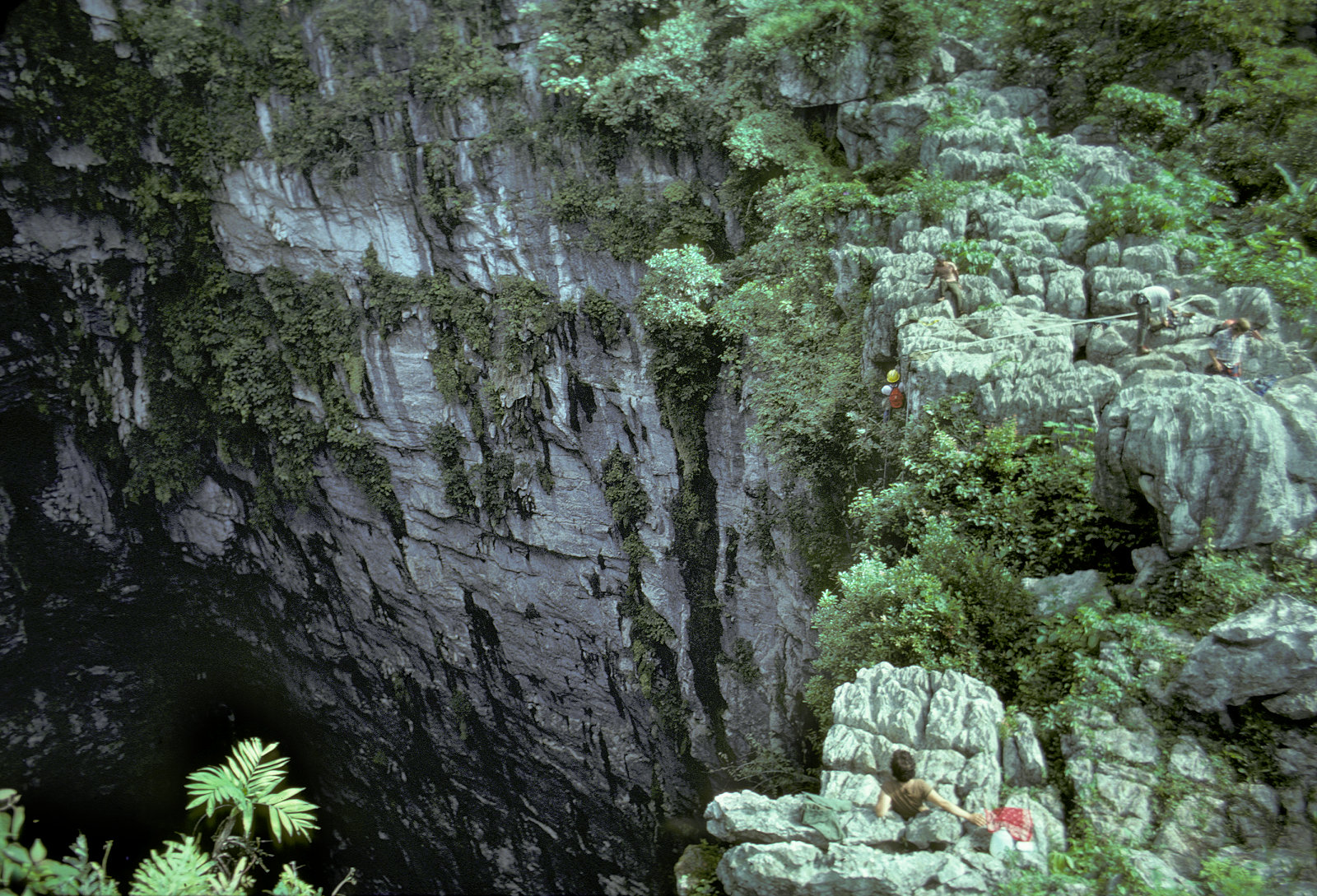
Sótano de las Golondrinas.
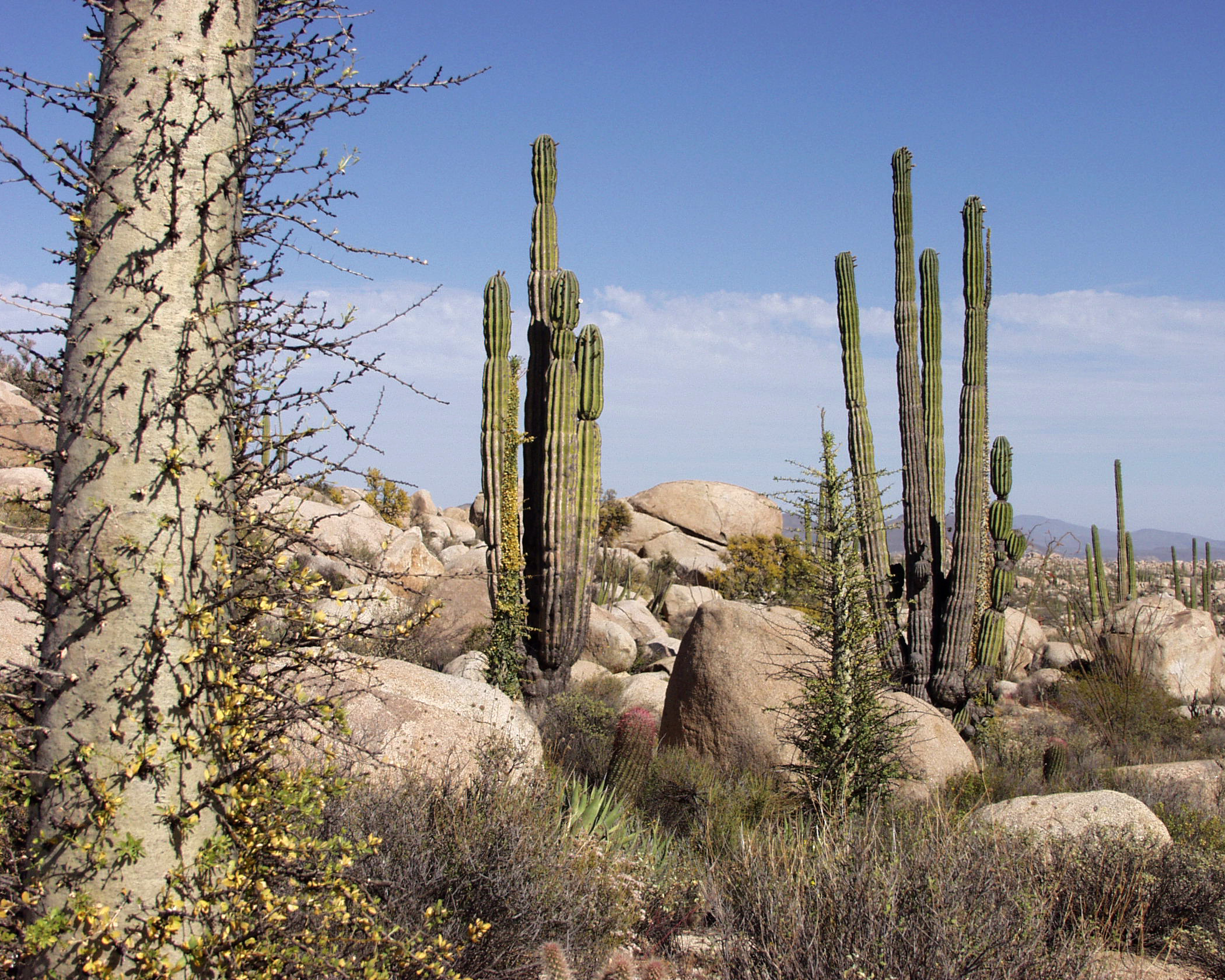
Cataviñá.
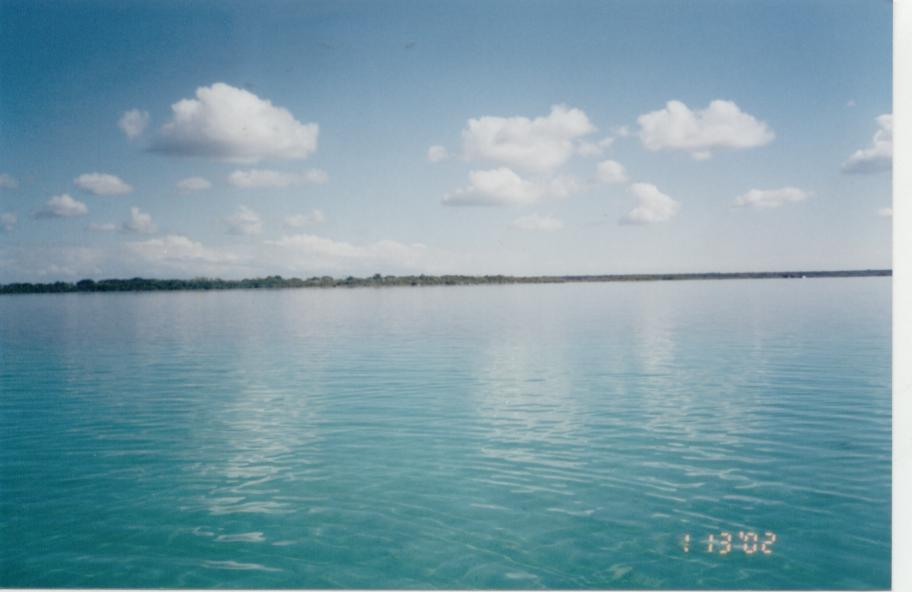
Laguna de Bacalar.
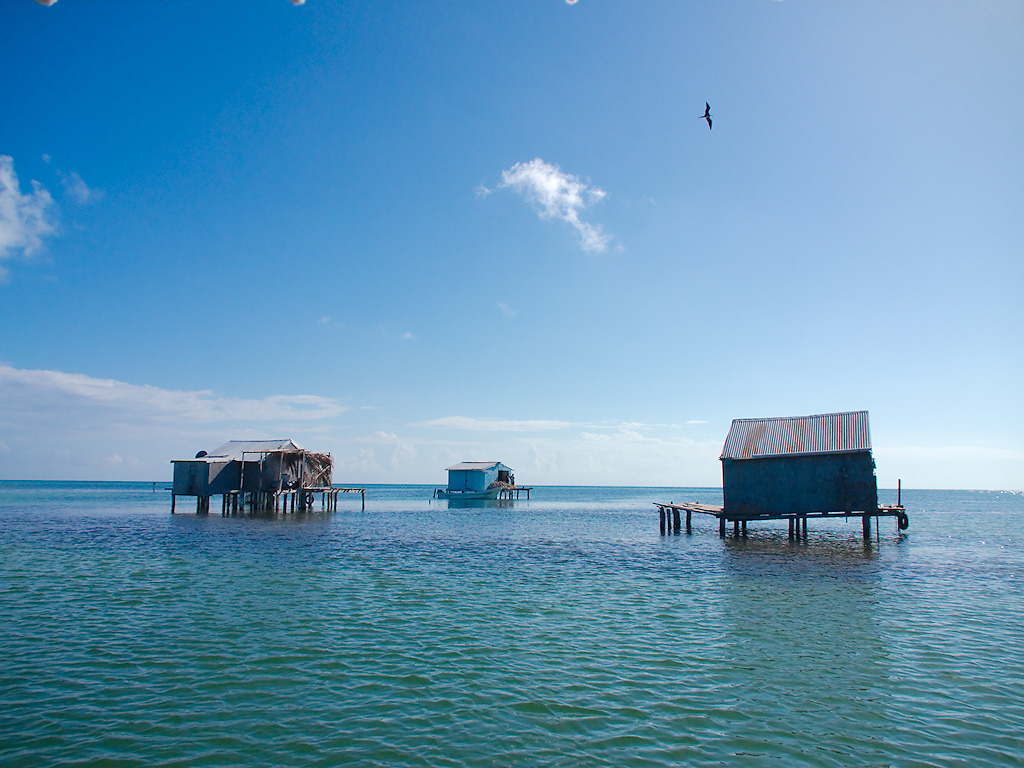
Banco Chinchorro.
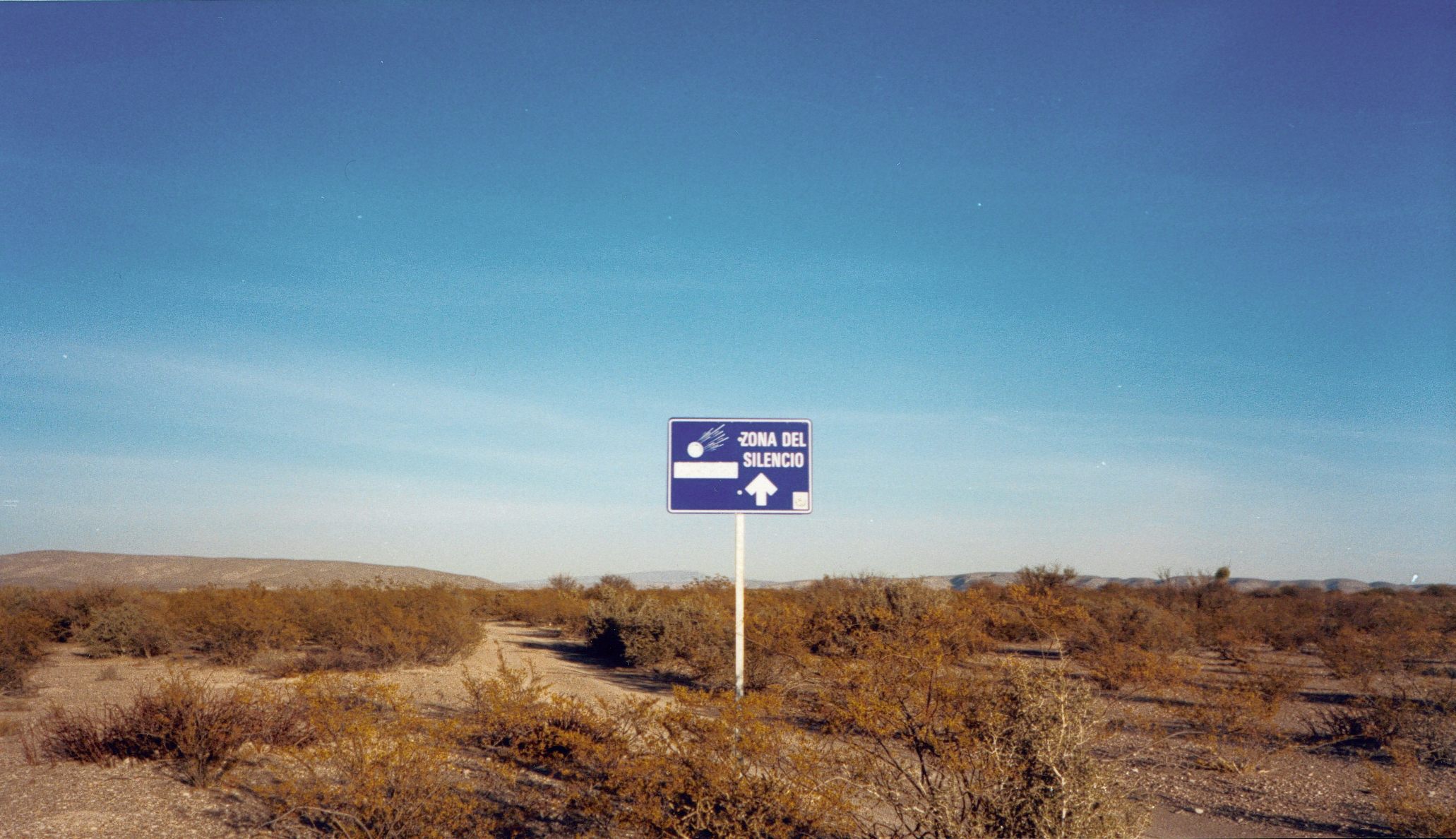
Zona del Silencio.
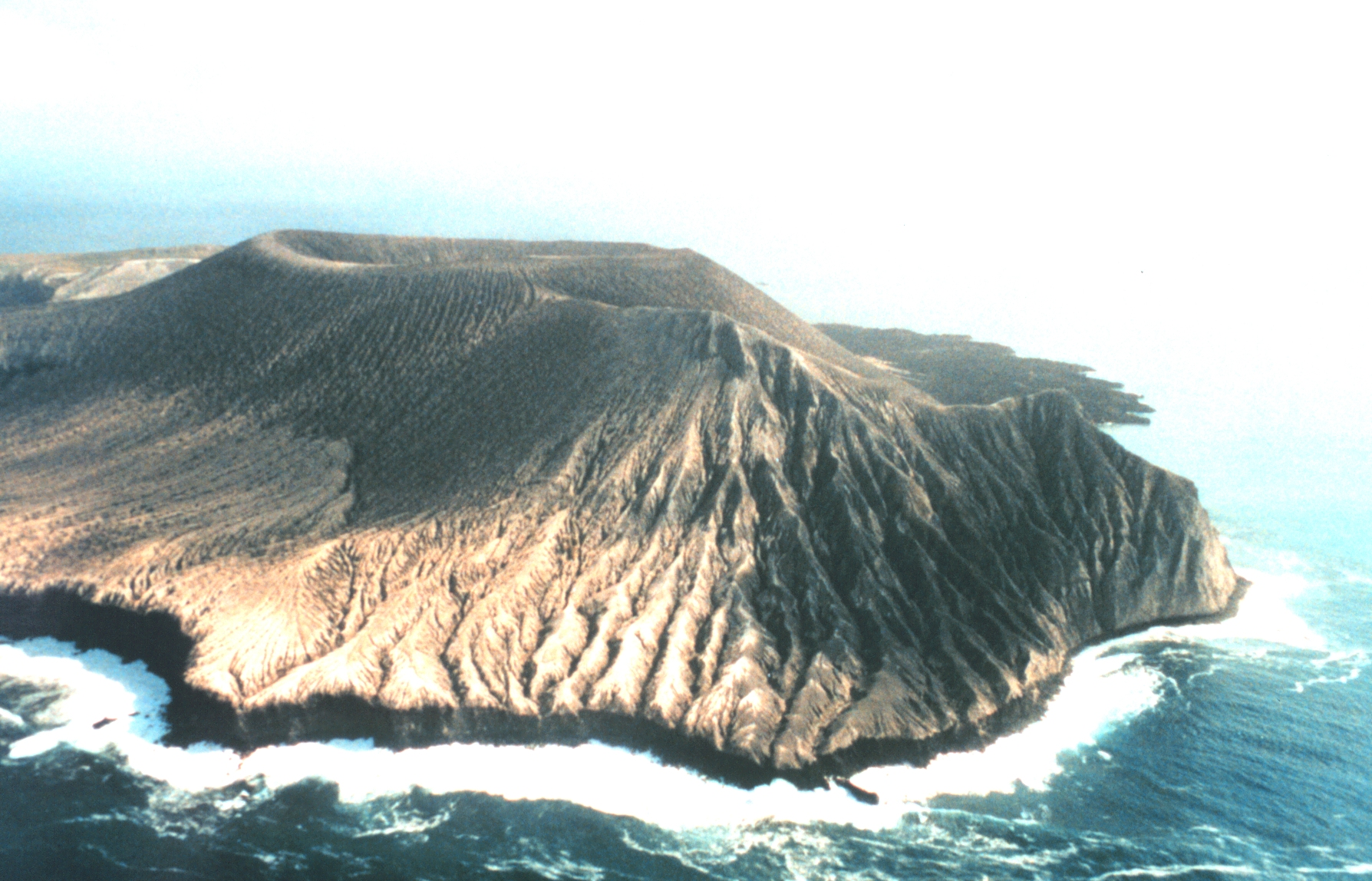
Islas Revillagigedo.
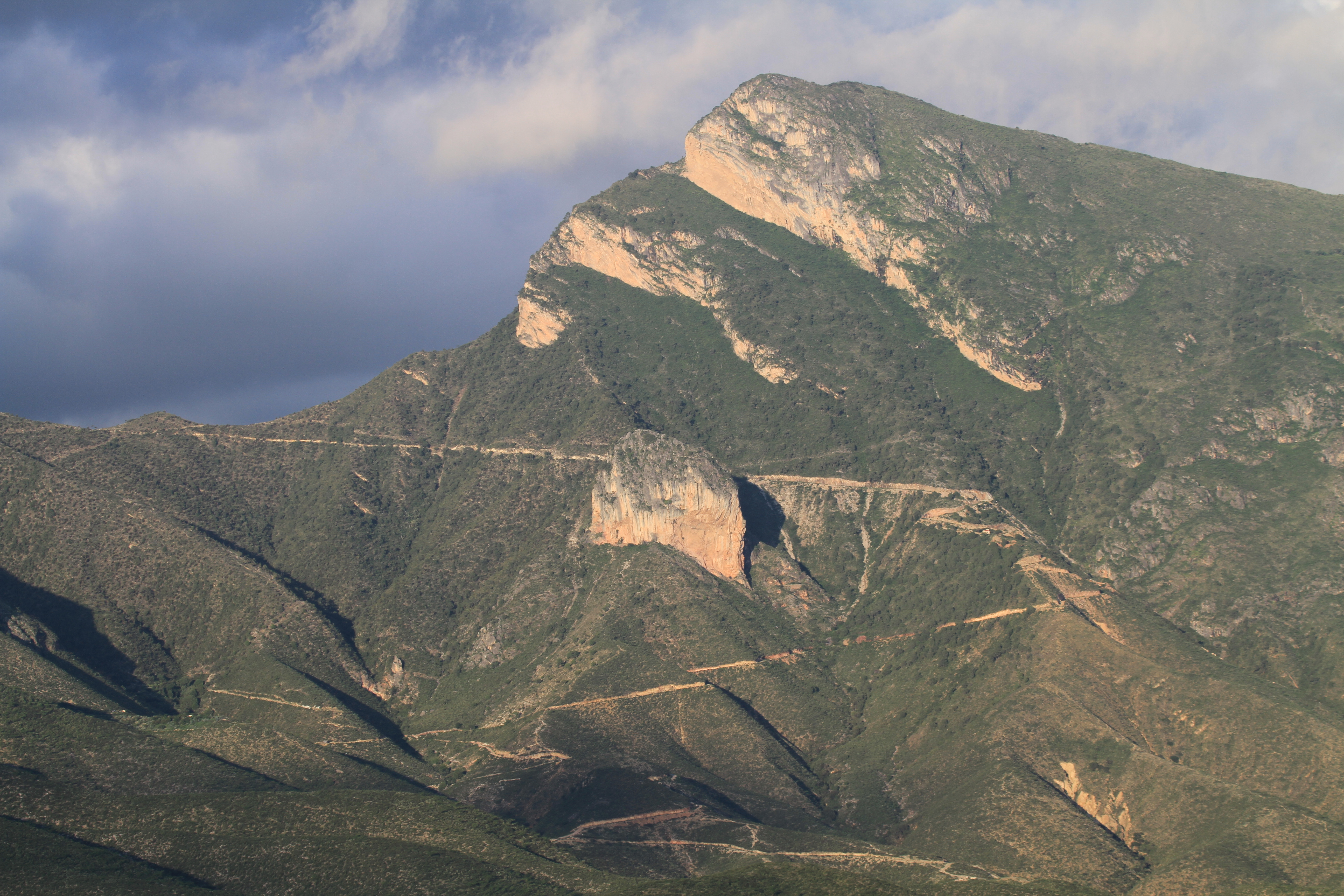
Sierra Gorda.
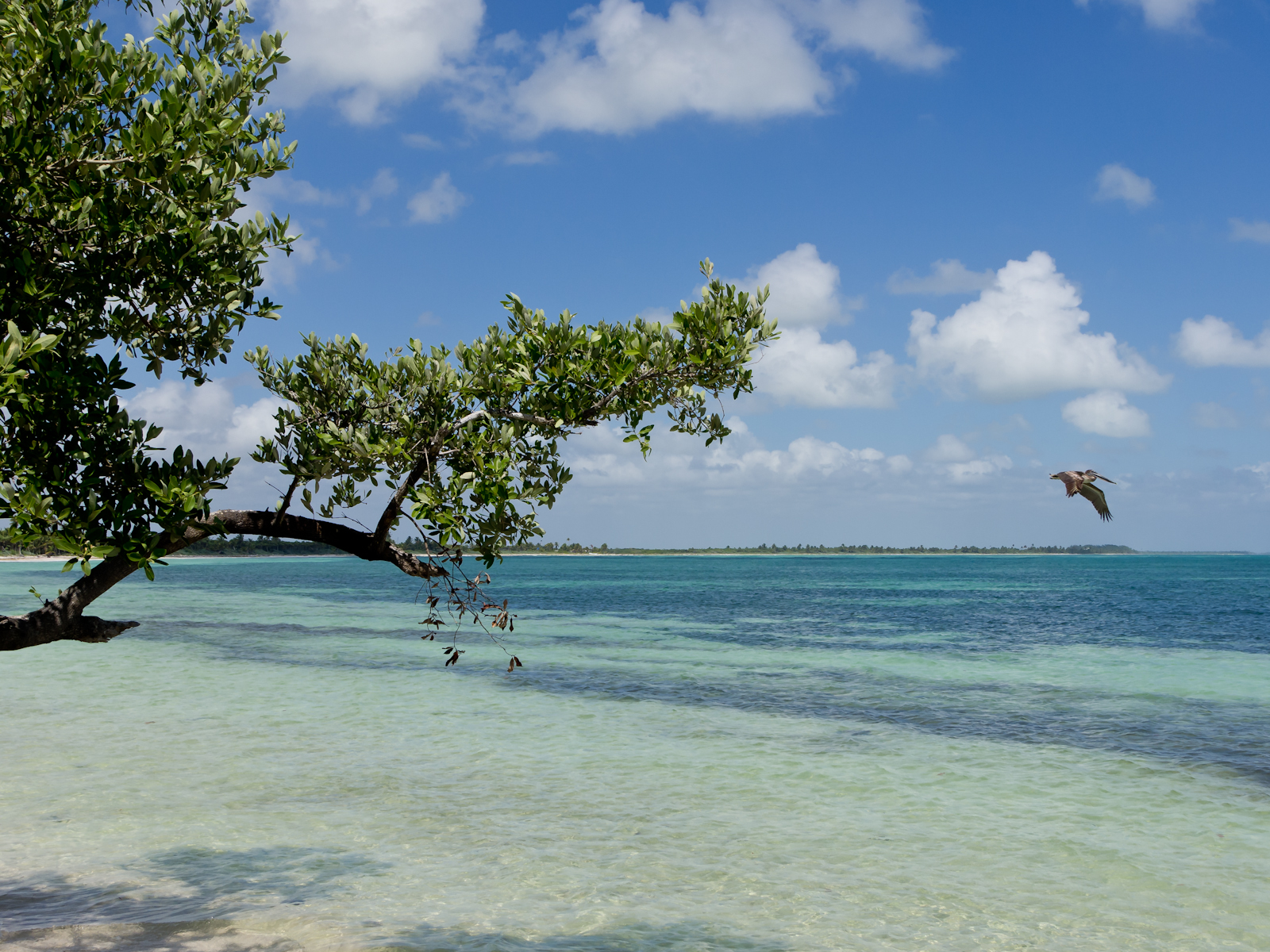
Sian Ka'an.
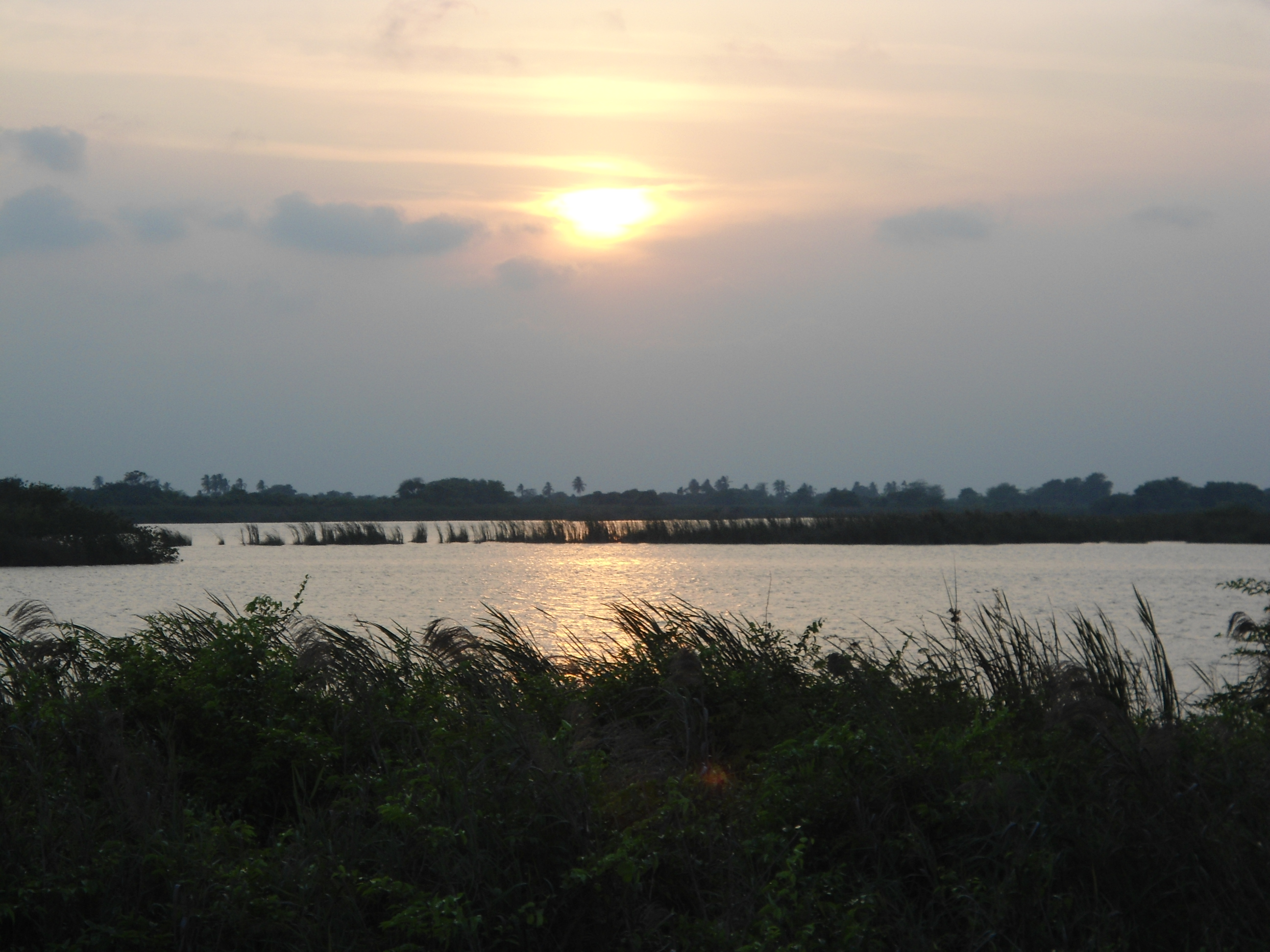
Pantanos de Centla.
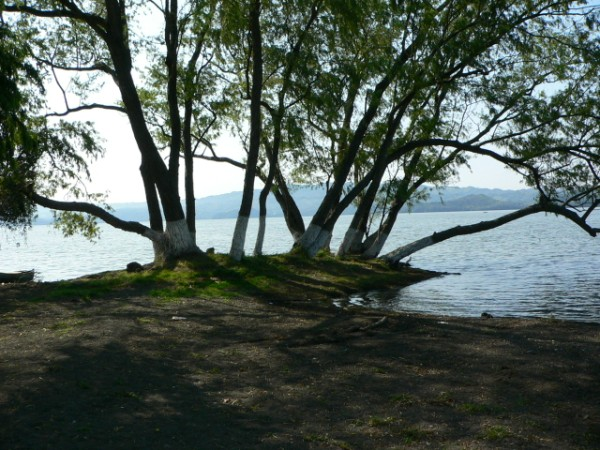
Laguna de Catemaco.
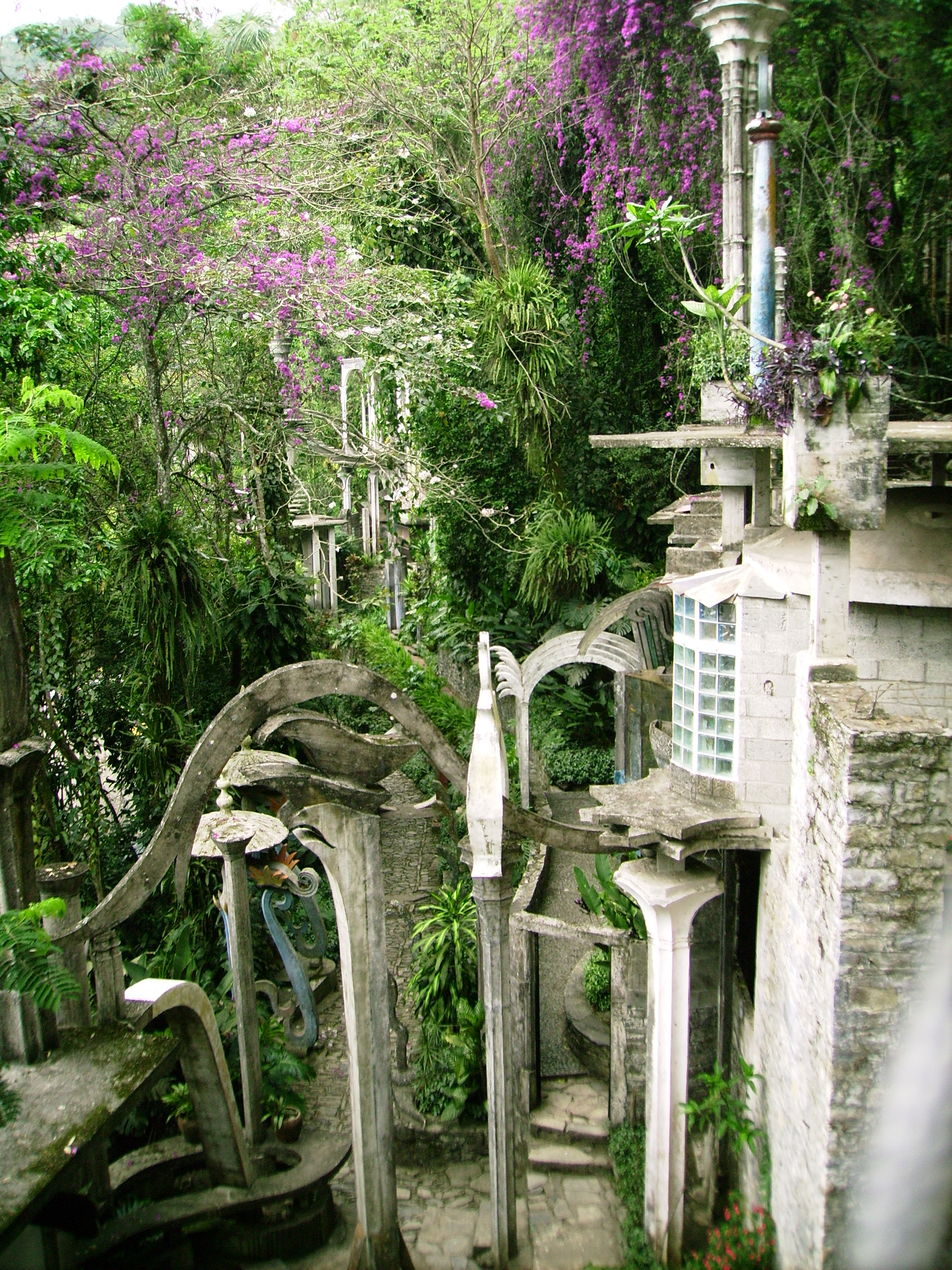
Xilitla.
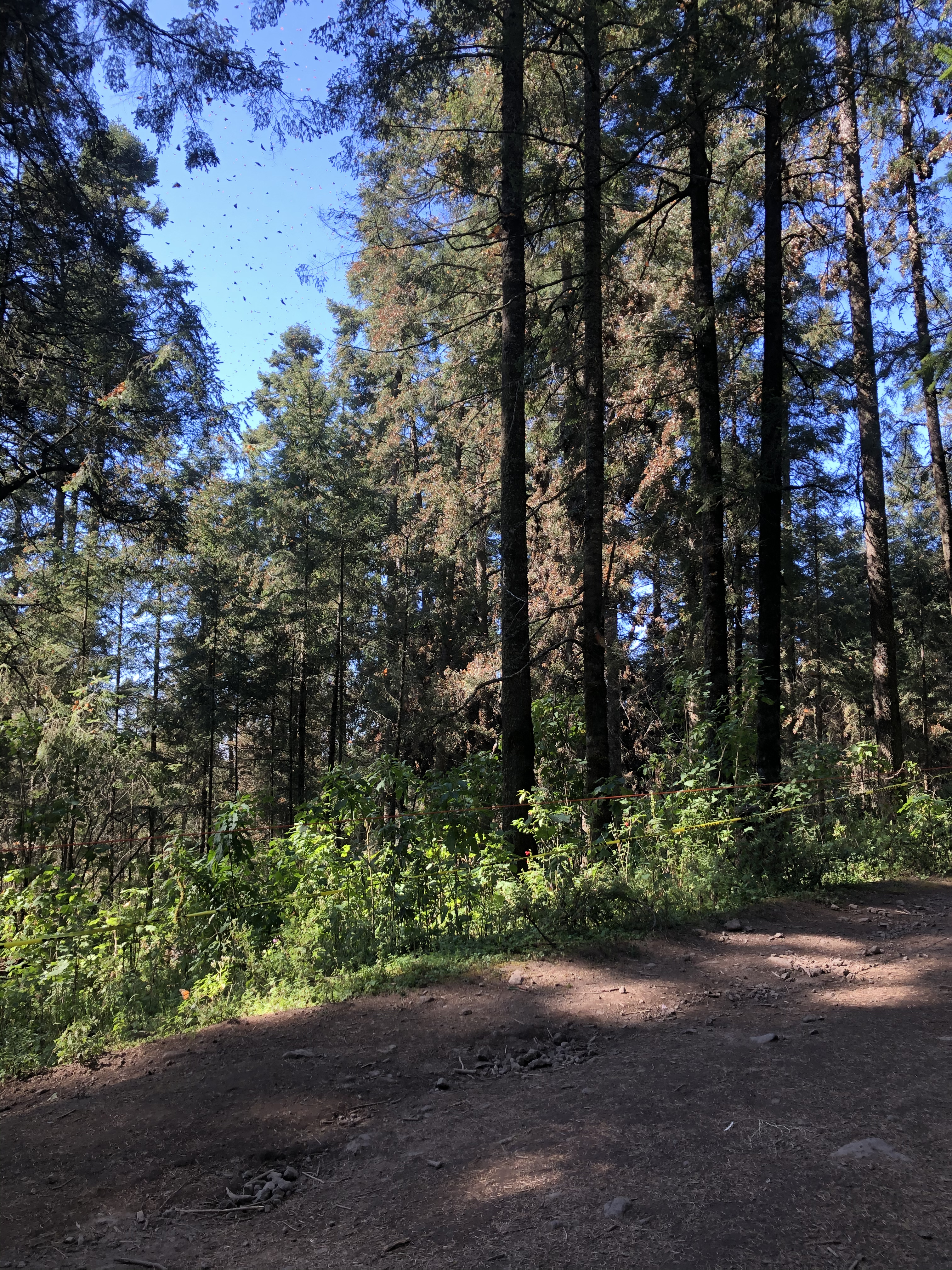
Santuario de la mariposa monarca.
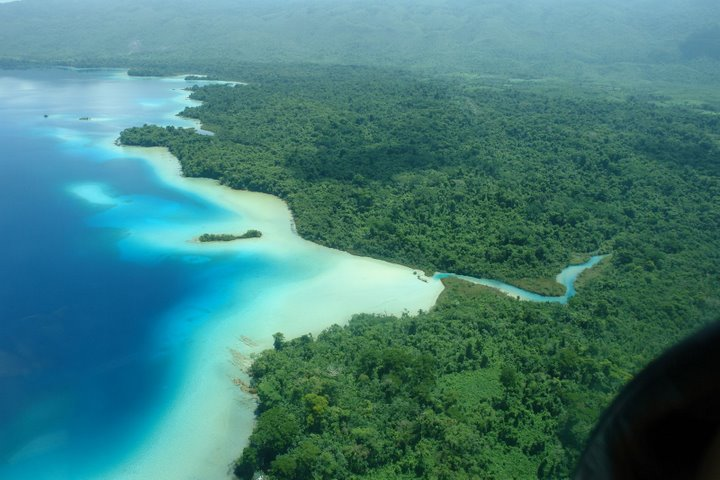
Laguna Miramar en la Selva Lacandona.

## Actividades turísticas en México

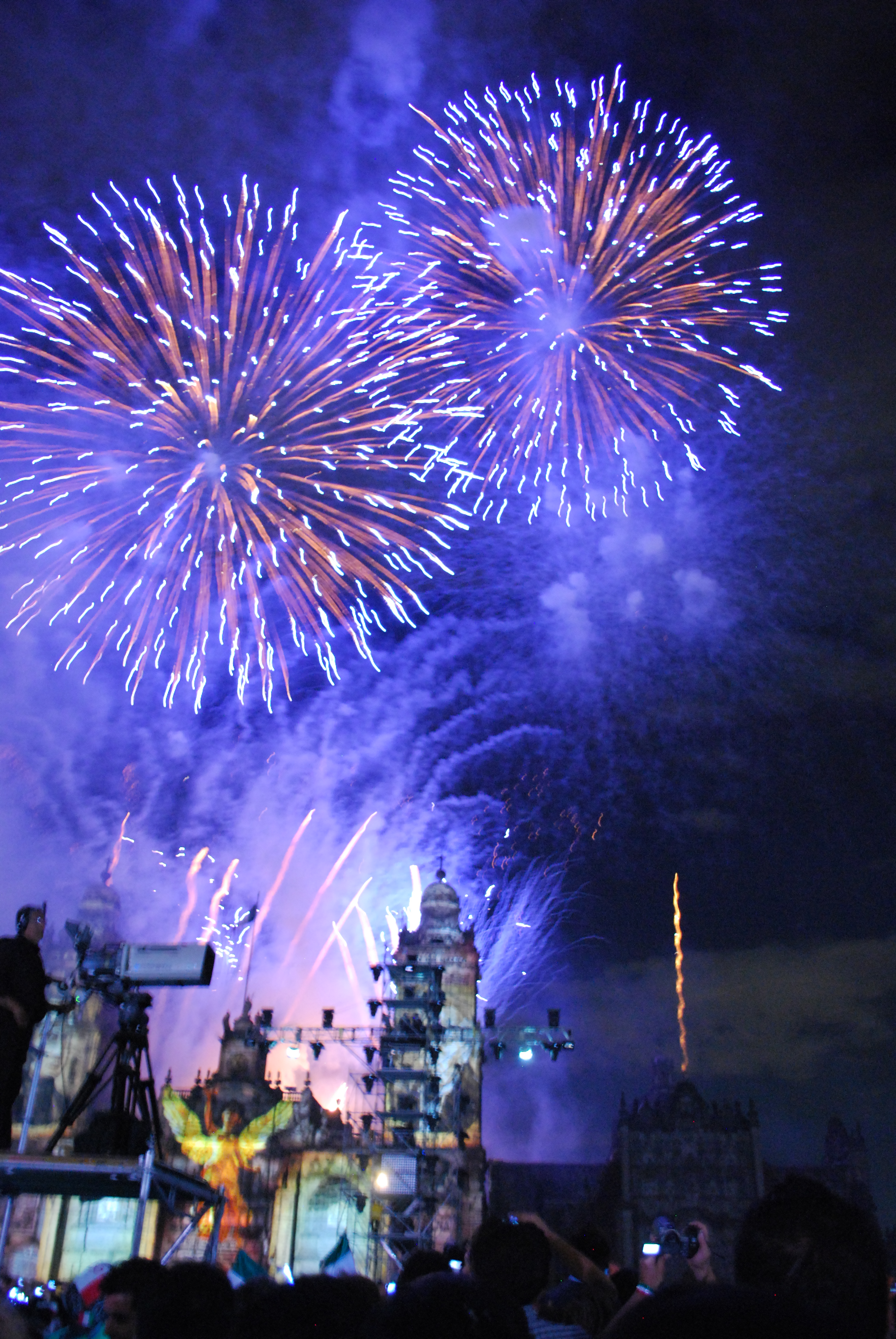
Fuegos pirotécnicos y espectáculo de luces en la Catedral Metropolitana de la Ciudad de México, después del grito de Independencia.

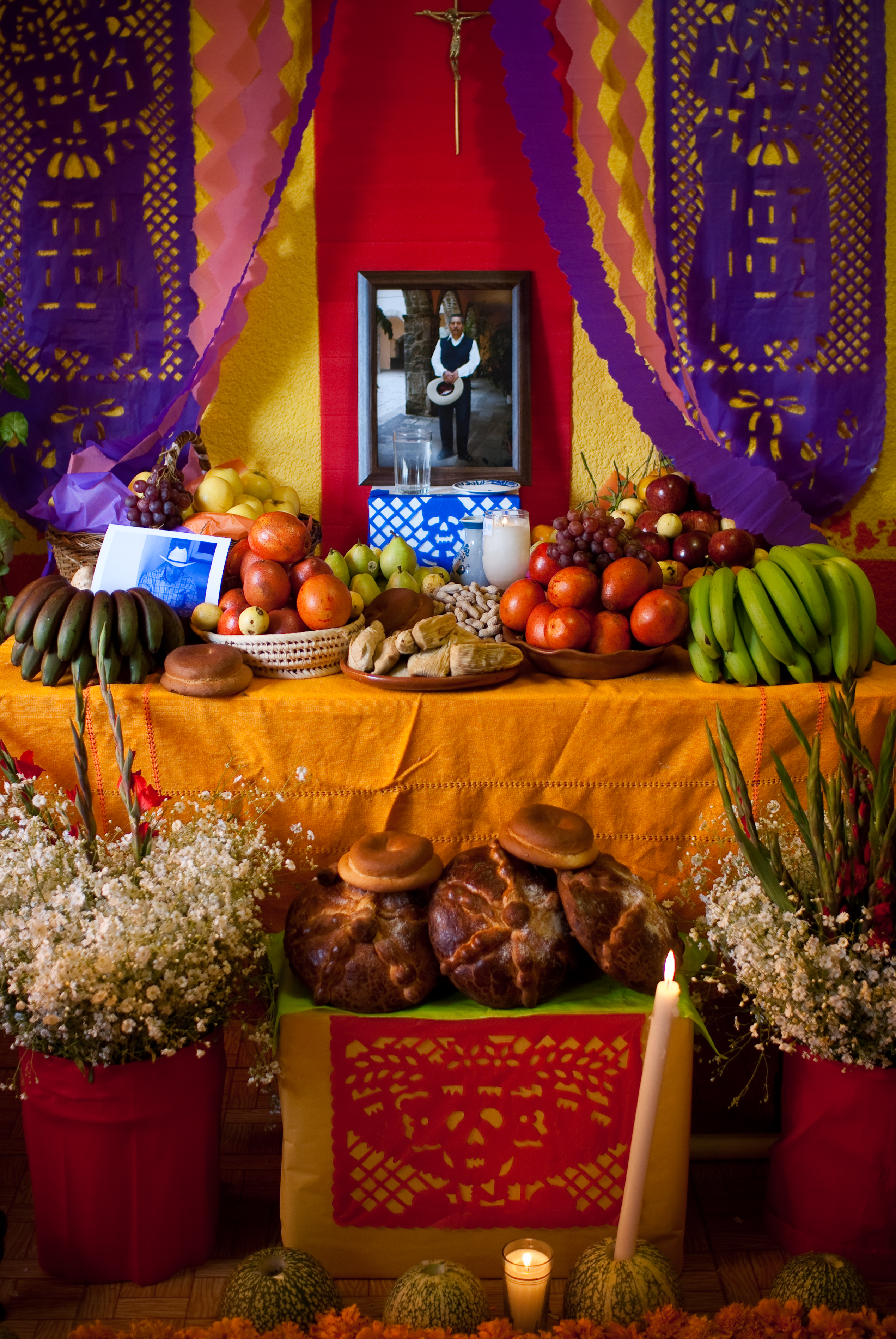
Altar tradicional de día de muertos.

### Eventos festivos, culturales y deportivos
México tiene muchos festivales religiosos y cívicos, así como festivales culturales de diversos tipos.
Desde la época colonial, se han establecido una serie de festivales, tanto generales como locales, celebrando eventos en el calendario litúrgico. Los principales son:
- Día de Reyes (6 de enero).
- Batalla de Puebla (5 de mayo)
- Independencia de México (16 de septiembre)
- Día de Muertos (1 y 2 de noviembre)
- Revolución mexicana (20 de noviembre)
- Fiestas guadalupanas (12 de diciembre)
- Las posadas navideñas
- Navidad (25 de diciembre)

### Festividades por estado
- Aguascalientes:

Feria Nacional de San Marcos, Festival de las Calaveras, La feria de la guayaba, El Cristo Roto, entre otras.
- Baja California:

Fiestas de la Vendimia, Carnaval de Ensenada, entre otras.
- Chiapas:

Feria Chiapas, Feria Internacional de Tapachula, Festival Cervantino Barroco, Fiesta de Enero en Chiapa de Corzo, entre otras.
- Ciudad de México:

Feria del mole, Maratón Internacional de la Ciudad de México, entre otros.
- Colima:

Feria de Todos los Santos
- Durango:

Feria Nacional de Durango, villas del oeste, entre otras.
- Estado de México:

Feria Internacional del Caballo de Texcoco, Festival Internacional de Arte y Cultura Quimera, Metepec, Festival Internacional de las Almas de Valle de Bravo, entre otras.
- Guanajuato:

Grito de Dolores, Festival Internacional José Alfredo Jiménez, Festival Internacional Cervantino, Expresión en Corto International Film Festival, Feria de León, Campeonato Mundial de Rally, Festival Internacional del Globo, entre otras.
- Guerrero:

Feria de La Bandera, Día de Los Locos, entre otras.
- Hidalgo:

Feria de San Francisco, Feria Universitaria del Libro, Festival Internacional del Paste, Muestra Gastronómica de Santiago de Anaya.
- Jalisco:

Feria Internacional del Libro de Guadalajara, Festival Internacional de Cine de Guadalajara, Fiestas de Octubre, Encuentro Internacional del Mariachi y la Charrería, Muestra Internacional de Danza Contemporánea en Guadalajara, Fiestas de la Santa Cruz Santa Cruz del astillero, entre otras.
- Michoacán:

Festival Internacional de Cine de Morelia, Día de Muertos en los poblados en que la festividad ha cobrado más fama (Pátzcuaro, Tzintzuntzan, Janitzio), Festival de Velas en Uruapan, Tianguis Artesanal de Semana Santa en Uruapan, entre otros.
- Morelos: Carnavales de los diferentes municipios del estado, junto con la danza de los chinelos, dónde se originó la misma danza en el municipio de Tlayacapan Procesión del municipio de Tetela del volcán con la danza de los sayones. Feria de la primavera de Cuernavaca.
- Oaxaca:

La Guelaguetza, en julio, la representación teatral del espectáculo Donaji ... La Leyenda, La Feria del Mezcal, La Noche de Rábanos (celebrada el 23 de diciembre ), la Feria del Tejate y Tamal, la visita al panteón de San Miguel y la realización de tapetes decorativos monumentales celebrando el Día de Muertos en la Plaza de la Danza, la Procesión del Silencio en Semana Santa, el Festival humánitas en mayo, así como la celebración del señor de Tlacolula, en donde se hacen eventos culturales y las tradicionales Calendas de la ciudad.
- Puebla:

Desfile del Cinco de Mayo, Huey Atlixcáyotl en Atlixco, Carnaval de Huejotzingo, Danza de Quetzales, Feria del Huipil y Café en Ciudad de Cuetzalan, la Feria de Cholula en San Pedro Cholula, Feria del Chile en Nogada En San Nicolás de los Ranchos y San Andrés Calpan, La Feria Nacional del Árbol y la Esfera de Navidad en Chignahuapan, Feria de la manzana de Zacatlán en Zacatlán, El Festival de la Matanza y Mole de caderas en Tehuacán, entre otros.
- Sinaloa:

Carnaval Internacional de Mazatlán, Semana Internacional de la Moto, Festival Cultural Mazatlán, entre otras.
- Tabasco:

Feria Tabasco, Carnaval de Tenosique, Exposición Internacional del Petróleo, entre otras.
- Veracruz:

Carnaval de Veracruz, Cumbre Tajín entre otras.
- Yucatán:

Carnaval de Mérida, que se realiza el mes de febrero y la Feria Yucatán (Xmatkuil), la feria más importante del estado que se celebra la segunda quincena de noviembre. Fiesta de los Reyes Magos de Tizimín, es la feria más antigua del estado de Yucatán y una de las más antiguas del sureste mexicano; la fiesta remonta desde épocas prehispánicas hasta la actualidad: la fiesta comienza a finales del mes de diciembre y culmina a finales de enero.
- Zacatecas:

Festival Cultural se realiza en Semana Santa, Festival Zacatecas del Folclor Internacional del último domingo de julio al primer domingo de agosto, Moriamas de Bracho último jueves, viernes, sábado y domingo de agosto, Feria Nacional de Zacatecas (FENAZA) primeras 2 semanas septiembre, Festival Internacional de Teatro de Calle tercera semana de octubre, El Festival Estatal de Navidad, entre otros.

## Replanteamiento del turismo para México

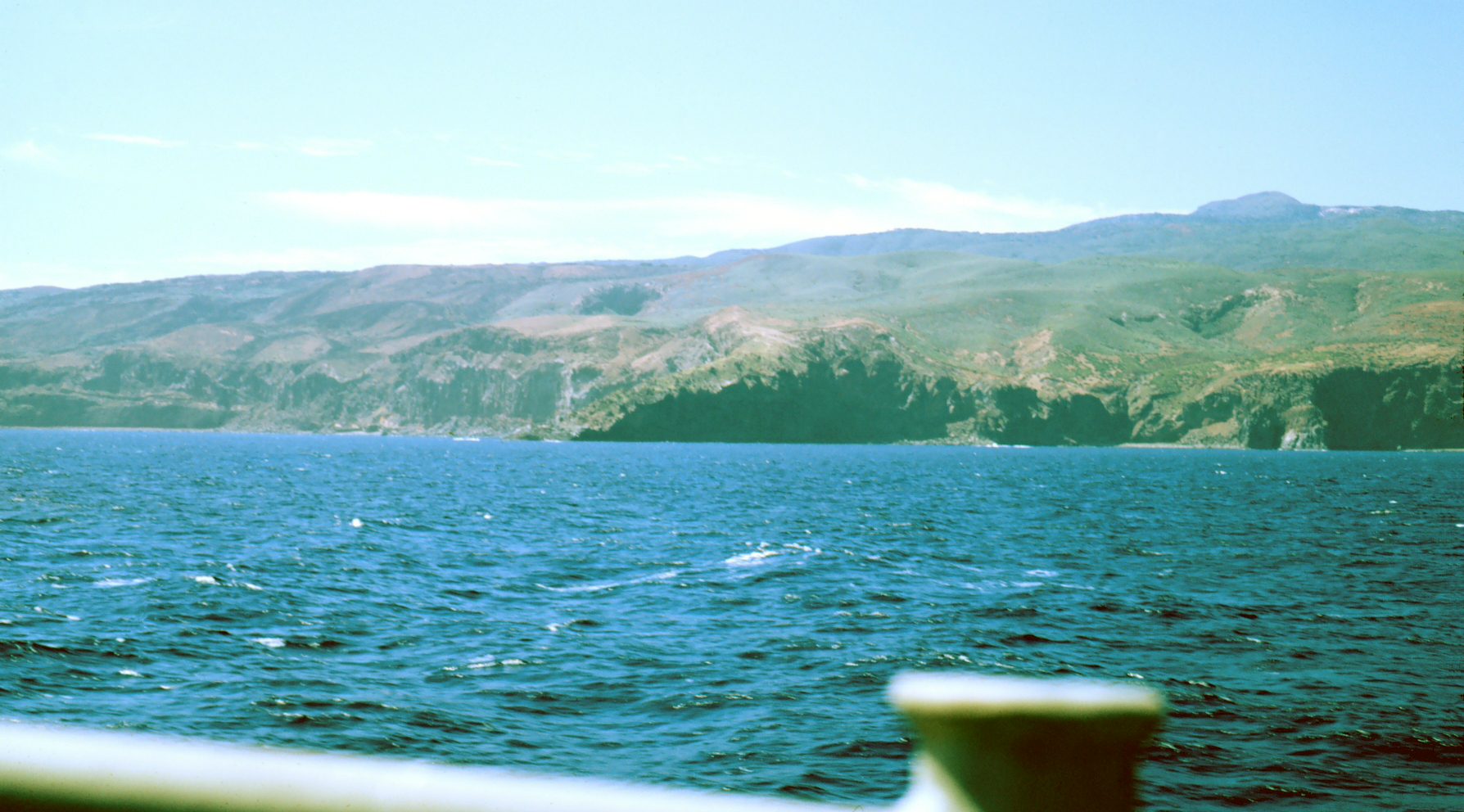
Archipiélago de Revillagigedo, turismo alternativo para los amantes de la naturaleza.

### Pandemia de gripe A (H1N1)
La secretaría de turismo en México, replantea sus políticas económicas en materia de recuperación, después de las grandes pérdidas tenidas en el año 2009 ocasionadas por la crisis económica mundial y el problema de la influenza H1N1, la secretaría de turismo en el 2010 impulsa una campaña internacional para mejorar la imagen de México en materia de sanidad y seguridad; intenta demostrar que los problemas de inseguridad son producto de una mala difusión de imagen a través de los medios de comunicación locales y extranjeros; y también de desprestigio por lo ocurrido en algunos lugares del país. Los reclamos del gobierno mexicano hacia el exterior son: que la inseguridad y la violencia no es un cualidad propia de México, sino también que ésta se manifiesta simultáneamente en otras naciones del mundo y que el índice de criminalidad suscitada en algunas ciudades mexicanas no refleja un panorama generalizado en todo el país. Se busca recuperar la confianza del turismo internacional y de los inversionistas, hacer limpieza de playas con especificaciones internacionales, invertir en ecoturismo y en comunidades indígenas para el desarrollo sostenible, buscar medidas de seguridad que protejan al turista y monitoreo de comportamientos inadecuados de los extranjeros en suelo mexicano en cuanto a vandalismo, consumo de drogas, trata de blancas y abuso sexual de menores.
Sin embargo, el turismo mexicano ha generado una derrama económica importante para el país donde los prestadores de servicios buscan una mayor difusión y atención hacia los turistas nacionales creando nuevos polos turísticos y recreativos patrocinados por FONATUR quien se ha dado a la tarea de estudiar las preferencias y gustos de los mexicanos en sus días de descanso; se han mejorado y rehabilitado las vías de comunicación y transporte, remodelación de los aeropuertos de mayor actividad, actualización de los sistemas de telecomunicaciones, apertura de créditos para nueva infraestructura de hostelería y prestación de servicios, apertura de casinos o casas de apuesta, mejoramiento sanitario y mayor seguridad en zonas de actividad recreativa.
Debido a las quejas de los ciudadanos y turistas mexicanos en países de Asia, Centroamérica, Sudamérica y Europa por el fenómeno de la Influenza H1N1, el gobierno mexicano desarrolla diversos programas para dar mayor atención al turismo nacional de manera similar a las políticas de los Estados Unidos en materia de turismo. Uno de esos programas es la operación de cruceros mexicanos que realicen recorridos por las islas y principales puertos turísticos del país con el objetivo de que los mexicanos ya no tengan que hacer trámites tediosos para obtener visas o gastar en certificaciones médicas que le impidan ingresar a alguna nación, los cruceros deben cobrar en tarifas de moneda nacional y ofrecer todas las comodidades necesarias para los turistas mexicanos más exigentes.

### Destino gay friendly

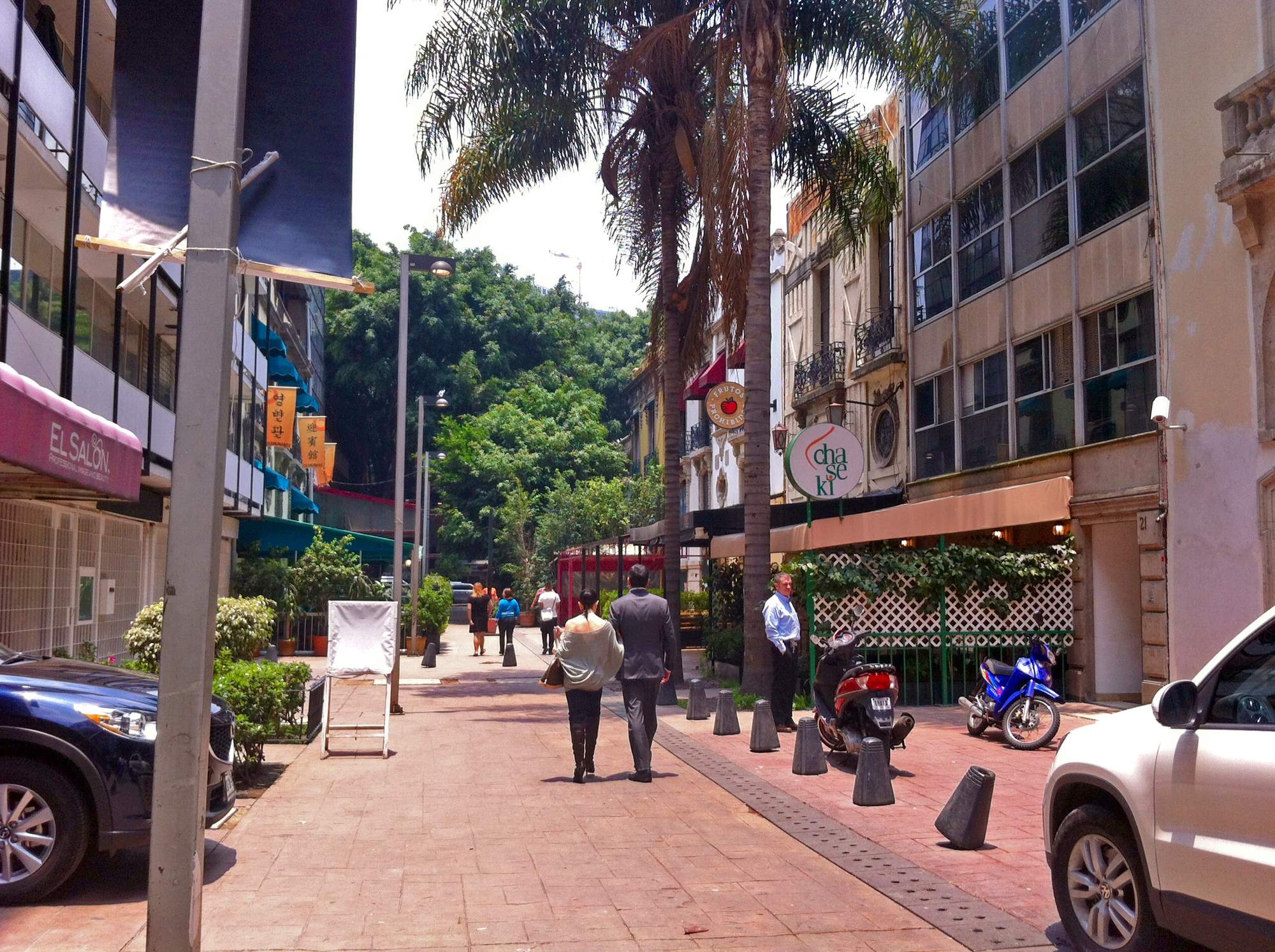
Zona Rosa, una de las principales zonas de tolerancia en para la comunidad LGBT.

El secretario de turismo de la Ciudad de México, Alejandro Rojas Díaz Durán, afirmó que la capital mexicana se convierta en un atractivo turístico gay friendly como ocurre en ciudades de Estados Unidos, Sudamérica y Europa, para que las parejas homosexuales realicen su luna de miel en esta ciudad. Recalcó que de los cinco mil millones de dólares de derrama económica que genera el sector turístico en la ciudad, el 8% corresponde al turismo gay friendly, al tiempo en que refirió que en la Ciudad de México se vive la libertad, la tolerancia y se respetan los derechos de todos; sin embargo, este caso ha causado fuerte polémica entre la sociedad mexicana, algunos temen que se desarrolle lo mismo en otras ciudades turísticas del país.

### Cultura
Aunque el turismo de masas es el principal ingreso nacional per cápita, las autoridades mexicanas buscan llamar la atención del turista educado con conciencia del cuidado del medio ambiente y la cultura. Las islas Revillagigedo o también llamado popularmente como el Galápagos Mexicano son una nueva opción alternativa de hacer turismo, han sido desarrollado con especial atención para el ecoturismo, debido a lo frágil y lo delicado del ecosistema insular del Pacífico mexicano, los prestadores de servicios se limitan a realizar excusiones con grupos reducidos para contemplar la belleza natural de las islas y el mundo subacuático que las rodea. El buceo y el senderismo son las actividades que se realizan siguiendo las indicaciones de la guardia nacional, las embarcaciones que llevan a los visitantes a estas islas zarpan de los puertos de Manzanillo y Cabo San Lucas. Zacatecas es uno de los destinos nacionales con mayor crecimiento en los últimos años en virtud a su nombramiento por la UNESCO de Patrimonio Cultural de la Humanidad en 1993, lo que la ha convertido en una de las 10 ciudades con este título en México.

### Turismo Sustentable
“Durante las últimas décadas, el turismo se ha convertido en una de las actividades socioeconómicas más importantes para el desarrollo, prosperidad y bienestar de una considerable cantidad de países” 
Desde los años de 1960 se han elaborado propuestas para elevar la tasa del turismo mexicano a nivel global pero lamentablemente, se basaban en la explotación de recursos de sol y playa en las costas y no velaban por la seguridad de los ecosistemas y de las comunidades cercanas.  Años más tarde, después del año 2007, se reestructuraron los mercados y la promoción del turismo, enfocándose hacia el turismo responsable que promueva el patrimonio cultural (gastronomía, tradiciones, cantos, vestimentas, etc.). Uno de los primeros programas en buscar un turismo sustentable fue el del Playas Limpias en el 2003, que buscaba atender la contaminación en las zonas costeras, otorgando certificaciones a aquellas que sí cumplieran con los acuerdos de limpieza y sanidad. (Secretaría de Medio Ambiente y Recursos Naturales, 2017).
El turismo sustentable en nuestro país es muy joven. No hace tantos años que se comenzaba a hablar sobre realizar actividades turísticas que se basaran en los tres pilares de la sustentabilidad dejando de lado el clásico turismo de sol y playa que sigue caracterizando a nuestro país a nivel mundial. Sin embargo, con la llegada del siglo XXI, los mandatarios comenzaron a identificar nuevas oportunidades de promoción turística para el país, enfocando así todo el patrimonio restante. México es reconocido por la Organización de las Naciones Unidas para la Educación, la Ciencia y la Cultura (UNESCO) como uno de los países con mayor cantidad de recursos tanto naturales como culturales. 
Es por esto que, se fueron diseñado programas que resaltaran dicho patrimonio cultural y natural que además de ser beneficioso para las comunidades, fuera económicamente atractivo y responsable con el medio ambiente.

## Aduana mexicana
Al ingresar al país, los visitantes deberán llenar una forma denominada Registro de Origen. El primer requisito que se exige a todas las personas que ingresan al territorio mexicano es que cuenten y exhiban el pasaporte internacional vigente expedido por las autoridades de su propio país, y un certificado de vacunación dependiendo del origen de donde llega y adonde va, esto también va dirigido según cual sea su destino.

### Países que no requieren visa
Actualmente México no le pide visa a los turistas de 37 países de Europa, 33 de América, 13 de Asia, 15 de Oceanía y 1 África. Y por el contrario para ingresar a México necesitan visa los turistas de 57 países de África, 41 de Asia, 18 de América, 11 de Europa y 7 de Oceanía.
| Número | País                            | Número | País                                      |
| ------ | ------------------------------- | ------ | ----------------------------------------- |
| 1      | Alemania                        | 51     | Perú                                      |
| 2      | Andorra                         | 52     | Polonia                                   |
| 3      | Argentina                       | 53     | Portugal                                  |
| 4      | Australia                       | 54     | Reino Unido                               |
| 5      | Austria                         | 55     | República Checa                           |
| 6      | Bahamas                         | 56     | Corea del Sur                             |
| 7      | Barbados                        | 57     | Rumania                                   |
| 8      | Bélgica                         | 58     | San Marino                                |
| 9      | Belice                          | 59     | Singapur                                  |
| 10     | Brasil                          | 60     | Suecia                                    |
| 11     | Bulgaria                        | 61     | Suiza                                     |
| 12     | Canadá                          | 62     | Trinidad y Tobago                         |
| 13     | Chile                           | 63     | Uruguay                                   |
| 14     | Chipre                          | 64     | Venezuela                                 |
| 15     | Colombia                        | 65     | Anguila                                   |
| 16     | Costa Rica                      | 66     | Antillas Neerlandesas                     |
| 17     | Croacia                         | 67     | Aruba                                     |
| 18     | Dinamarca                       | 68     | Gibraltar                                 |
| 19     | Eslovaquia                      | 69     | Groenlandia                               |
| 20     | Eslovenia                       | 70     | Guadalupe                                 |
| 21     | España                          | 71     | Guayana Francesa                          |
| 22     | Estados Unidos                  | 72     | Islas Azores                              |
| 23     | Estonia                         | 73     | Bermudas                                  |
| 24     | Finlandia                       | 74     | Islas Caimán                              |
| 25     | Francia                         | 75     | Islas Cocos                               |
| 26     | Grecia                          | 76     | Islas Cook                                |
| 27     | Hong Kong                       | 77     | Islas Feroe                               |
| 28     | Hungría                         | 78     | Guam                                      |
| 29     | Irlanda                         | 79     | Islas Malvinas                            |
| 30     | Islandia                        | 80     | Islas Marianas del Norte                  |
| 31     | Islas Marshall                  | 81     | Isla de Navidad                           |
| 32     | Israel                          | 82     | Niue                                      |
| 33     | Italia                          | 83     | Isla Norfolk                              |
| 34     | Jamaica                         | 84     | Islas Pitcairn                            |
| 35     | Japón                           | 85     | Islas Vírgenes de los Estados Unidos      |
| 36     | Letonia                         | 86     | Wallis y Futuna                           |
| 37     | Liechtenstein                   | 87     | Islas Vírgenes Británicas                 |
| 38     | Lituania                        | 88     | Mayotte                                   |
| 39     | Luxemburgo                      | 89     | Martinica                                 |
| 40     | Macao                           | 90     | Montserrat                                |
| 41     | Malasia                         | 91     | Nueva Caledonia                           |
| 42     | Malta                           | 92     | Omán                                      |
| 43     | Estados Federados de Micronesia | 93     | Polinesia Francesa                        |
| 44     | Mónaco                          | 94     | Puerto Rico                               |
| 45     | Noruega                         | 95     | Samoa Americana                           |
| 46     | Nueva Zelanda                   | 96     | Santa Elena, Ascensión y Tristán de Acuña |
| 47     | Países Bajos                    | 97     | Territorio Británico del Océano Índico    |
| 48     | Palaos                          | 98     | Tokelau                                   |
| 49     | Panamá                          | 99     | Islas Turcas y Caicos                     |
| 50     | Paraguay                        |        |                                           |

### Países que requieren visa
| Número | País                   | Número | País                                 | Número | País                  |
| ------ | ---------------------- | ------ | ------------------------------------ | ------ | --------------------- |
| 1      | Afganistán             | 51     | Honduras                             | 101    | Santa Lucía           |
| 2      | Albania                | 52     | India                                | 102    | Ciudad del Vaticano   |
| 3      | Angola                 | 53     | Indonesia                            | 103    | Santo Tomé y Príncipe |
| 4      | Antigua y Barbuda      | 54     | Irán                                 | 104    | Senegal               |
| 5      | Arabia Saudita         | 55     | Irak                                 | 105    | Serbia                |
| 6      | Argelia                | 56     | Islas Salomón                        | 106    | Seychelles            |
| 7      | Armenia                | 57     | Jordania                             | 107    | Sierra Leona          |
| 8      | Azerbaiyán             | 58     | Kazajistán                           | 108    | Somalia               |
| 9      | Baréin                 | 59     | Kenia                                | 109    | Sri Lanka             |
| 10     | Bangladés              | 60     | Kirguistán                           | 110    | Sudáfrica             |
| 11     | Bielorrusia            | 61     | Kiribati                             | 111    | Sudán                 |
| 12     | Benín                  | 62     | Kuwait                               | 112    | Sudán del Sur         |
| 13     | Bután                  | 63     | Laos                                 | 113    | Surinam               |
| 14     | Bolivia                | 64     | Lesoto                               | 114    | Suazilandia           |
| 15     | Bosnia y Herzegovina   | 65     | Líbano                               | 115    | Tailandia             |
| 16     | Botsuana               | 66     | Liberia                              | 116    | Taiwán                |
| 17     | Brunéi                 | 67     | Libia                                | 117    | Tanzania              |
| 18     | Burkina Faso           | 68     | Madagascar                           | 118    | Tayikistán            |
| 19     | Burundi                | 69     | Malaui                               | 119    | Timor Oriental        |
| 20     | Cabo Verde             | 70     | Maldivas                             | 120    | Togo                  |
| 21     | Camboya                | 71     | Mali                                 | 121    | Tonga                 |
| 22     | Camerún                | 72     | Marruecos                            | 122    | Túnez                 |
| 23     | Chad                   | 73     | Mauricio                             | 123    | Turkmenistán          |
| 24     | China                  | 74     | Mauritania                           | 124    | Turquía               |
| 25     | Comoras                | 75     | Mongolia                             | 125    | Tuvalu                |
| 26     | República del Congo    | 76     | Montenegro                           | 126    | Ucrania               |
| 27     | Costa de Marfil        | 77     | Mozambique                           | 127    | Uganda                |
| 28     | Cuba                   | 78     | Birmania                             | 128    | Uzbekistán            |
| 29     | Yibuti                 | 79     | Namibia                              | 129    | Vanuatu               |
| 30     | Dominica               | 80     | Nauru                                | 130    | Vietnam               |
| 31     | Ecuador                | 81     | Nicaragua                            | 131    | Yemen                 |
| 32     | Egipto                 | 82     | Níger                                | 132    | Zambia                |
| 33     | El Salvador            | 83     | Nigeria                              | 133    | Zimbabue              |
| 34     | Emiratos Árabes Unidos | 84     | Omán                                 |        |                       |
| 35     | Eritrea                | 85     | Palestina                            |        |                       |
| 36     | Etiopía                | 86     | Papúa Nueva Guinea                   |        |                       |
| 37     | Macedonia del Norte    | 87     | Catar                                |        |                       |
| 38     | Fiyi                   | 88     | República Árabe Saharaui Democrática |        |                       |
| 39     | Filipinas              | 89     | Siria                                |        |                       |
| 40     | Gabón                  | 90     | República Centroafricana             |        |                       |
| 41     | Gambia                 | 91     | Moldavia                             |        |                       |
| 42     | Georgia                | 92     | República Democrática del Congo      |        |                       |
| 43     | Ghana                  | 93     | República Dominicana                 |        |                       |
| 44     | Granada                | 94     | Nepal                                |        |                       |
| 45     | Guatemala              | 95     | Corea del Norte                      |        |                       |
| 46     | Guinea                 | 96     | Rusia                                |        |                       |
| 47     | Guinea-Bisáu           | 97     | Ruanda                               |        |                       |
| 48     | Guinea Ecuatorial      | 98     | San Cristóbal y Nieves               |        |                       |
| 49     | Guyana                 | 99     | Samoa                                |        |                       |
| 50     | Haití                  | 100    | San Vicente y las Granadinas         |        |                       |

## Aeropuertos internacionales
| - Aeropuerto Internacional de la Ciudad de México - Aeropuerto Internacional de Cancún - Aeropuerto Internacional de Guadalajara - Aeropuerto Internacional de Monterrey - Aeropuerto Internacional de Tijuana - Aeropuerto Internacional de Los Cabos - Aeropuerto Internacional de Puerto Vallarta - Aeropuerto Internacional de Mérida - Aeropuerto Internacional de Hermosillo - Aeropuerto Internacional de Tulum - Aeropuerto Internacional de Culiacán - Aeropuerto Internacional del Bajío - Aeropuerto Internacional de Veracruz - Aeropuerto Internacional de Villahermosa - Aeropuerto Internacional de Chihuahua - Aeropuerto Internacional de Tuxtla - Aeropuerto Internacional de Toluca - Aeropuerto Internacional de Mazatlán - Aeropuerto Internacional de Ciudad Juárez | - Aeropuerto Internacional de Tampico - Aeropuerto Internacional de La Paz - Aeropuerto Internacional de Ciudad del Carmen - Aeropuerto Internacional de Acapulco - Aeropuerto Internacional de Oaxaca - Aeropuerto Internacional de Aguascalientes - Aeropuerto Internacional de Torreón - Aeropuerto Internacional de Bahías de Huatulco - Aeropuerto Internacional de Cozumel - Aeropuerto Internacional de Ixtapa-Zihuatanejo - Aeropuerto Internacional de Mexicali - Aeropuerto Internacional de Morelia - Aeropuerto Internacional de Uruapan - Aeropuerto Internacional de Reynosa - Aeropuerto Internacional de Querétaro - Aeropuerto Internacional de San Luis Potosí - Aeropuerto Internacional de Puebla - Aeropuerto Internacional de Zacatecas - Aeropuerto Internacional de Matamoros |